# Liste der Baudenkmäler in Wolframs-Eschenbach
Auf dieser Seite sind die Baudenkmäler in der mittelfränkischen Stadt Wolframs-Eschenbach zusammengestellt. Diese Tabelle ist eine Teilliste der Liste der Baudenkmäler in Bayern. Grundlage ist die Bayerische Denkmalliste, die auf Basis des Bayerischen Denkmalschutzgesetzes vom 1. Oktober 1973 erstmals erstellt wurde und seither durch das Bayerische Landesamt für Denkmalpflege geführt wird. Die folgenden Angaben ersetzen nicht die rechtsverbindliche Auskunft der Denkmalschutzbehörde.
 Diese Liste gibt den Fortschreibungsstand vom 15. April 2020 wieder und enthält 63 Baudenkmäler

## Ensemble Altstadt Wolframs-Eschenbach

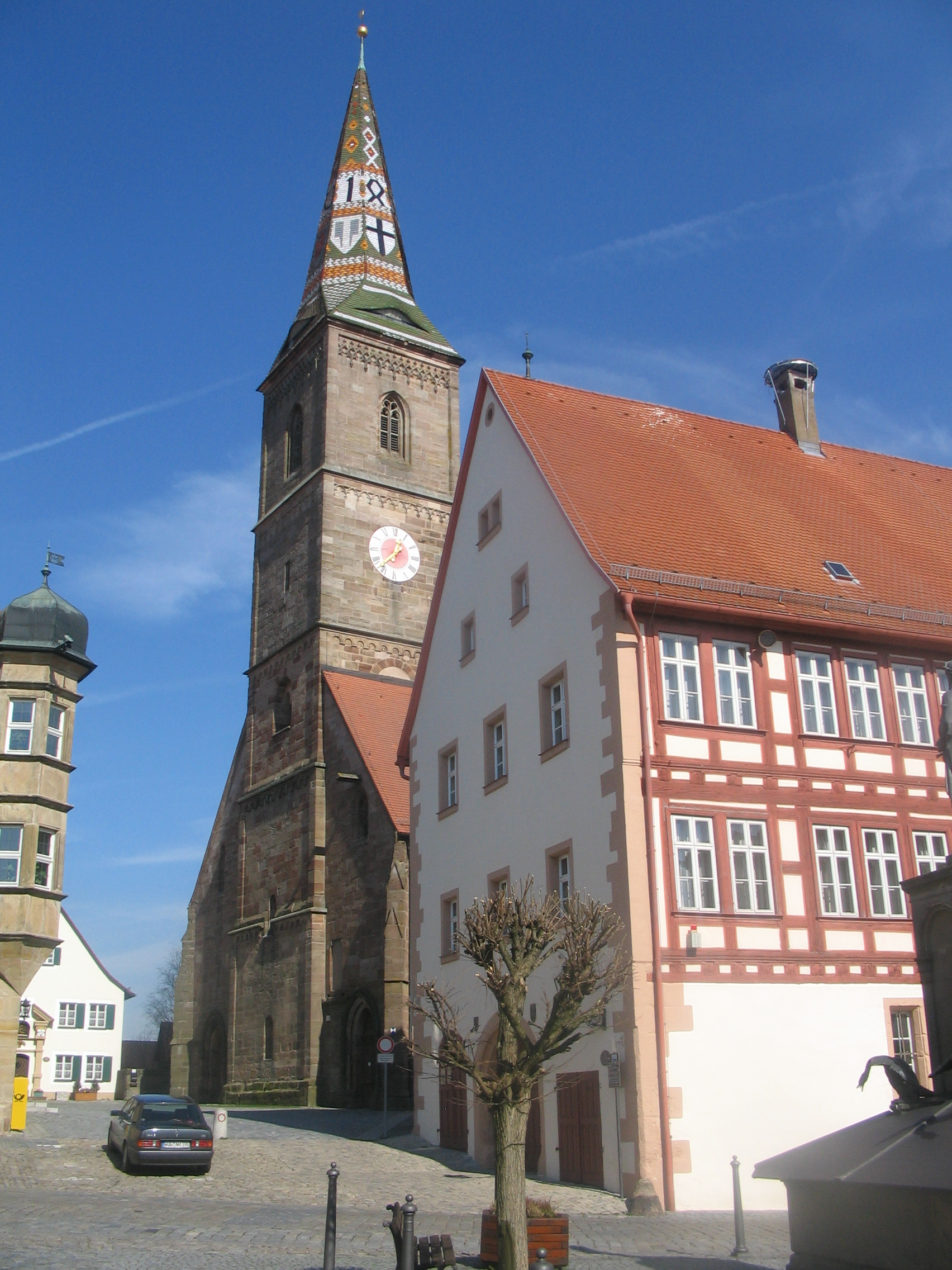
Liebfrauenmünster in Wolframs-Eschenbach

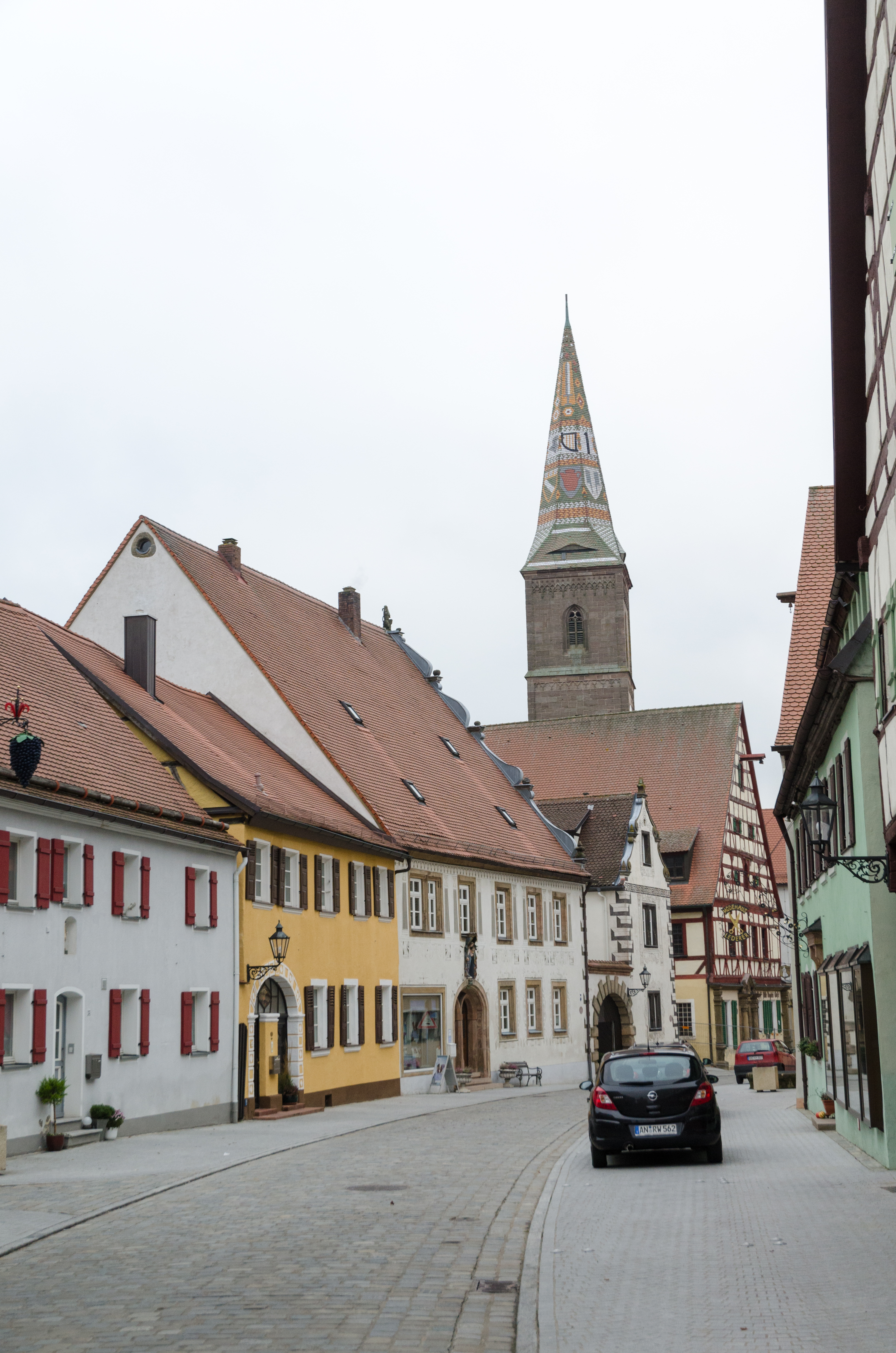
Hauptstraße Wolframs-Eschenbach in West-Ost Richtung

Das Ensemble umfasst die ummauerte mittelalterliche Stadt mit ihren Befestigungswerken, dem teilweise bebauten, teilweise mit Gärten besetzten Wall an der Südflanke, den mit steinernen Mauern gefütterten, jetzt trocken liegenden ehemaligen Befestigungsweihern an der Nord- und Ostseite, und an der Westseite einen Teil der spätmittelalterlichen Oberen Vorstadt, des Hafenmarktes und den Oberen Torweiher.
Der ursprünglich eichstättische Flecken mit Kirchenbefestigung wohl des späteren 11. Jahrhunderts gelangte im späten 12. Jahrhundert als Lehen an die Grafen von Wertheim-Rieneck, deren Ministerialen die Herren von Eschenbach waren, zu denen auch der Dichter Wolfram von Eschenbach gehörte, der hier geboren und bestattet wurde. 1210 wurden die Pfarrei und Güter dem Deutschen Orden überlassen, der sich im 13./14. Jahrhundert um Eschenbach ein größeres Territorium aufbaute und eine Komturei gründete, die freilich bereits um die Mitte des 14. Jahrhunderts zugunsten Nürnbergs wieder aufgehoben wurde. Eschenbach blieb für die folgenden Jahrhunderte bis zur Säkularisation Eigenstadt des Deutschen Ordens, erst als Sitz eines Amtmannes, später eines Vogtes.
Zeitlich über die Aufhebung der Komturei hinaus reicht die seit 1332, dem Jahr der Stadterhebung, mehrfach bis 1429 nachweisbare kaiserliche Privilegierung des Ausbaus der Stadtbefestigung. Jedoch erweisen die Befunde vor allem an den Stadttoren bereits für das 13. Jahrhundert Befestigungen ungefähr in der heutigen Ausdehnung. Die Bedeutung von Wolframs-Eschenbach liegt vor allem darin, dass hier eine befestigte Deutschordensresidenz des 13./14. Jahrhunderts erhalten ist, eine der frühesten Deutschordensresidenzen in Deutschland überhaupt. Die frühzeitige Verlegung der Komturei nach Nürnberg bremste die weitere städtische Entwicklung und führte dazu, dass die zweitorige Stadtanlage bis heute bewahrt wurde, lediglich in Details der Einzelbauten verändert.
Die Grundrissform ist parabelförmig, wobei die Parabelkurve die ältere Kirchenburg umschließt. Von der Mitte der Grundlinie aus, wo sich das Obere Tor befindet, verläuft die breite, marktartige Hauptstraße axial, mündet in ein Platzsystem aus dreieckigem Markt und rundem Kirchplatz und verläuft, schmaler, mit vielen Versetzungen, zum Unteren Tor. Von dieser Straße aus werden alle wichtigen Gebäude der Stadt erschlossen, ihr sind alle, großenteils giebelseitigen, reicher gestalteten Fassaden zugewandt. Ein weiterer Gassenring umschreibt innen den Umriss des Stadtmauerzuges, mit kleineren Verschiebungen. Dieser Gassenring bietet Zugang hauptsächlich zu kleinen eingeschossigen, ackerbürgerlichen Anwesen. Zur bemerkenswerten Regelmäßigkeit des Stadtgrundrisses tritt als weitere Eigentümlichkeit die gleichzeitige planmäßige und aufwendige Unterkellerung der Stadt. Ein System gewölbter Gänge, teilweise saalartig erweitert, mit eigenen Brunnen und Wasserläufen, verbindet die Anwesen und trägt zur Modellierung des Stadthügels bei, auf dessen Grat die Hauptstraße verläuft, während das Terrain zu den nördlichen und südlichen Mauerzügen und zur Parabelkurve hin abfällt.  Aktennummer: E-5-71-229-1.

## Stadtbefestigung
Die Stadtbefestigung besteht aus einem geschlossenen Mauerring aus Quader- und Bruchsteinwerk mit Ring- und Zwingermauer an der Süd-, West- und westlichen Nordseite. Die Ringmauer an der Nord- und Ostseite hat vorgelagerte Befestigungsteiche aus dem 13.–15. Jahrhundert. Bis ins 18. Jahrhundert fanden Ausbesserungen der Stadtbefestigung statt. Den beiden Stadttoren ist jeweils eine Barbakane vorgelagert.
An der Ringmauer der Südseite sind der Hungerturm von 1527, der Bürgerturm aus dem 16. Jahrhundert und eine Zwingermauer mit rechteckigem Eckturm erhalten. Die Grabenwände der Westseite sind großenteils gefüttert mit einer Brüstungsmauer gegen die Obere Vorstadt. Die Nordwestbastion ist eingefasst von zwei halbrunden Schalentürmen im Zwingerbereich bei Färbergasse 1, 3 und Obere Gasse 2, 3. Die Ringmauer der Nord- und Ostseite verläuft entlang des Stadtmauerwegs. Die zugehörige Teichbefestigung der Nord- und Ostseite ist eine planmäßige heute großenteils trocken liegende Anlage. Aktennummer: D-5-71-229-1.
Beginnend beim Oberen Tor sind von der Stadtmauer im Uhrzeigersinn folgenden Teile erhalten:
- Oberes Tor (Hauptstraße 1 Lage), Stadttor, mehrgeschossiger Rechteckturm mit spitzbogiger Durchfahrt und Zeltdach mit Zwiebellaterne, 13.–14. Jahrhundert, Obergeschoss und Laterne nach 1769, Barbakane, rechteckige Anlage, 1463 (D-5-71-229-23)
- Brücke über den Stadtgraben (Hauptstraße 1 Lage), zweibogiger Sandsteinquaderbau, wohl gleichzeitig
- Zollhaus vor dem Oberen Tor (Lage), eingeschossiger Walmdachbau, bezeichnet „1782“ (D-5-71-229-52)
- Ring- und Zwingermauer der Westseite bei Hauptstraße 3 (Lage), Färbergasse 1 (Lage), 3 (Lage), Obere Gasse 3 (Lage)
- Befestigungsturm (Obere Gasse 5 Lage), ehemaliger halbrunder Schalenturm der Nordwestbastion der Stadtbefestigung, zu Wohnhaus ausgebaut, eingeschossiges Gebäude mit Zeltdach und rückwärtigem Satteldachabschluss, im Kern mittelalterlich, Veränderungen 18./19. Jahrhundert
- Ringmauer der Nord- und Ostseite (An der Stadtmauer Lage) mit zwei kleinen halbrunden und rechteckigen Mauervorlagen, östlich des Durchbruchs an der Oberen Gasse
- Teichbefestigung der Ostseite (Dr.-Johann-Baptist-Kurz-Platz 1 Lage)
- Ehemaliges Zollhaus vom Unteren Tor (Dr.-Johann-Baptist-Kurz-Platz 3 Lage), eingeschossiger Walmdachbau, bezeichnet mit „1794“ (D-5-71-229-13)

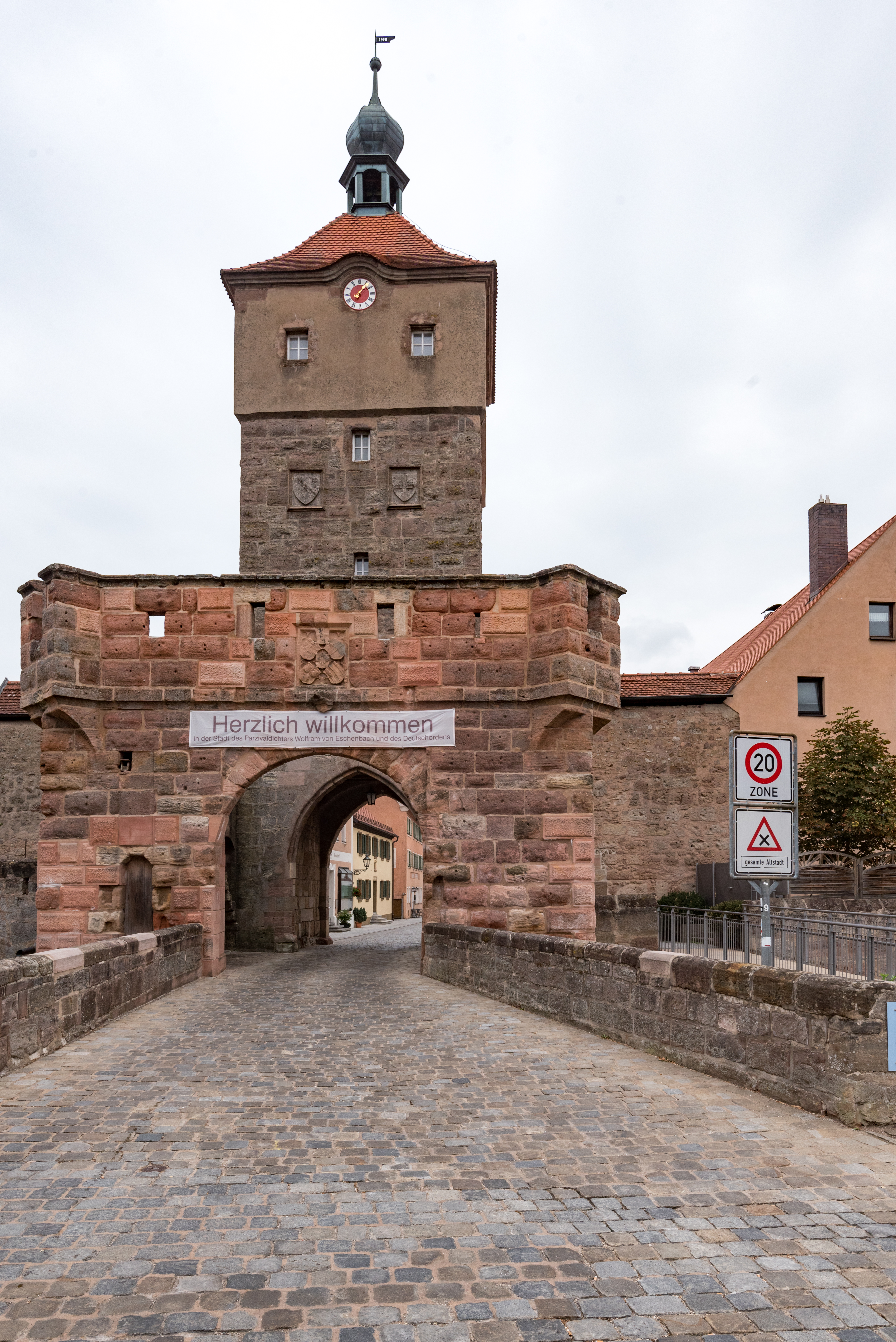
Oberes Tor, Feldseite weitere Bilder
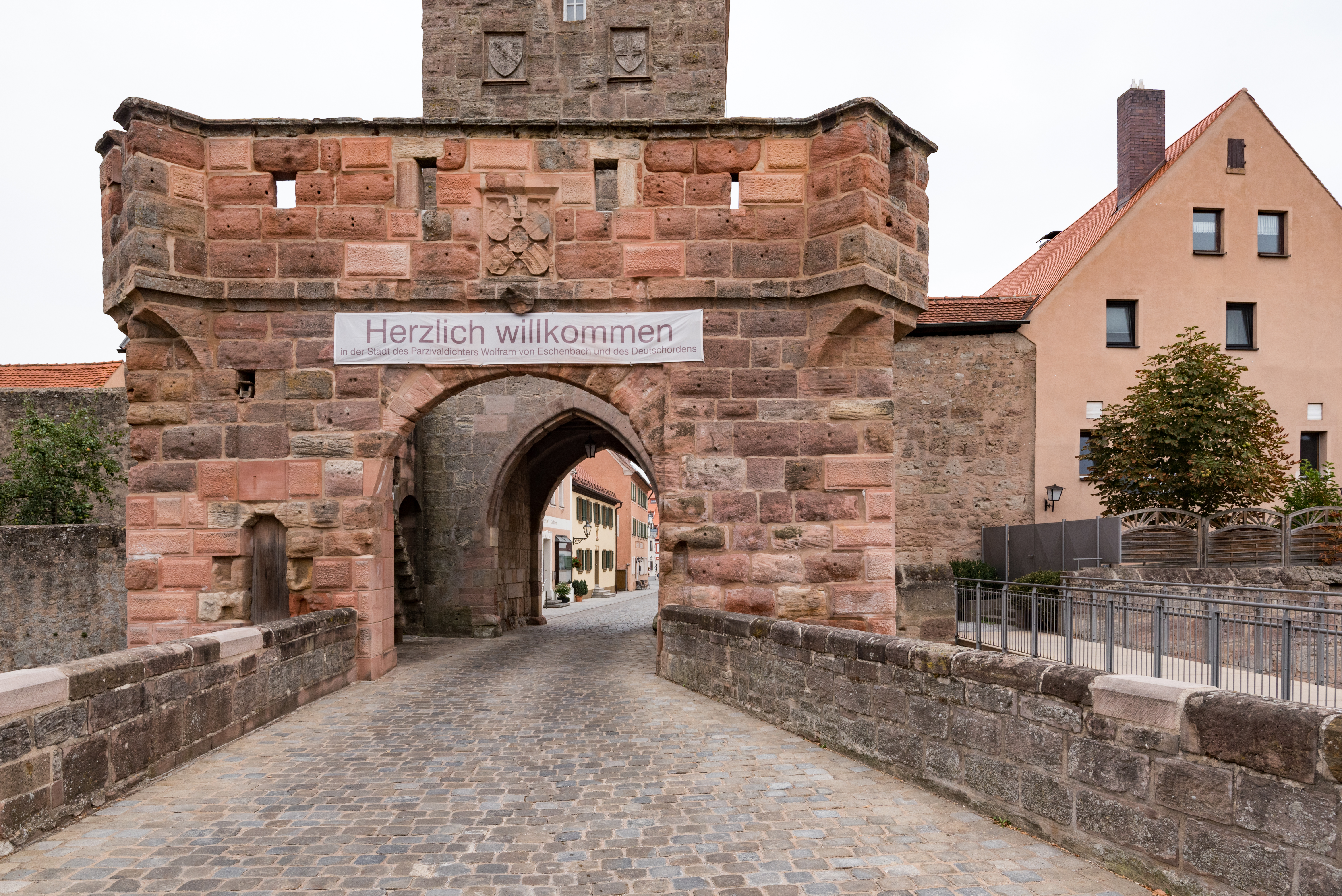
Oberes Tor, Barbakane, Feldseite weitere Bilder
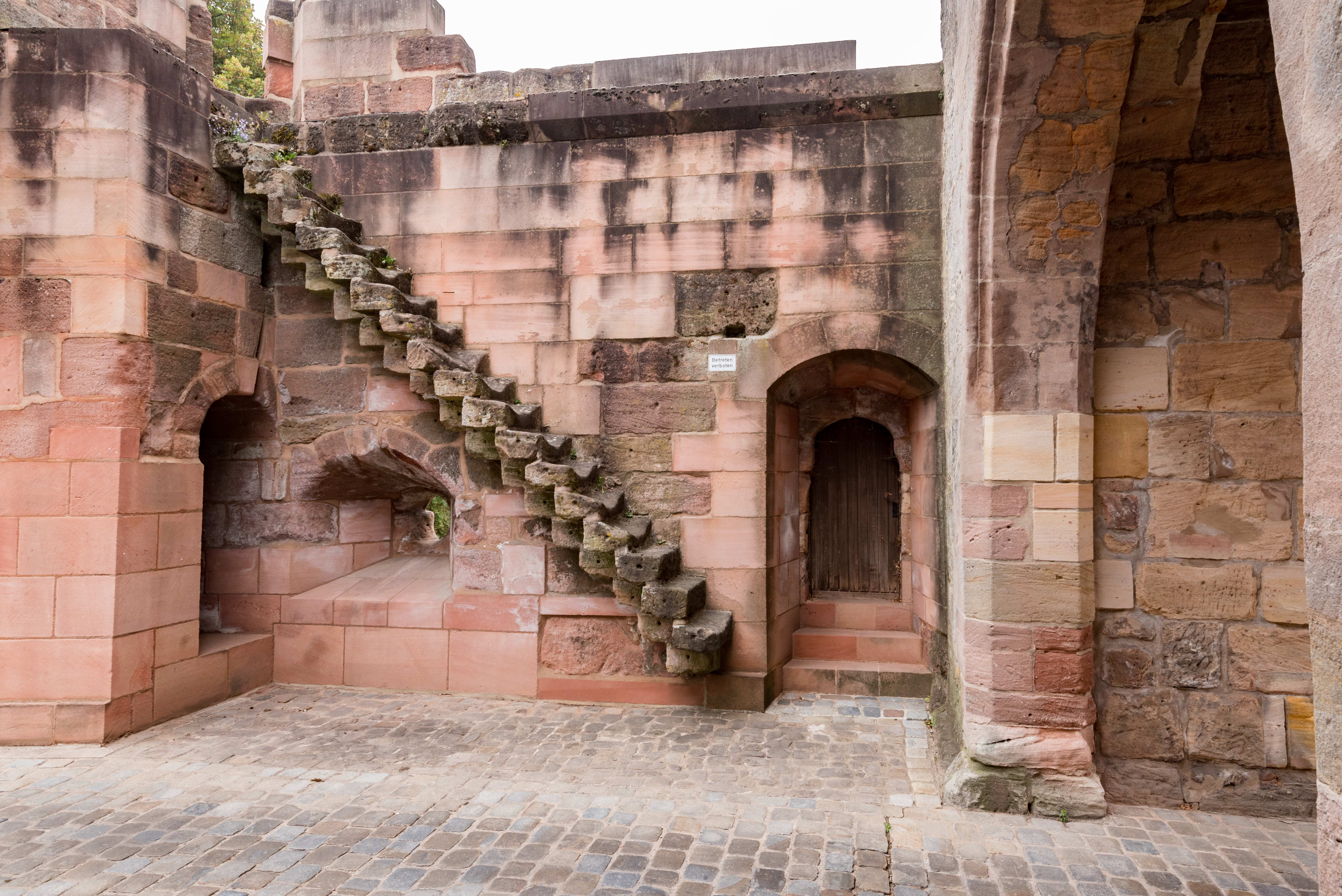
Oberes Tor, Barbakane, Nordwand von Süden weitere Bilder
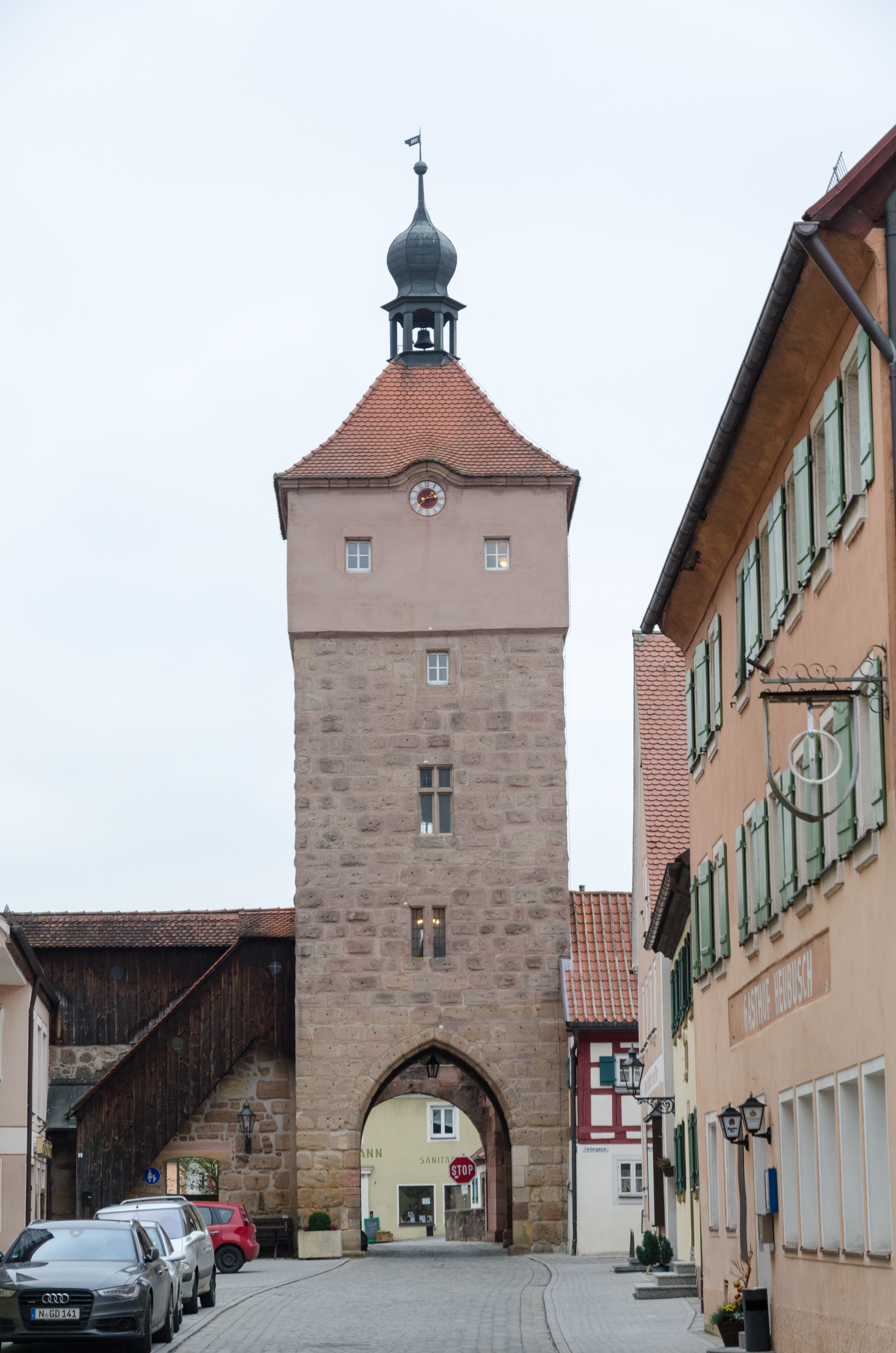
Oberes Tor, Stadtseite weitere Bilder
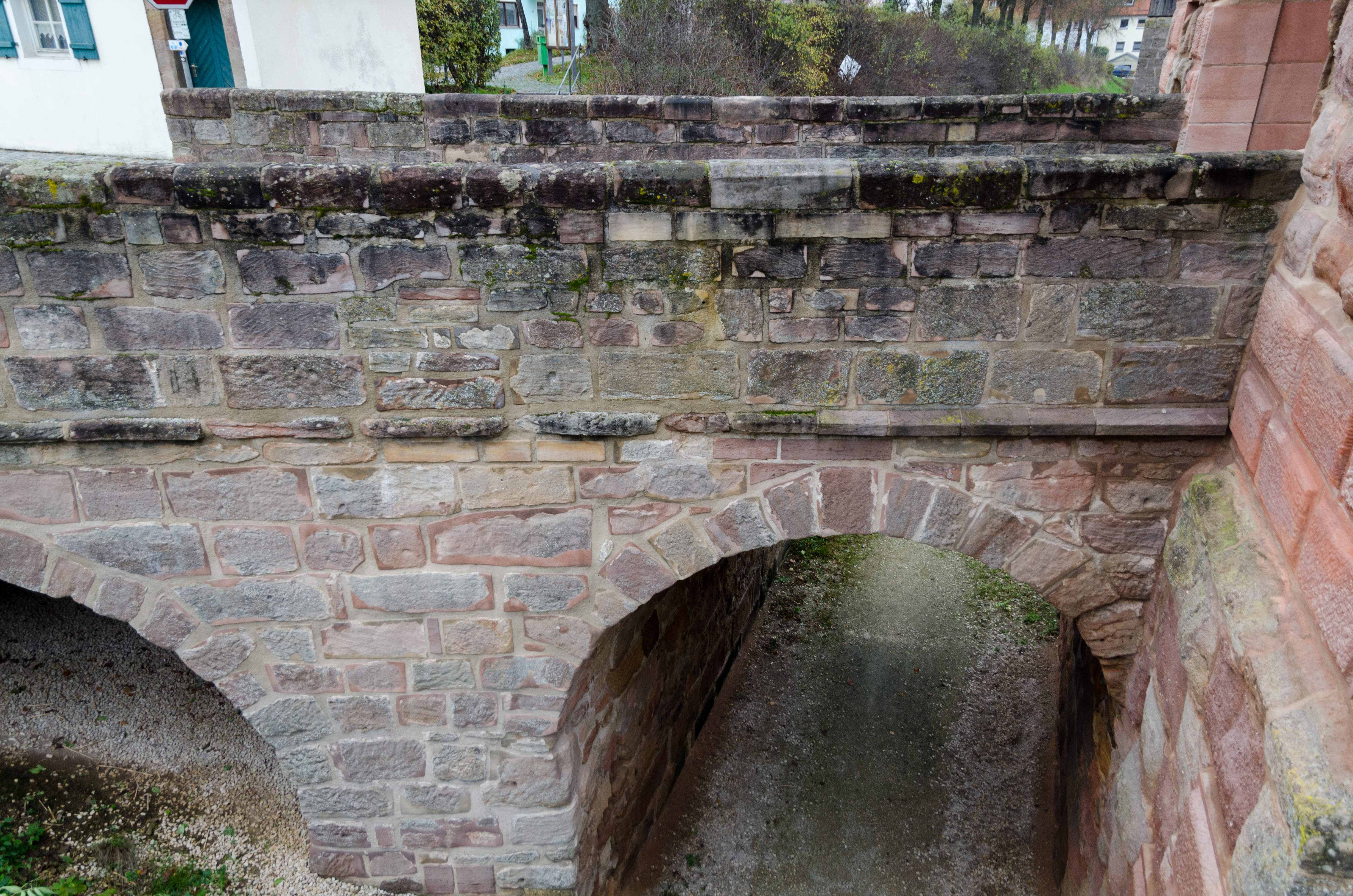
Oberes Tor, Brücke, von Süden weitere Bilder
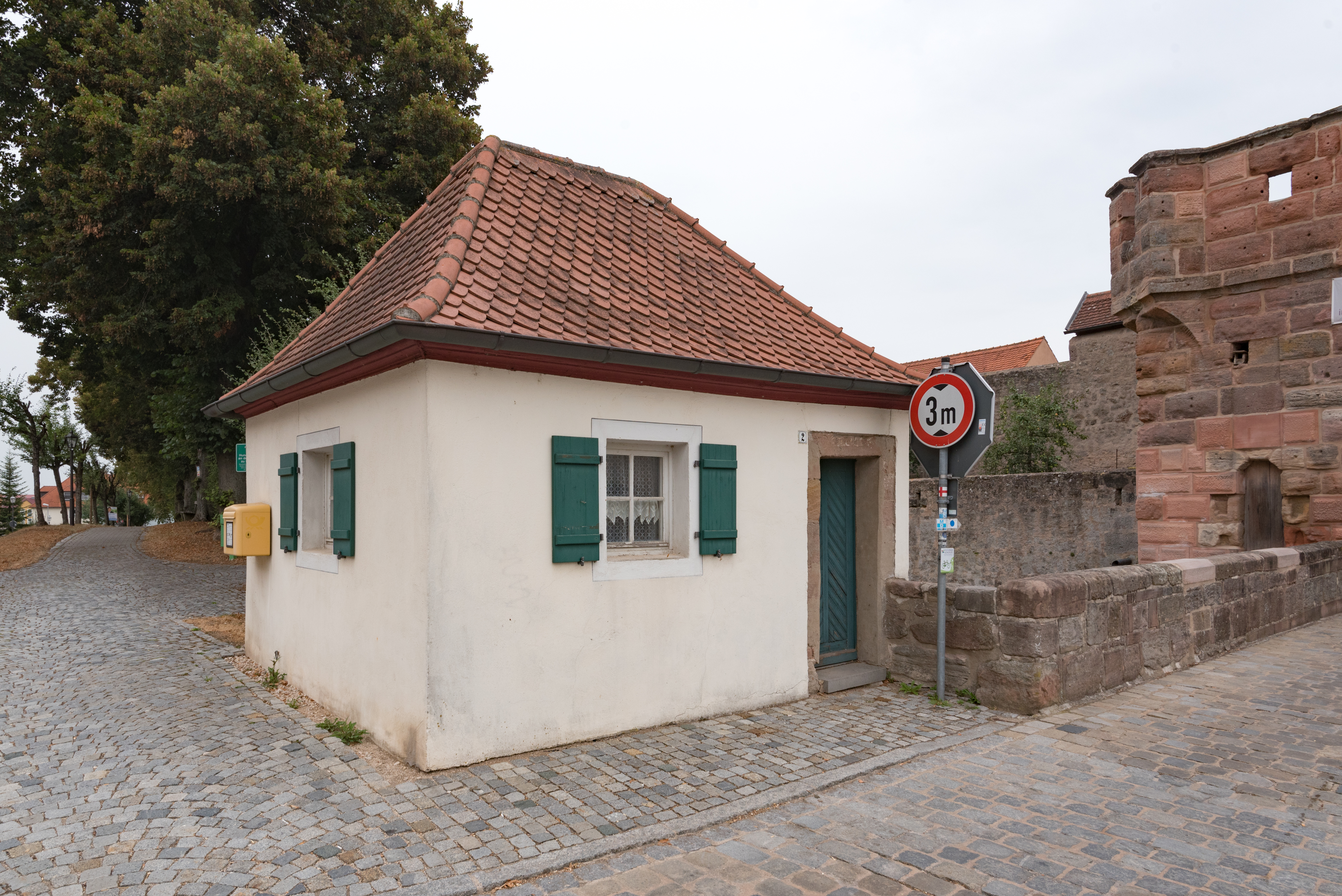
Zollhaus am Oberen Tor, von Süden weitere Bilder
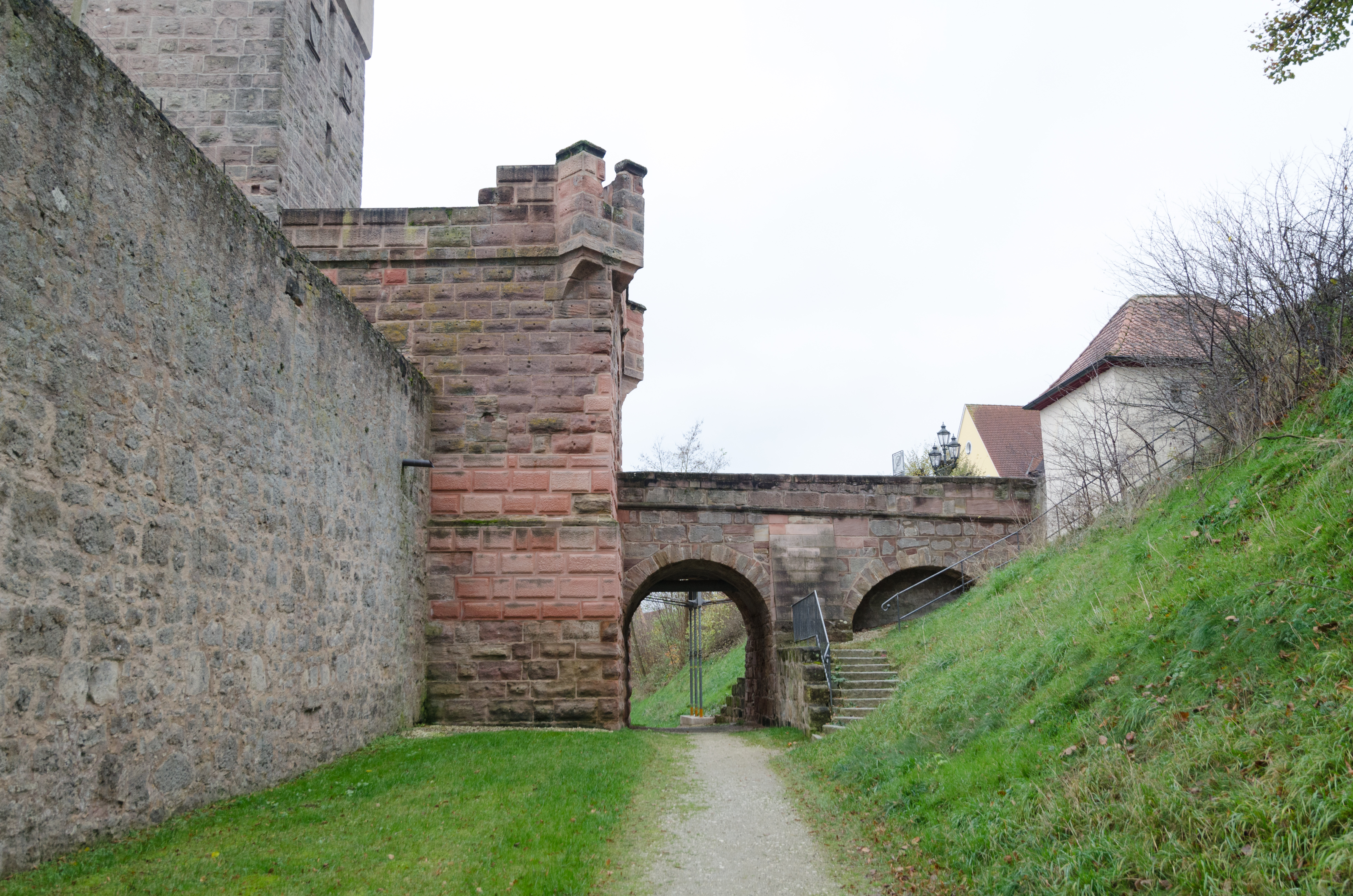
Oberes Tor, von Norden, aus dem Stadtgraben weitere Bilder
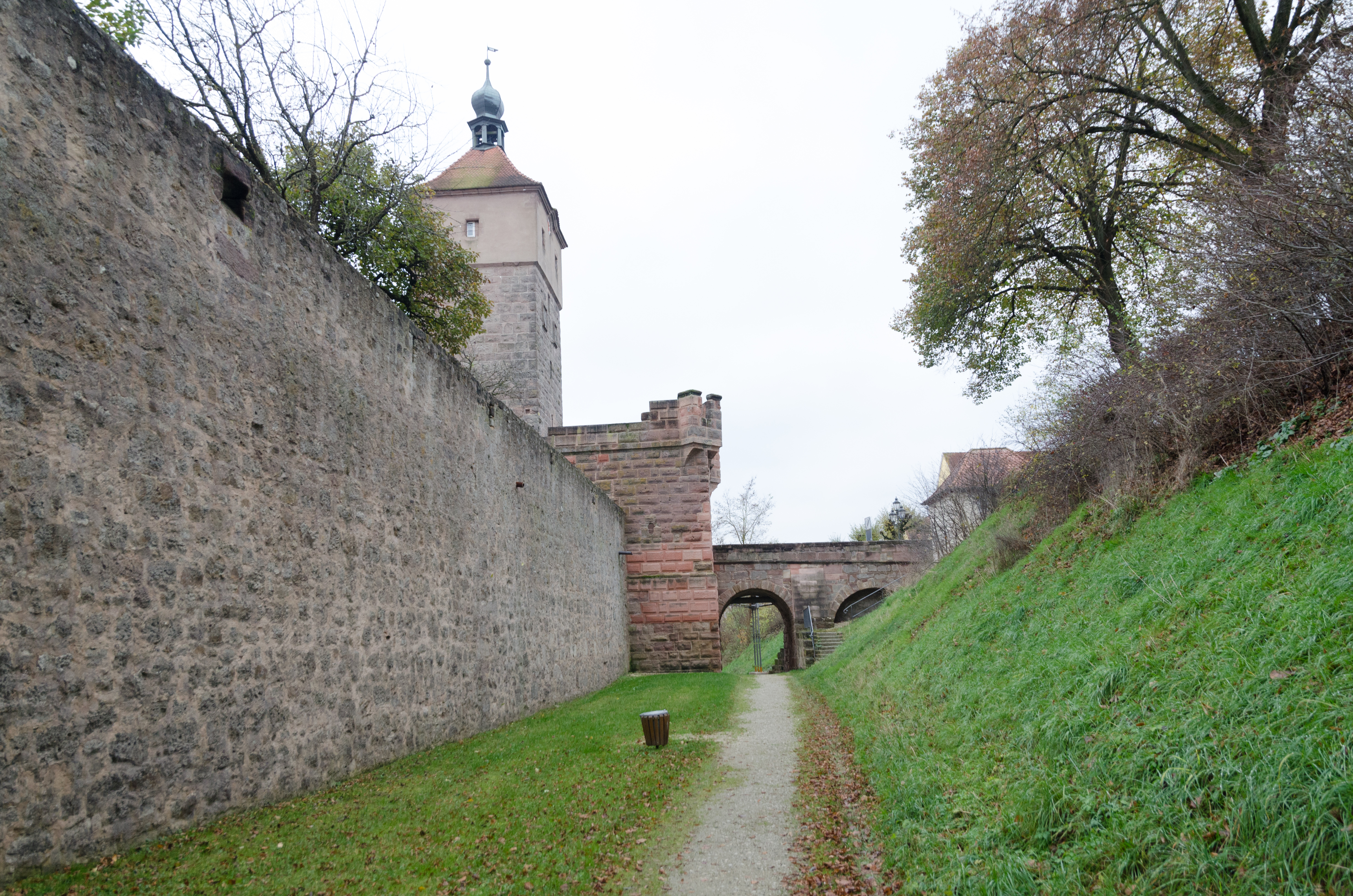
Ringmauer, Stadtgraben, von Norden weitere Bilder
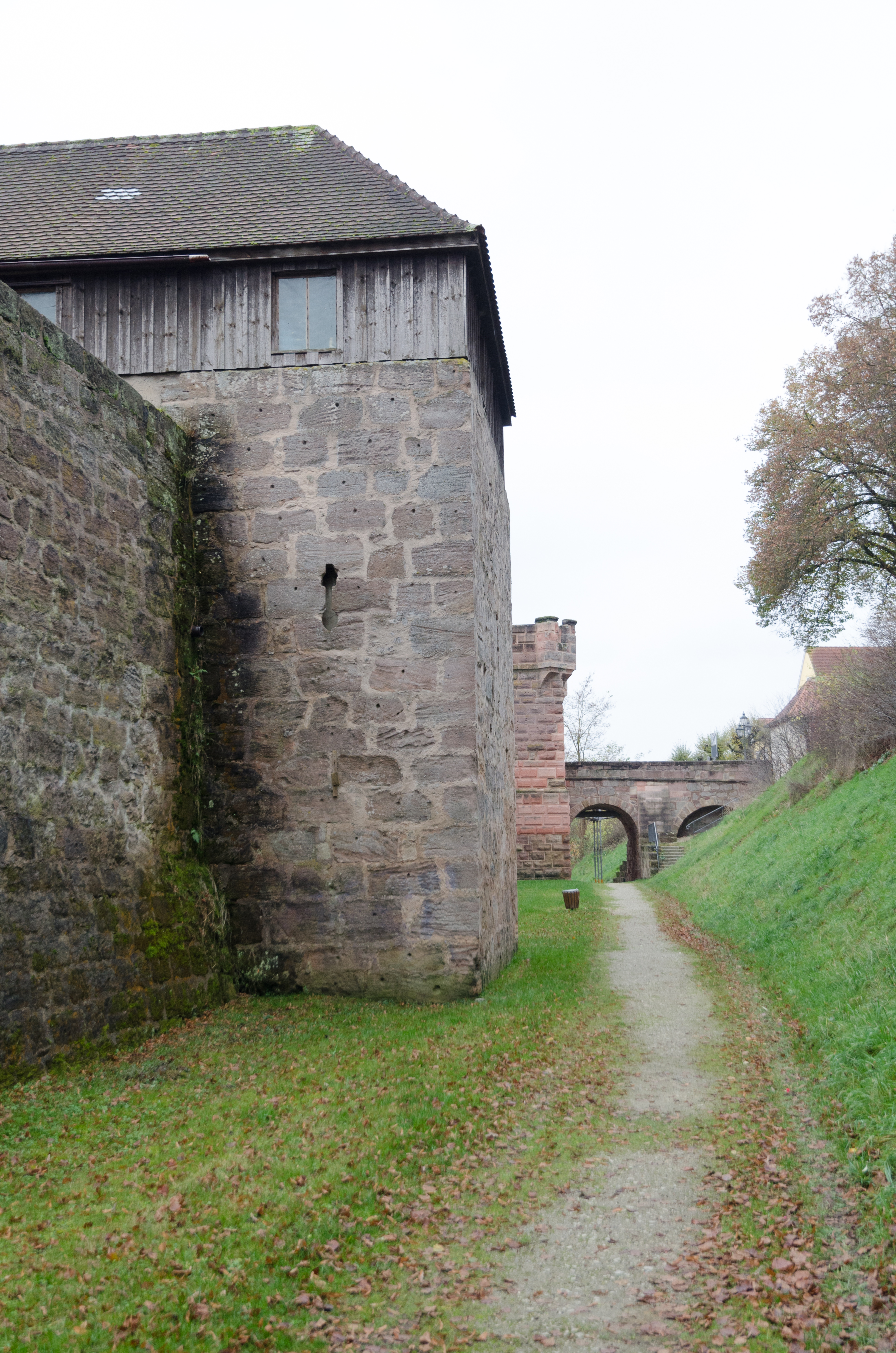
Ringmauer, Stadtgraben, von Norden weitere Bilder
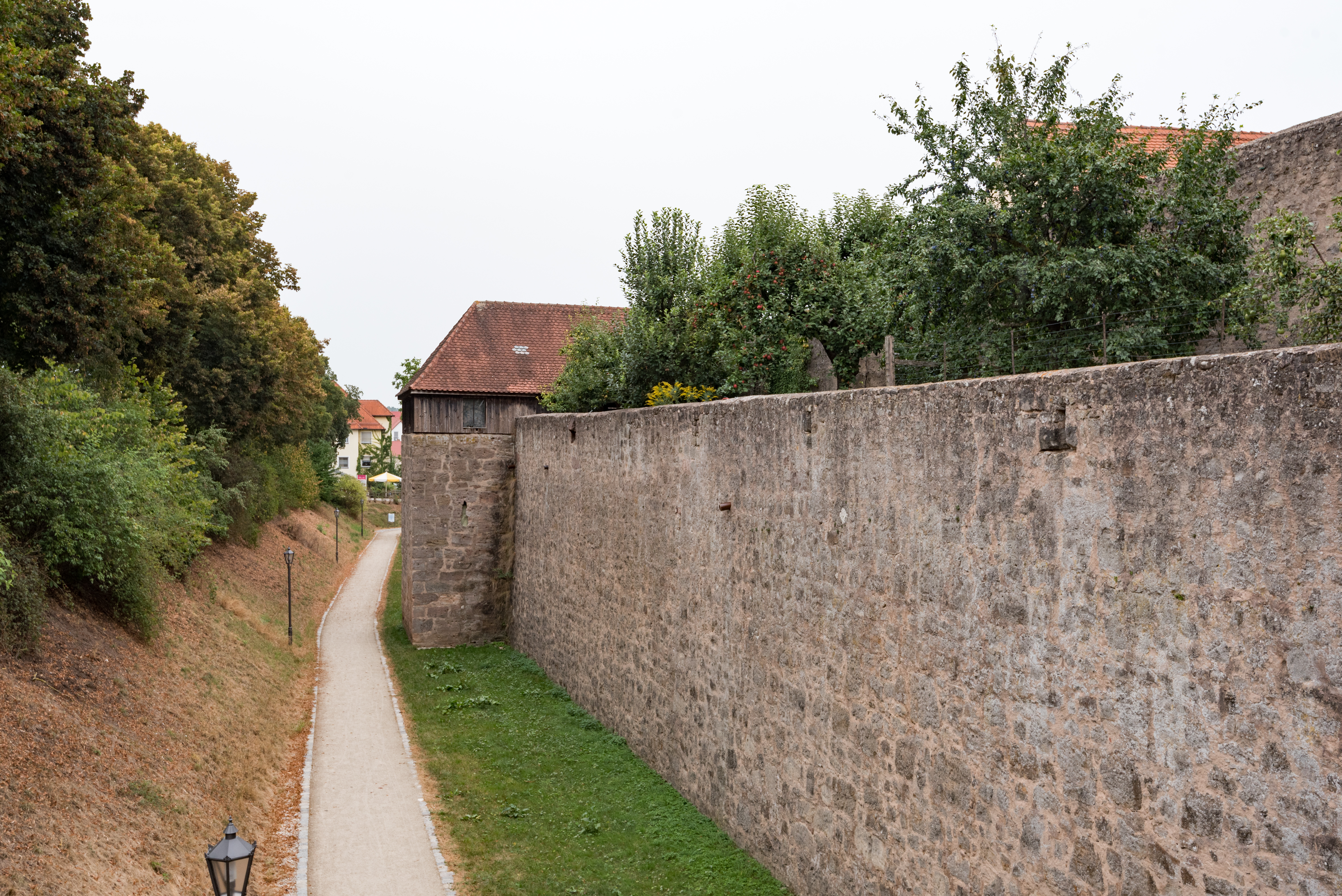
Ringmauer, Schalenturm, Stadtgraben, von Süden weitere Bilder
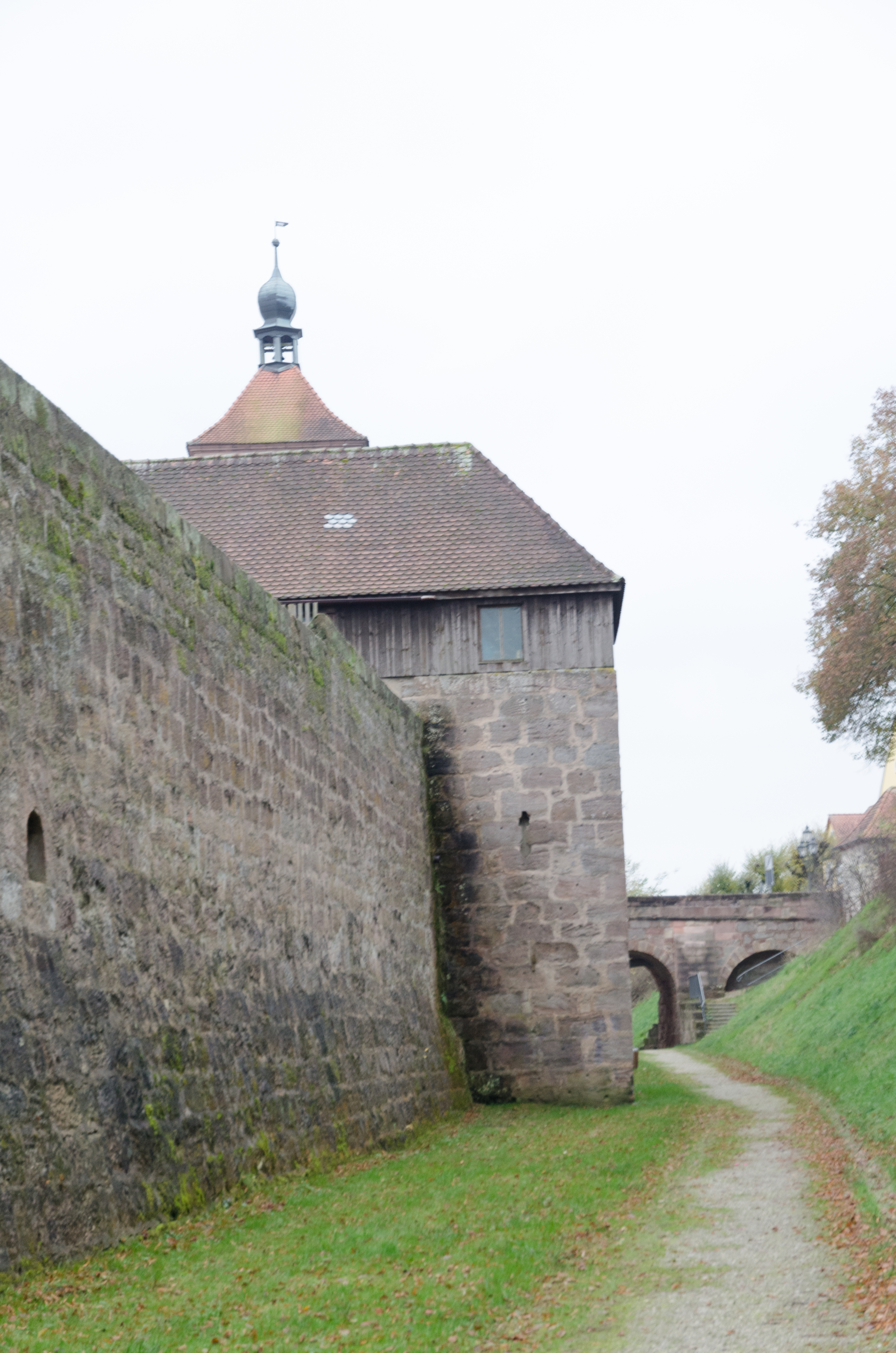
Ringmauer, Schalenturm, Stadtgraben, von Norden weitere Bilder
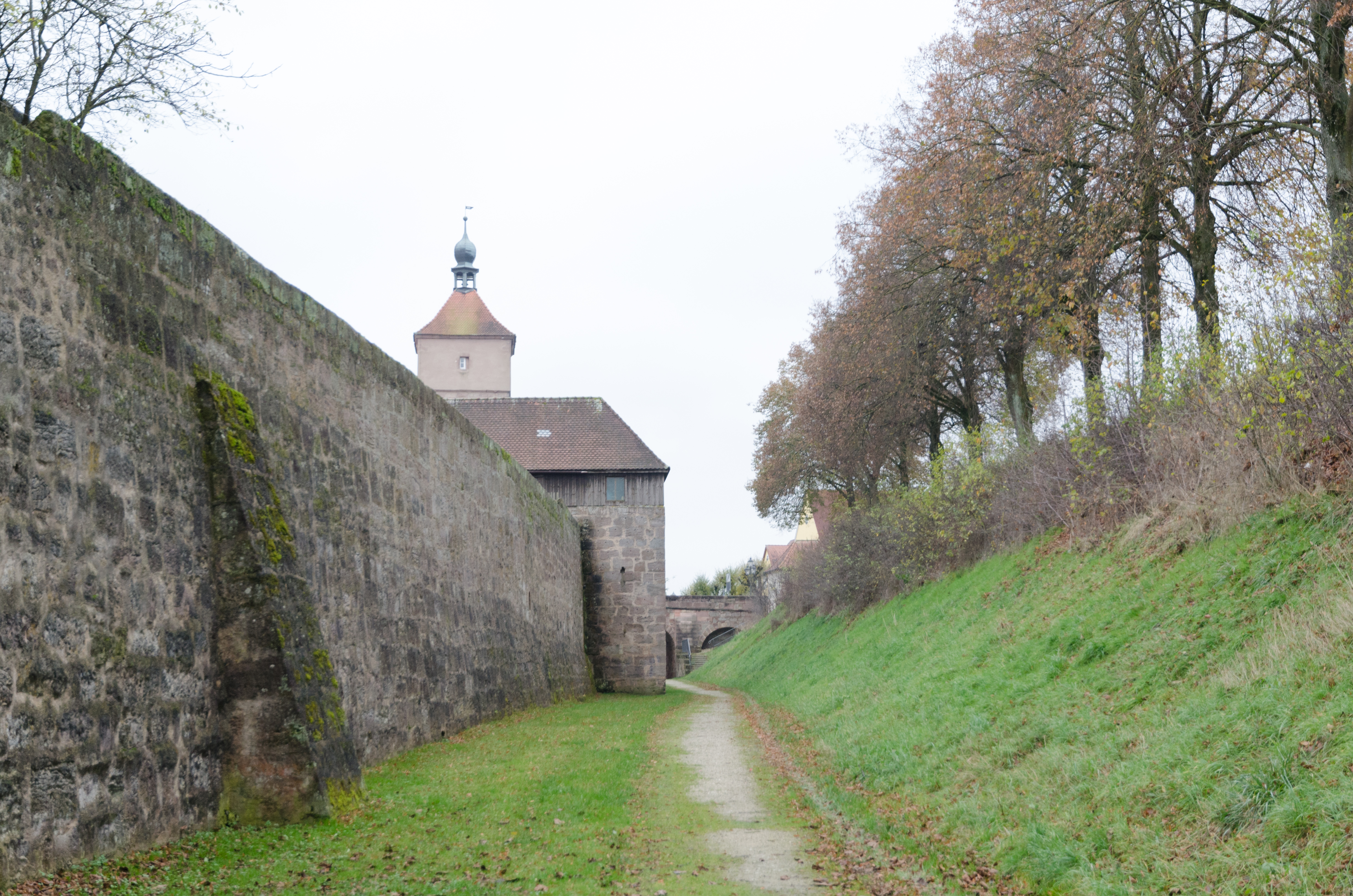
Ringmauer, Stadtgraben, von Norden weitere Bilder
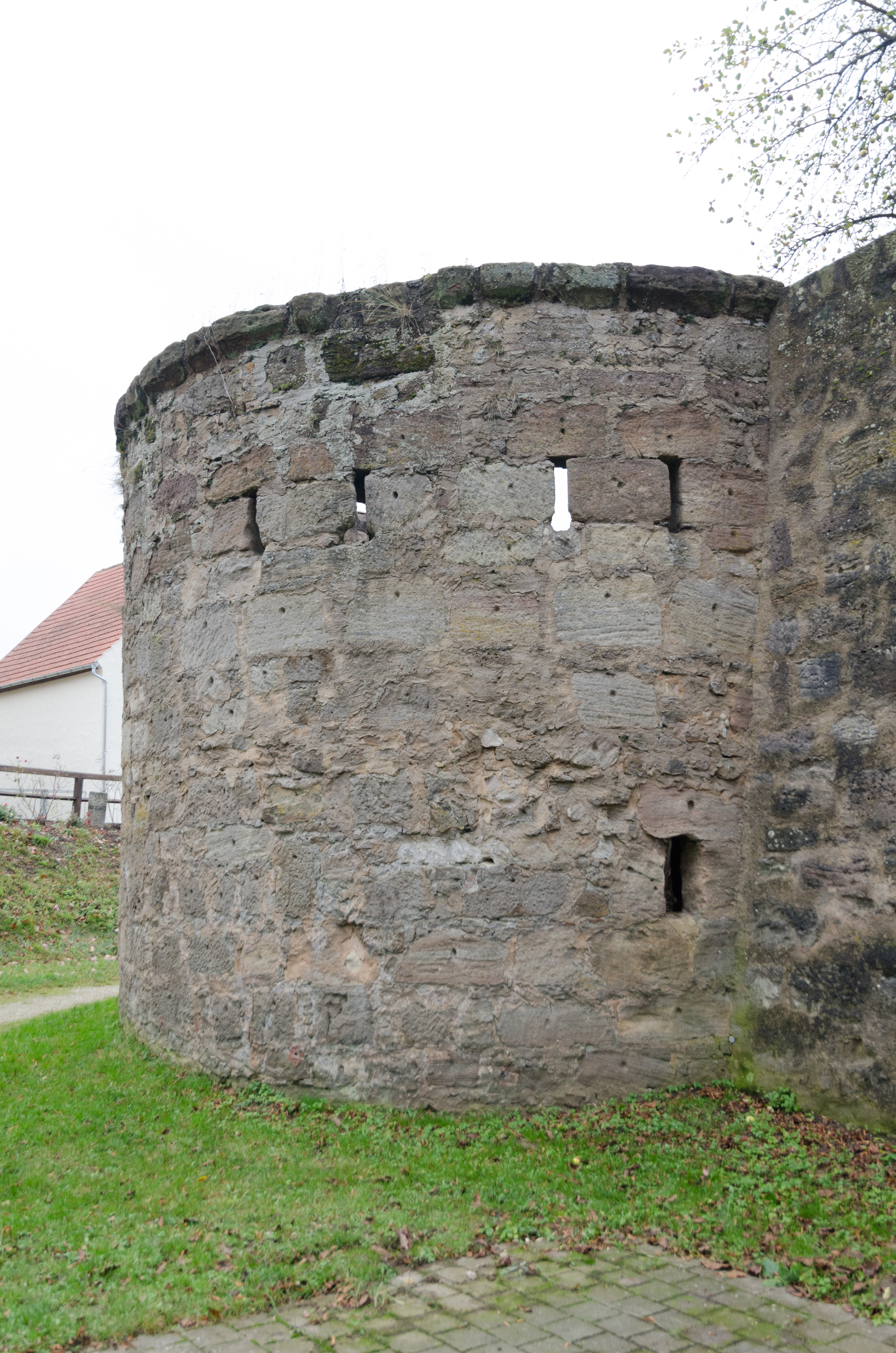
Halbschalenturm im Nordwesten, von Nordwesten weitere Bilder
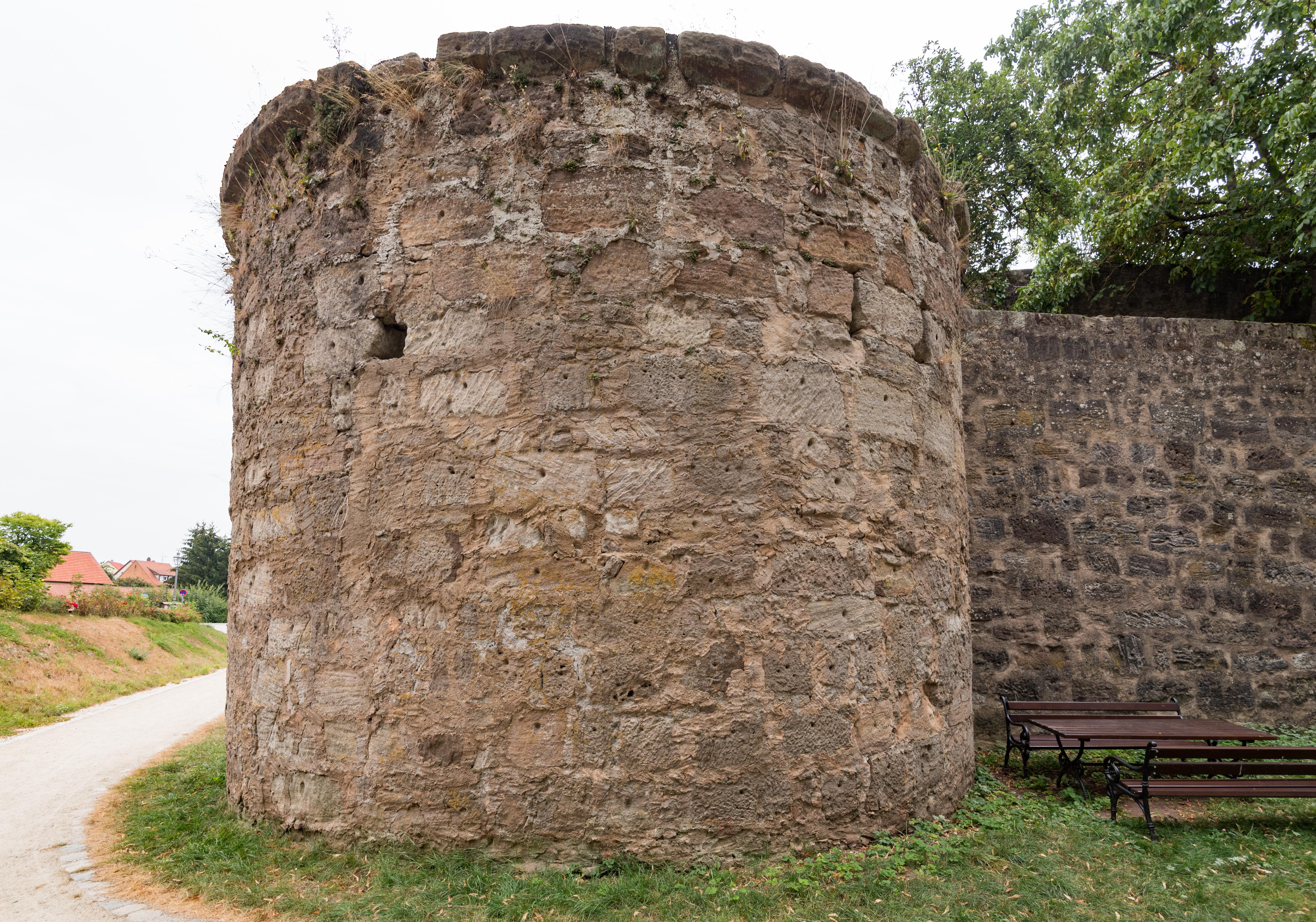
Halbschalenturm im Nordwesten, von Nordwesten weitere Bilder
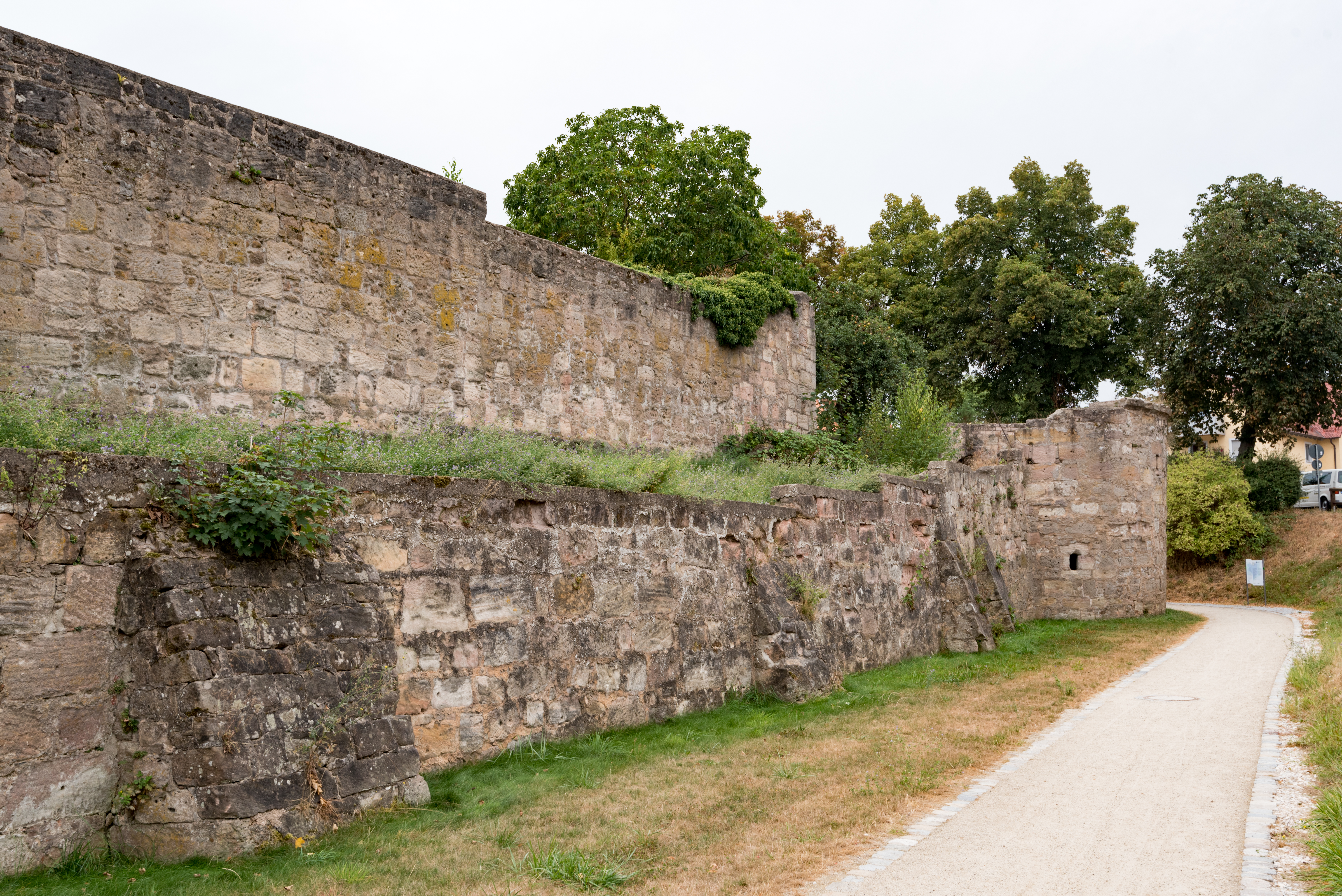
Halbschalenturm im Nordwesten, von Nordosten weitere Bilder
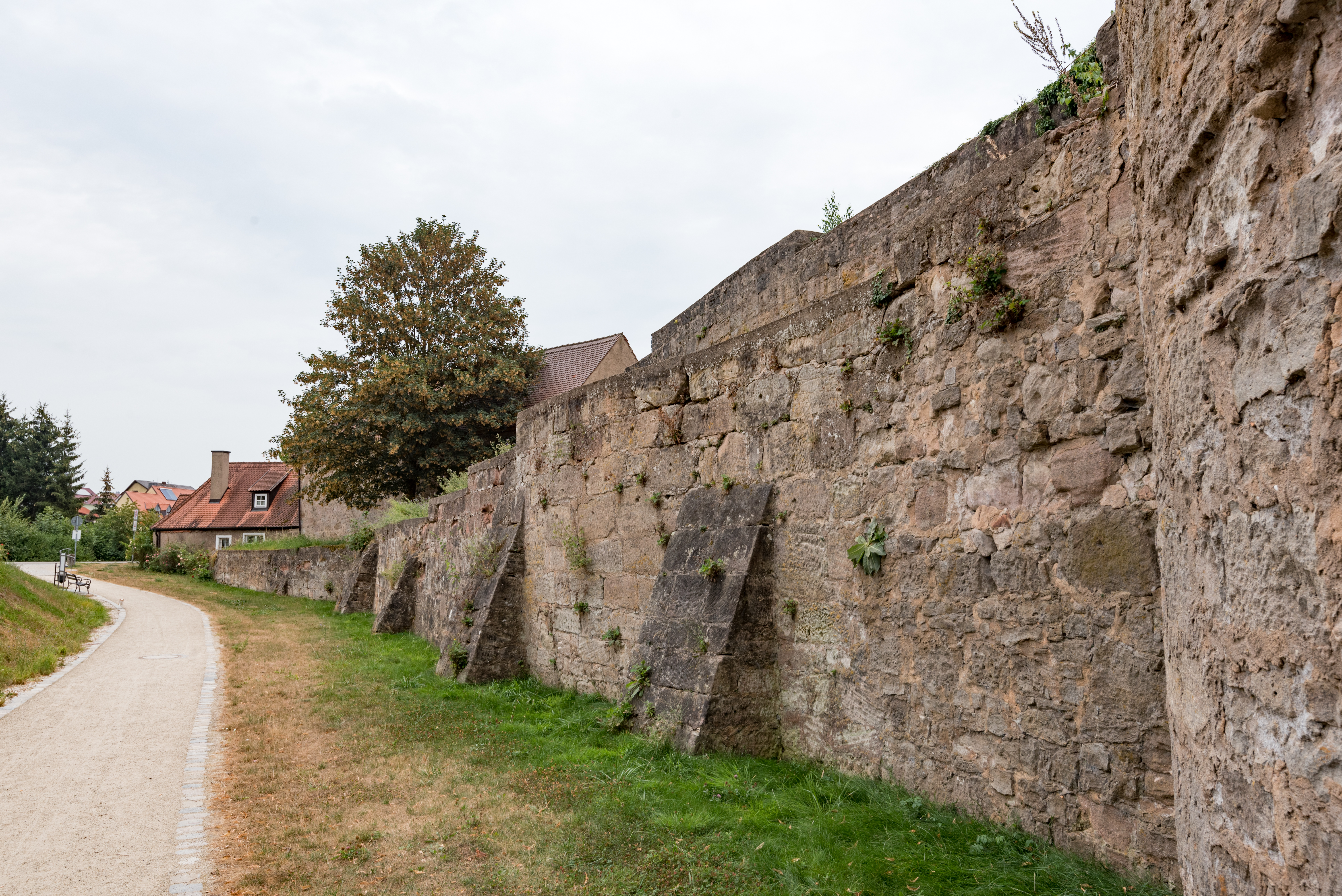
Ringmauer und Zwingermauer, Am Bärengarten, von Westen weitere Bilder
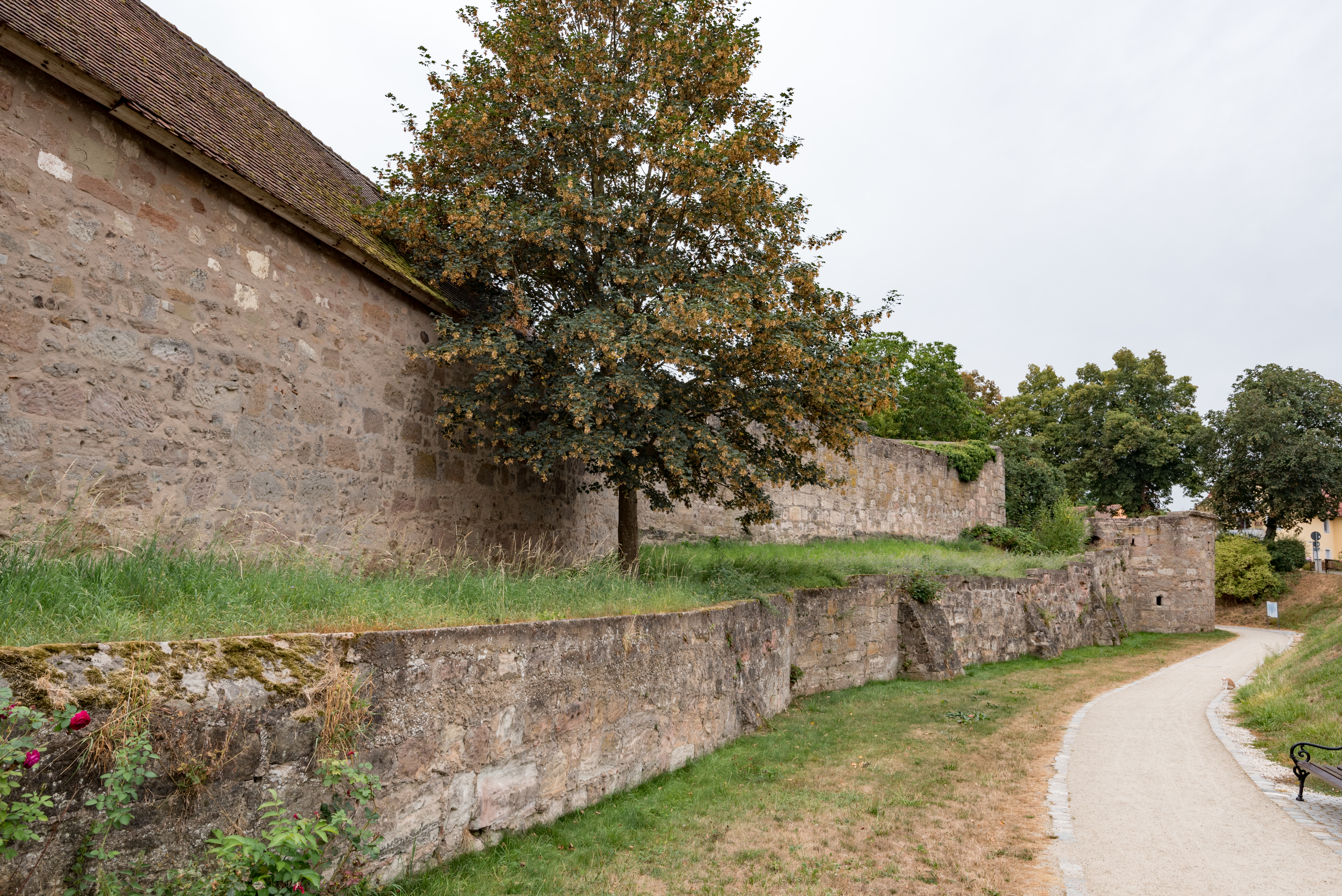
Ringmauer und Zwingermauer, Am Bärengarten, von Osten weitere Bilder
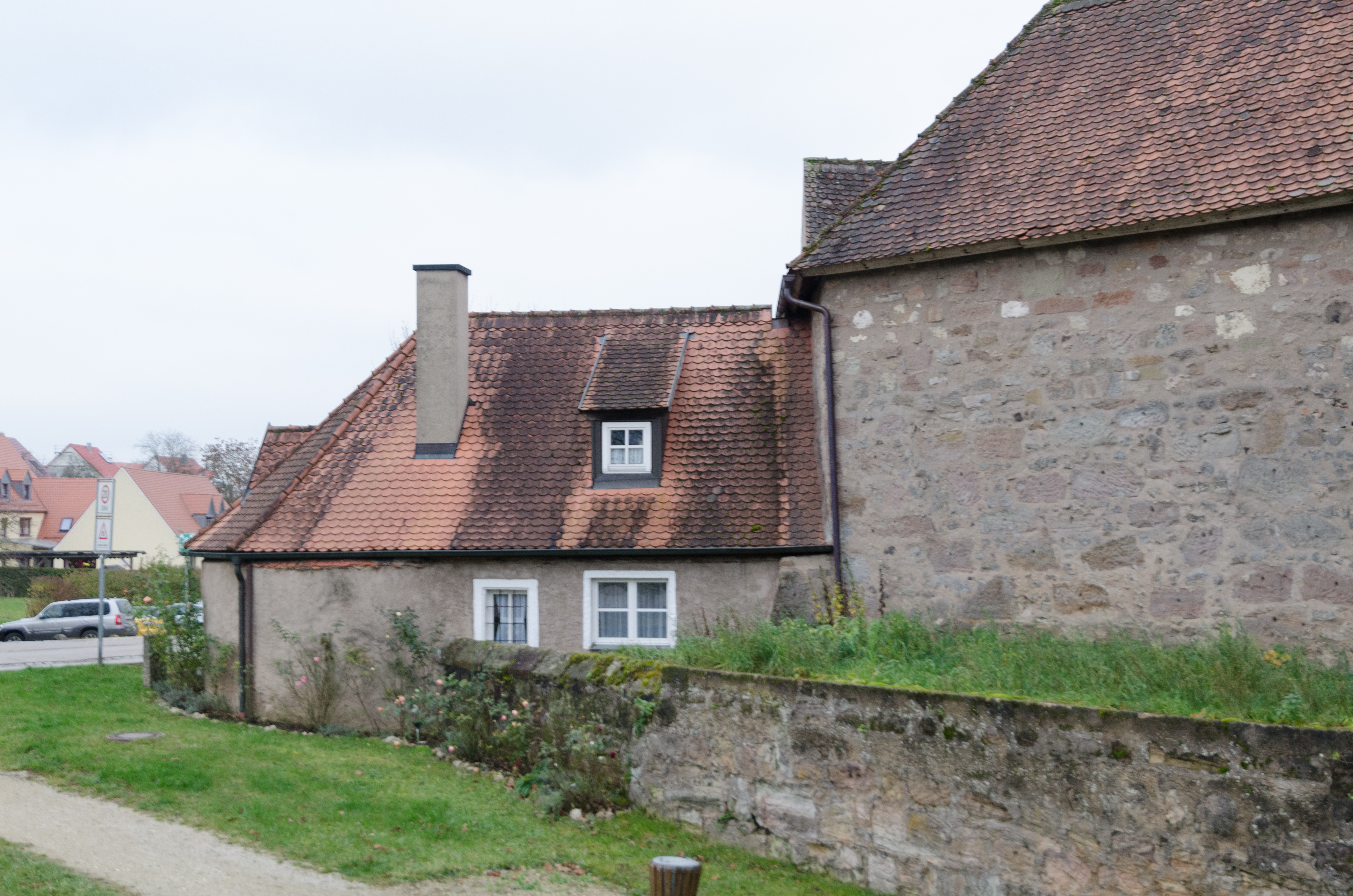
Zum Wohnhaus umgebauter Halbschalenturm Obere Gasse 5, von Westen weitere Bilder
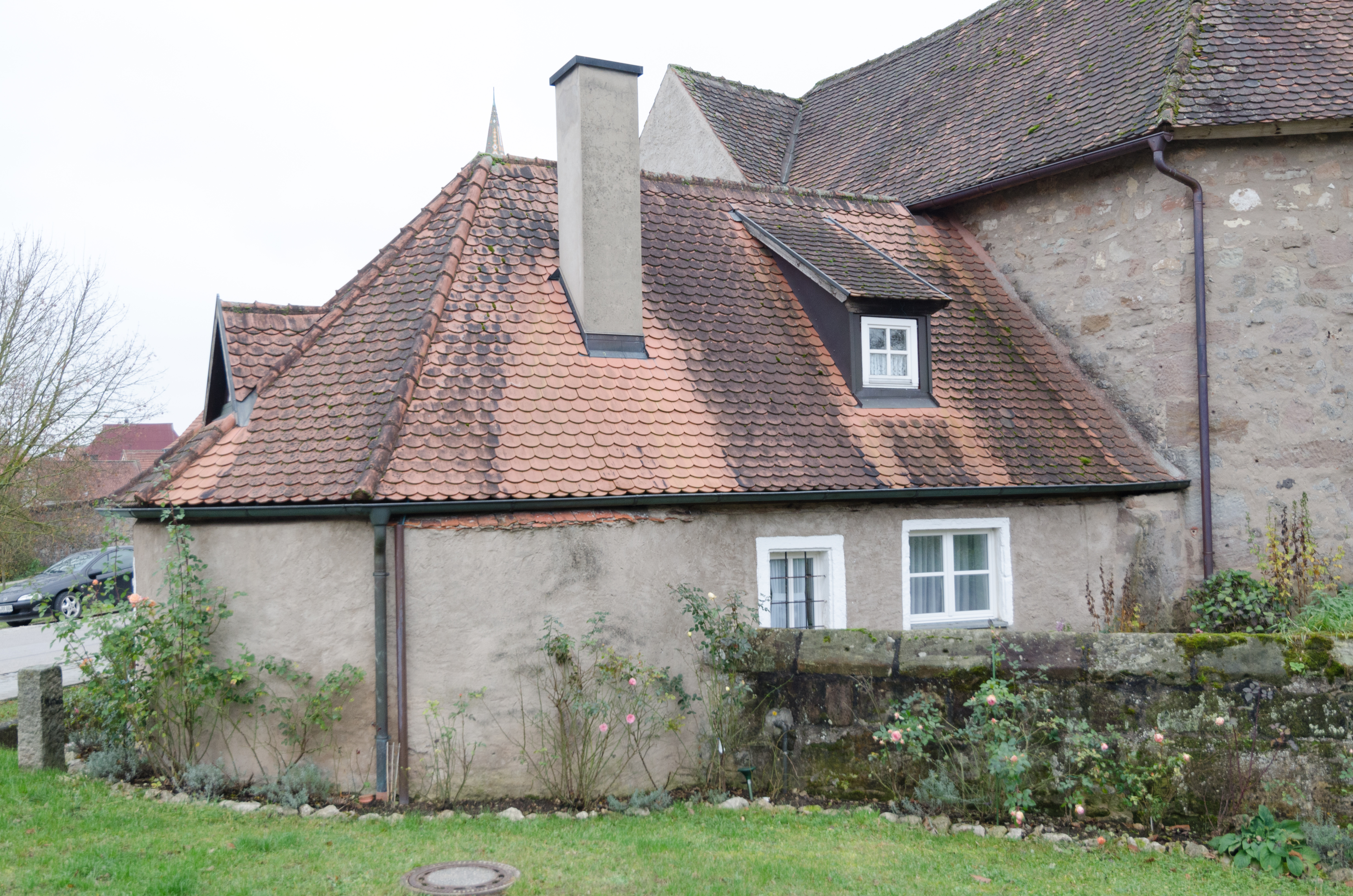
Zum Wohnhaus umgebauter Halbschalenturm Obere Gasse 5, von Westen weitere Bilder
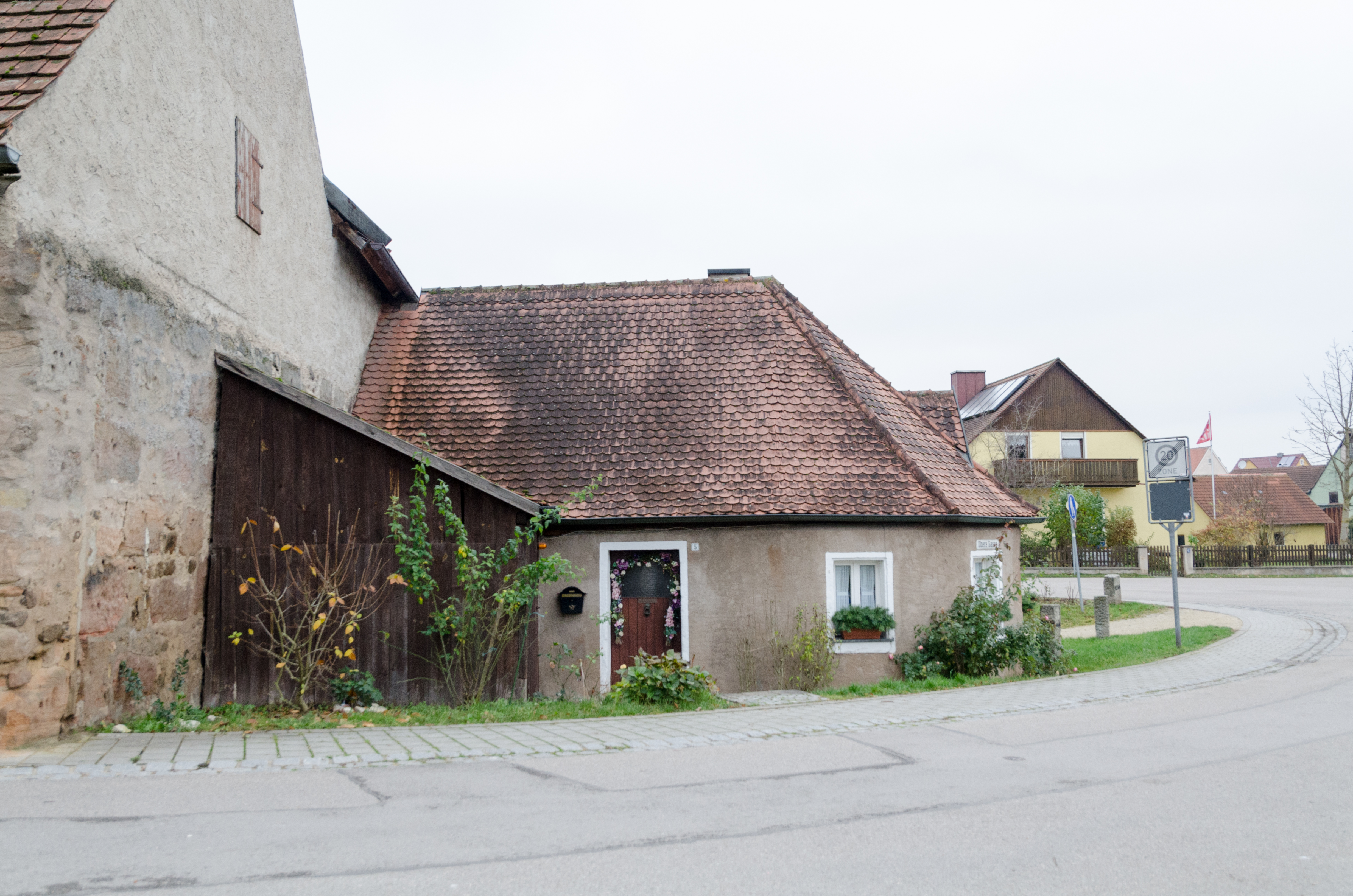
Zum Wohnhaus umgebauter Halbschalenturm Obere Gasse 5, von Osten weitere Bilder
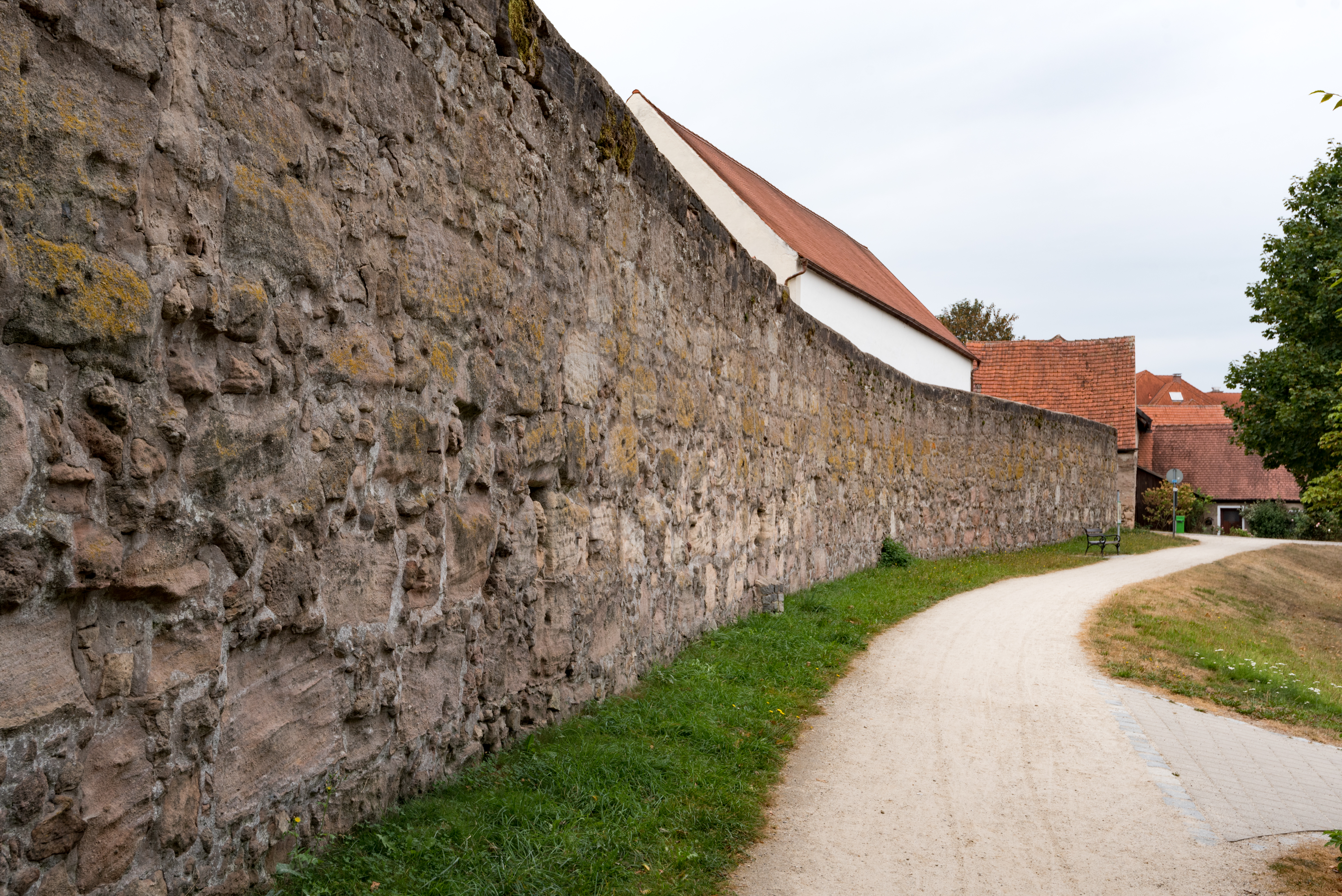
Ringmauer östlich Obere Gasse, von Osten weitere Bilder
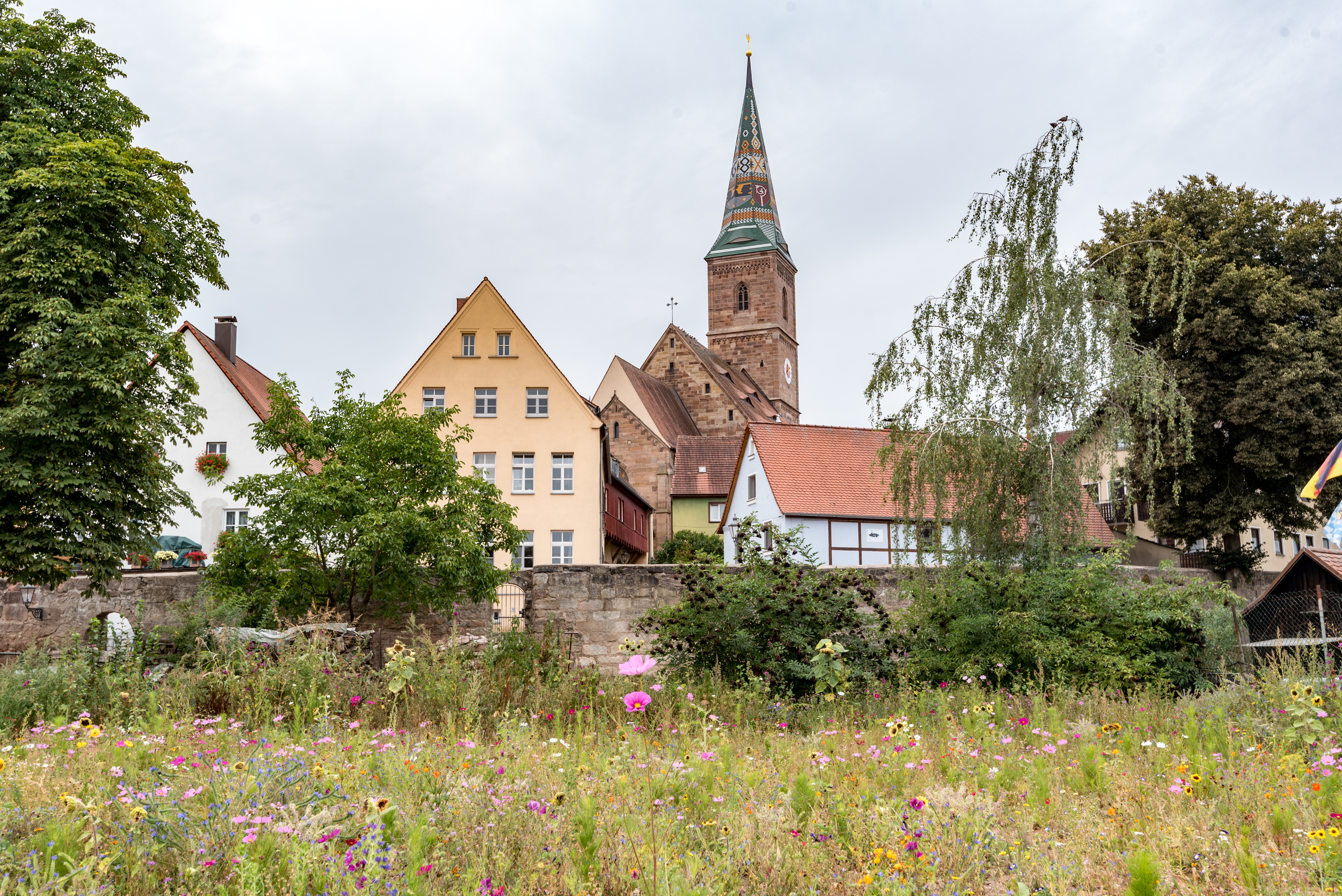
Ringmauer An der Stadtmauer, Feldseite weitere Bilder
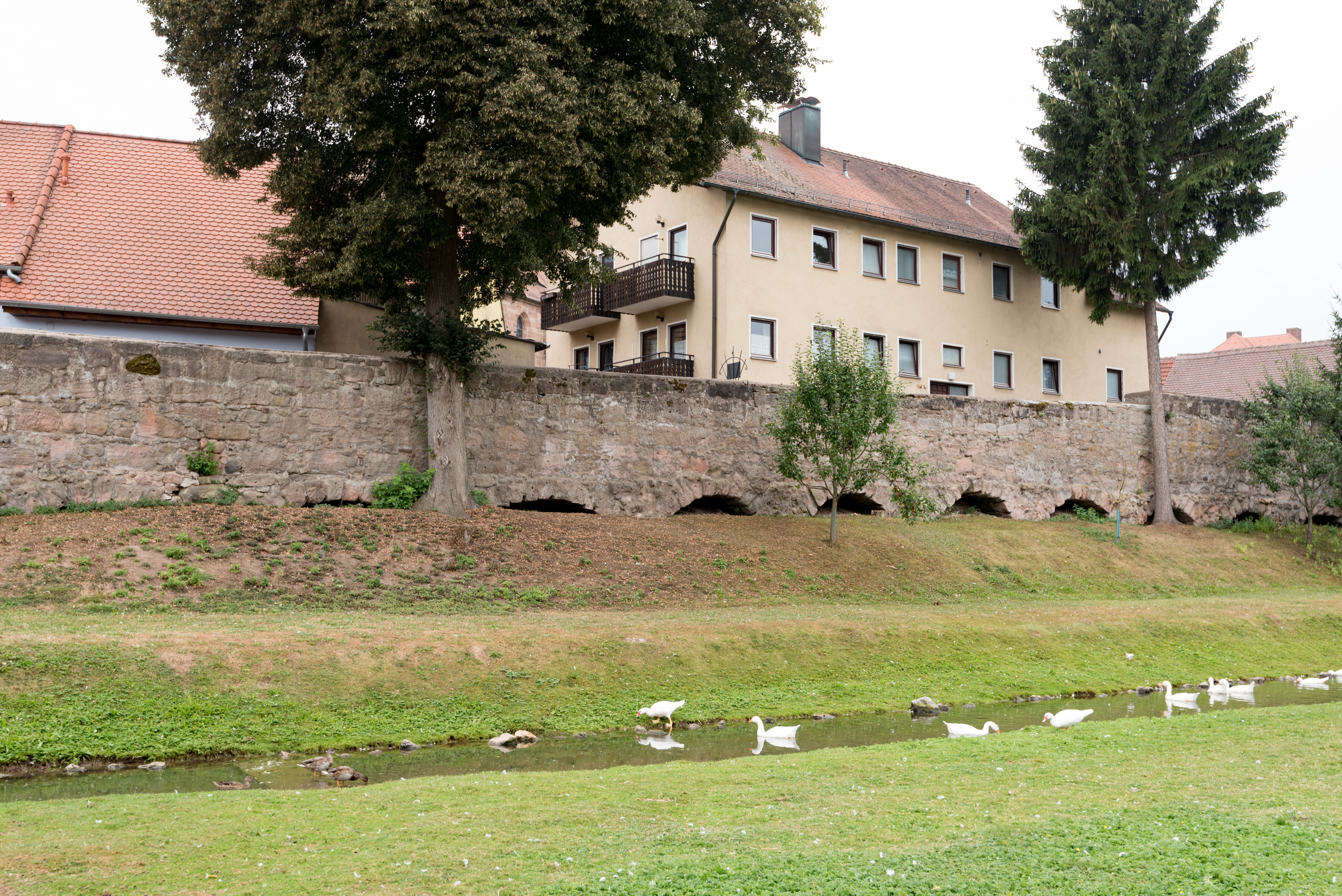
Ringmauer An der Stadtmauer, Feldseite weitere Bilder
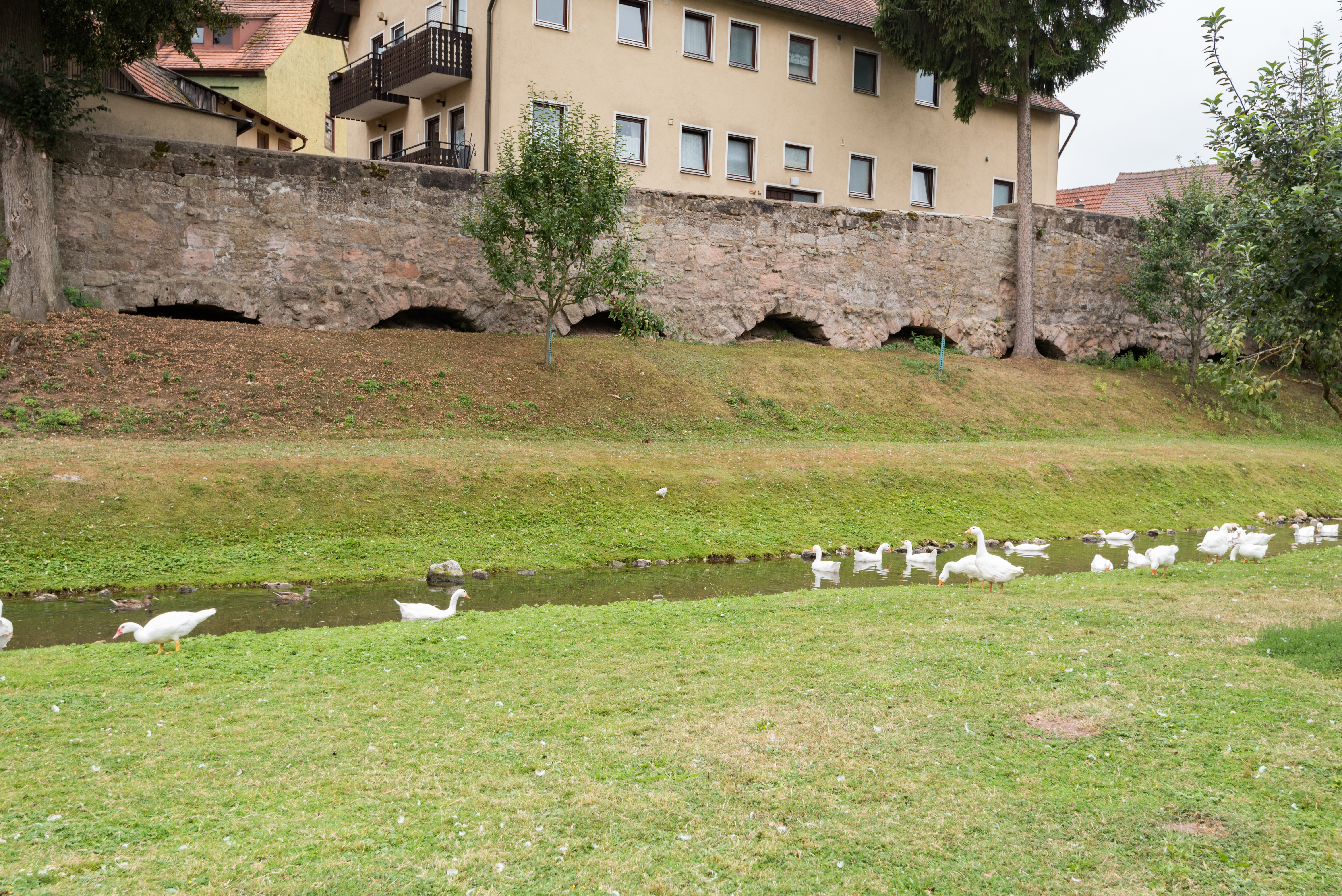
Ringmauer An der Stadtmauer, Feldseite weitere Bilder
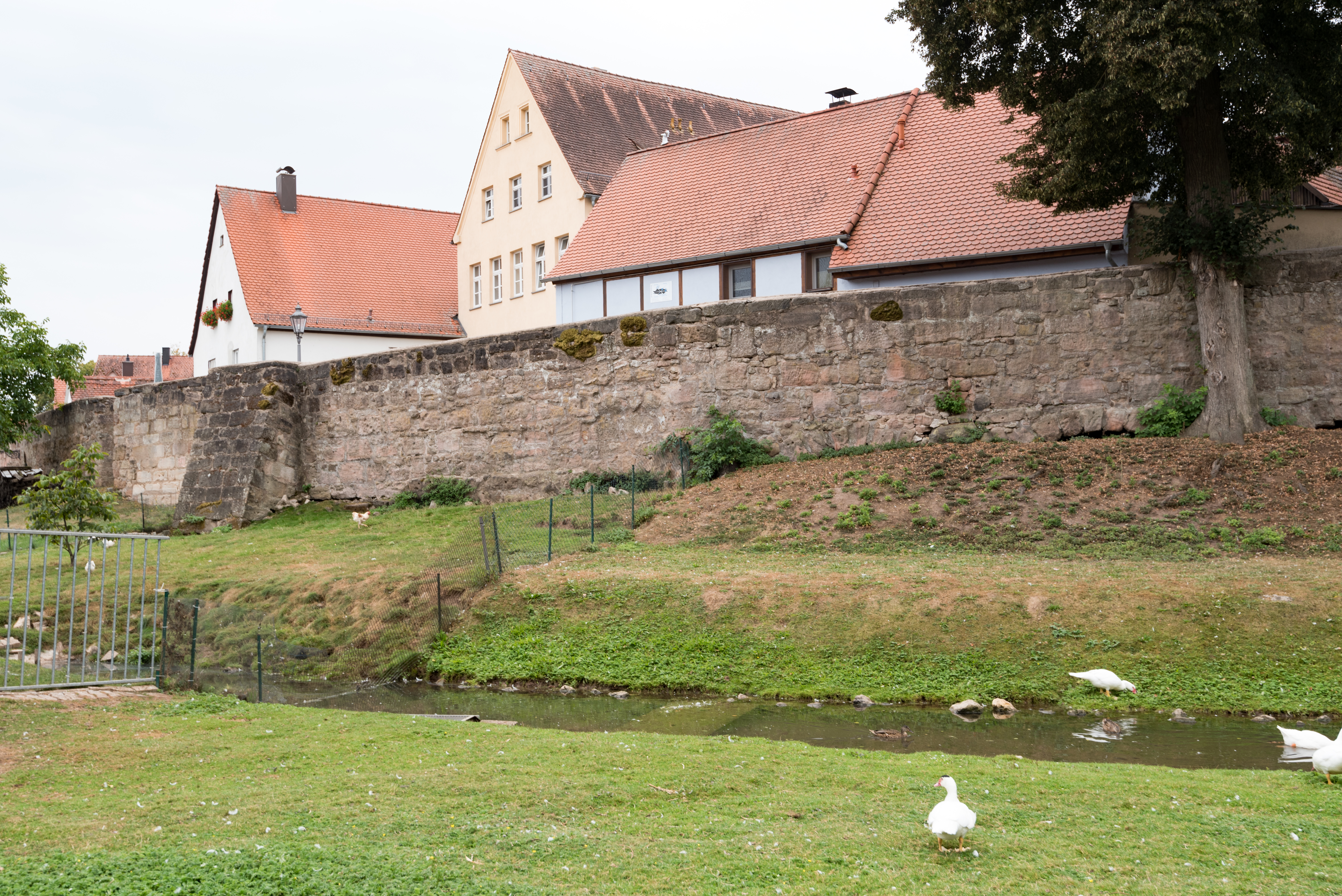
Ringmauer An der Stadtmauer, Feldseite weitere Bilder
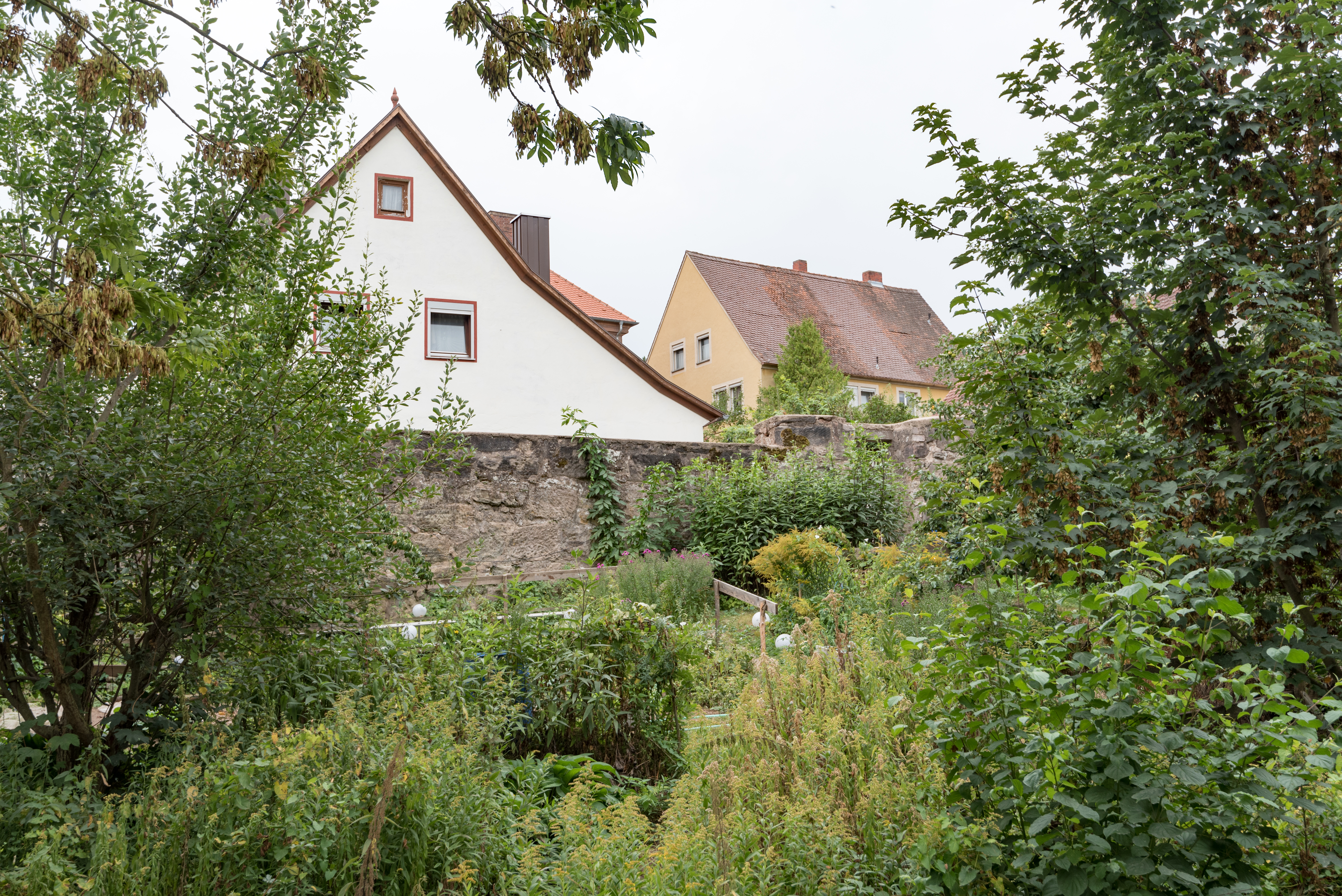
Ringmauer An der Stadtmauer, Feldseite weitere Bilder
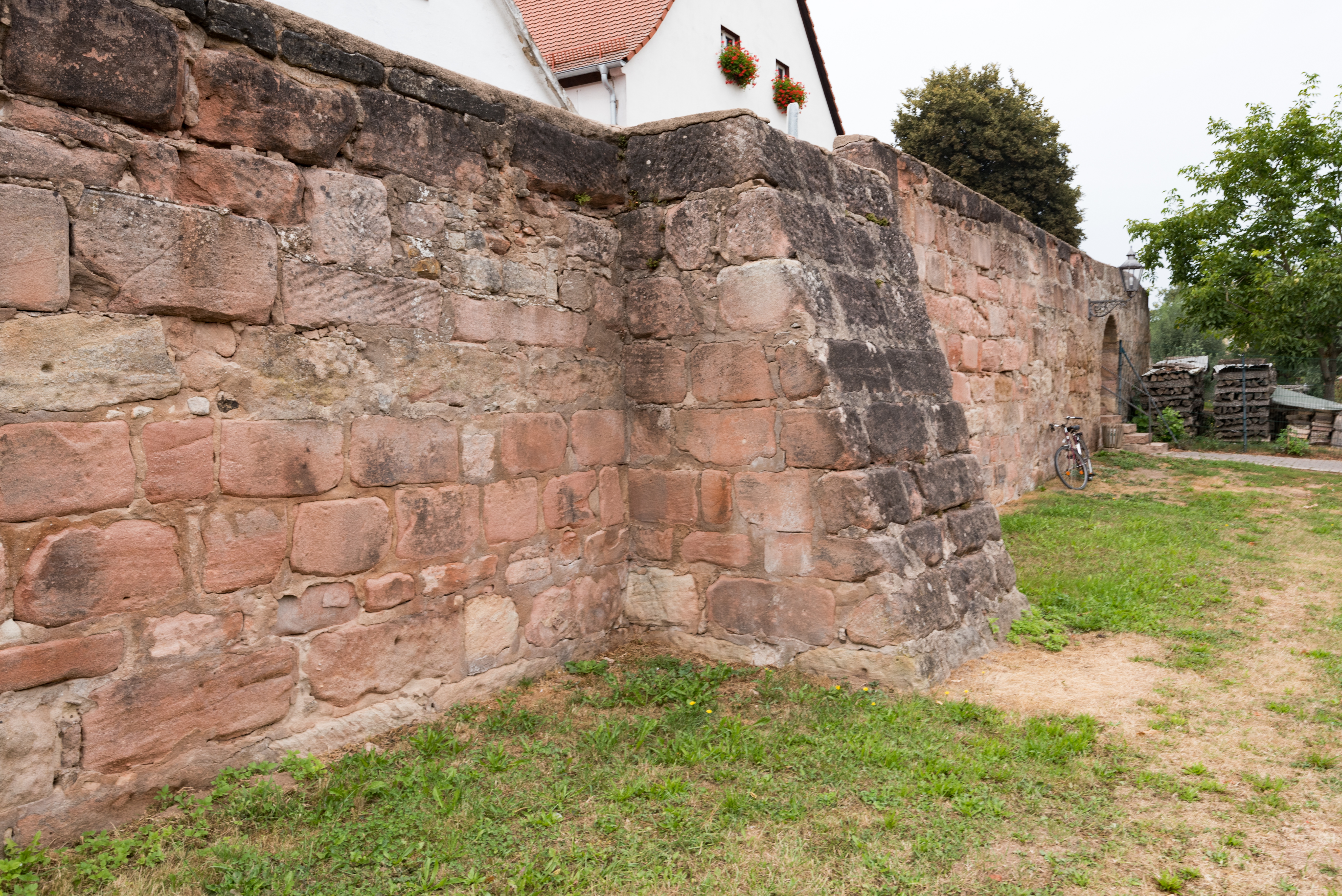
Ringmauer An der Stadtmauer, Feldseite weitere Bilder
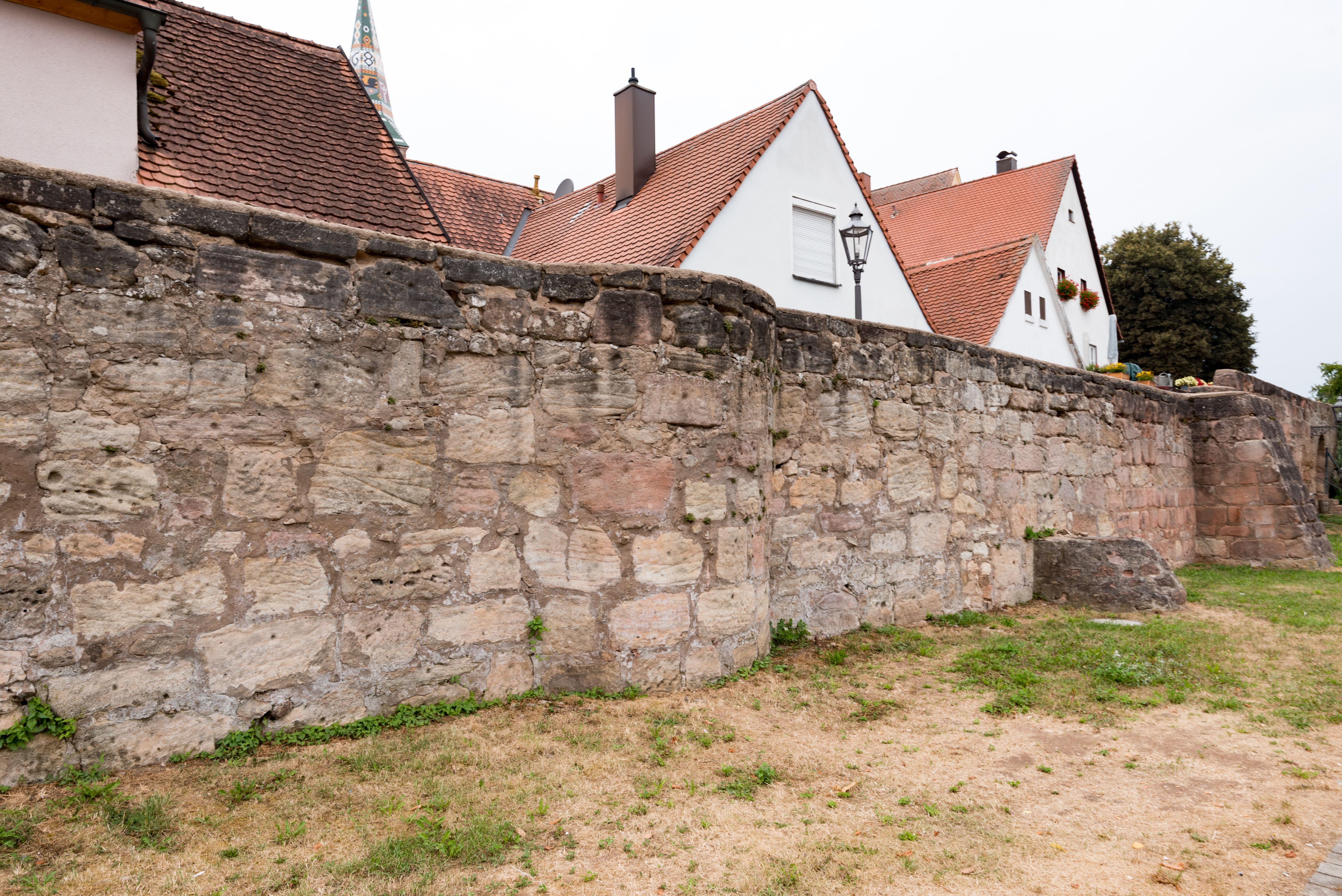
Ringmauer An der Stadtmauer, Feldseite weitere Bilder
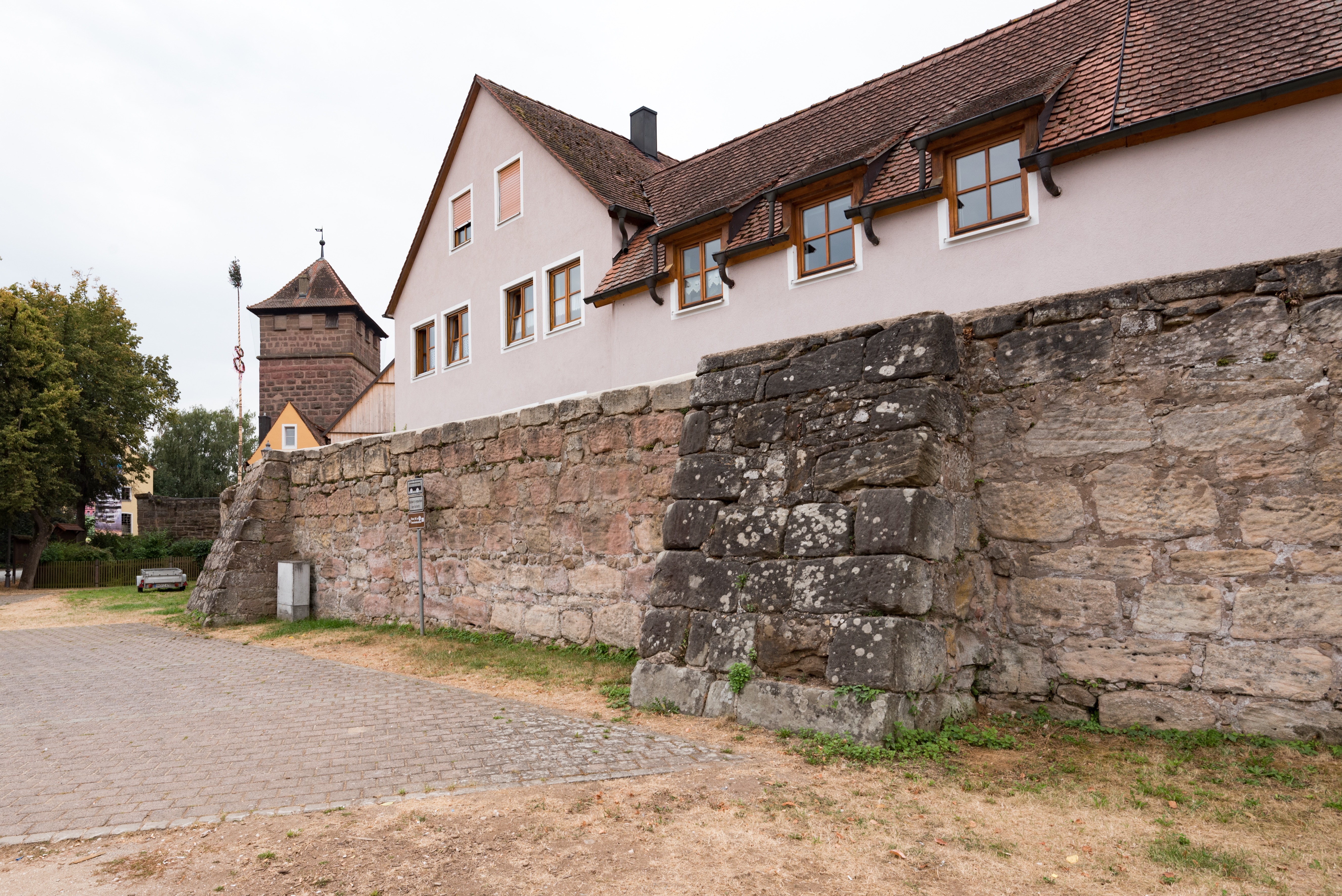
Ringmauer An der Stadtmauer, Feldseite weitere Bilder
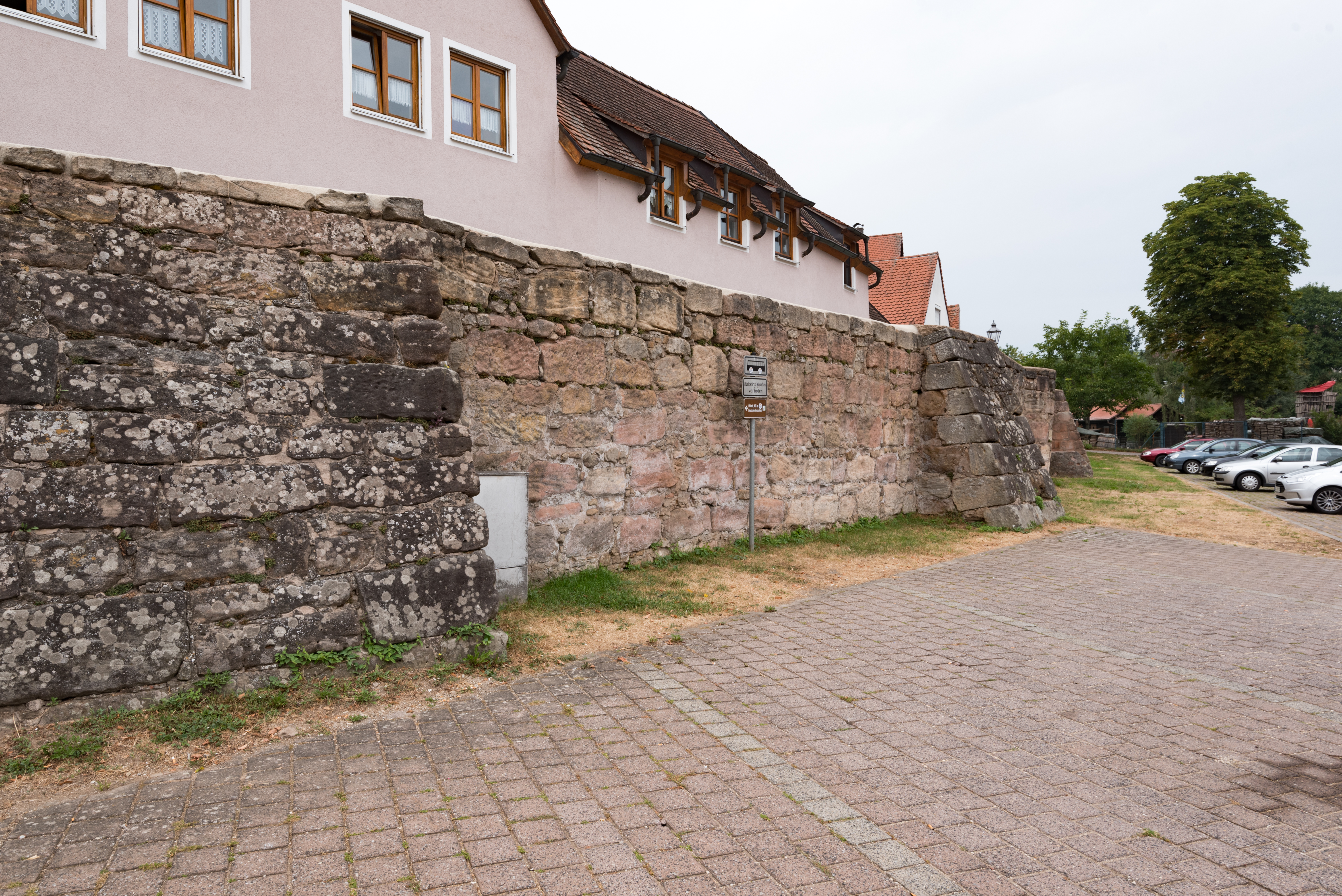
Ringmauer An der Stadtmauer, Feldseite weitere Bilder
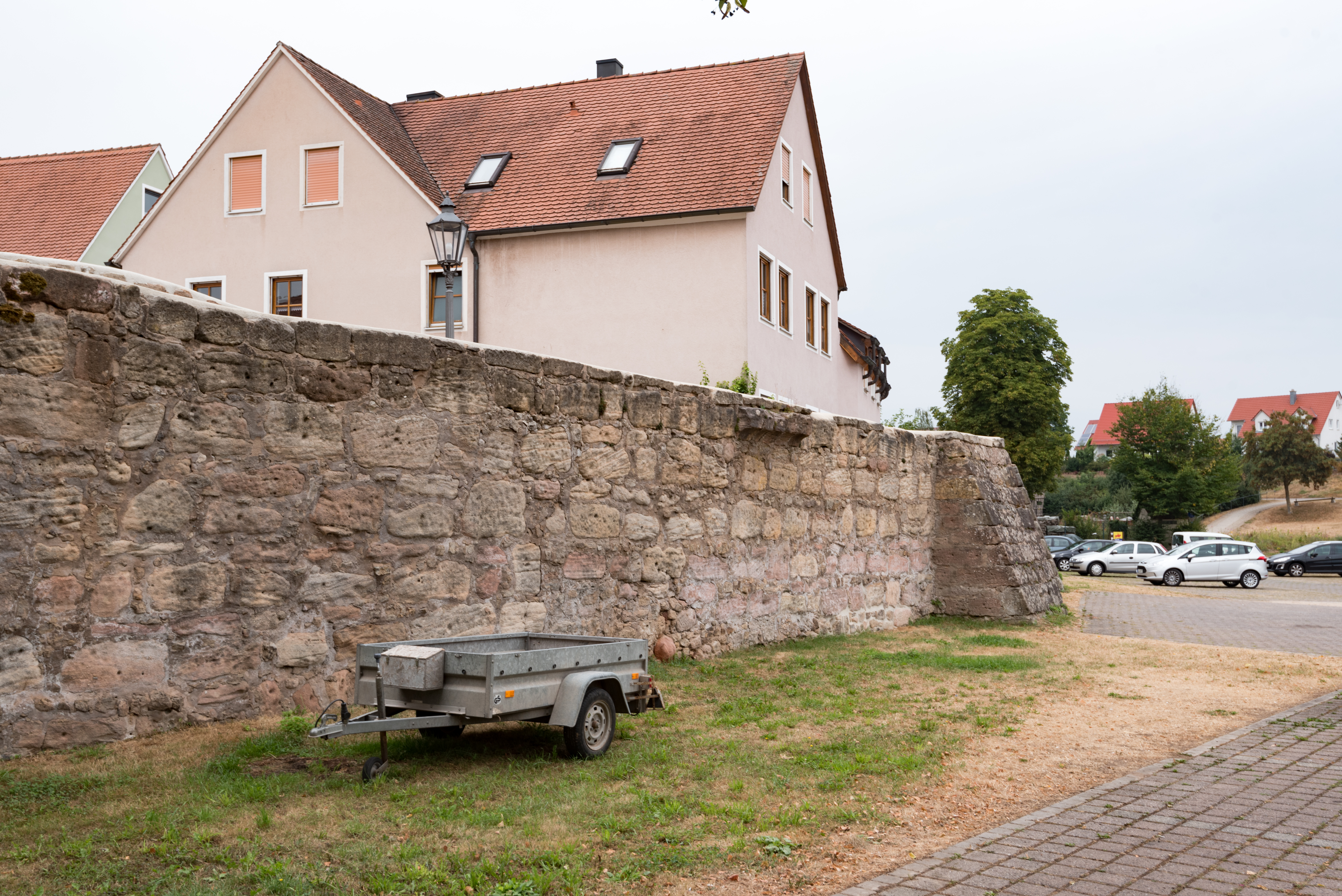
Ringmauer An der Stadtmauer, Feldseite weitere Bilder
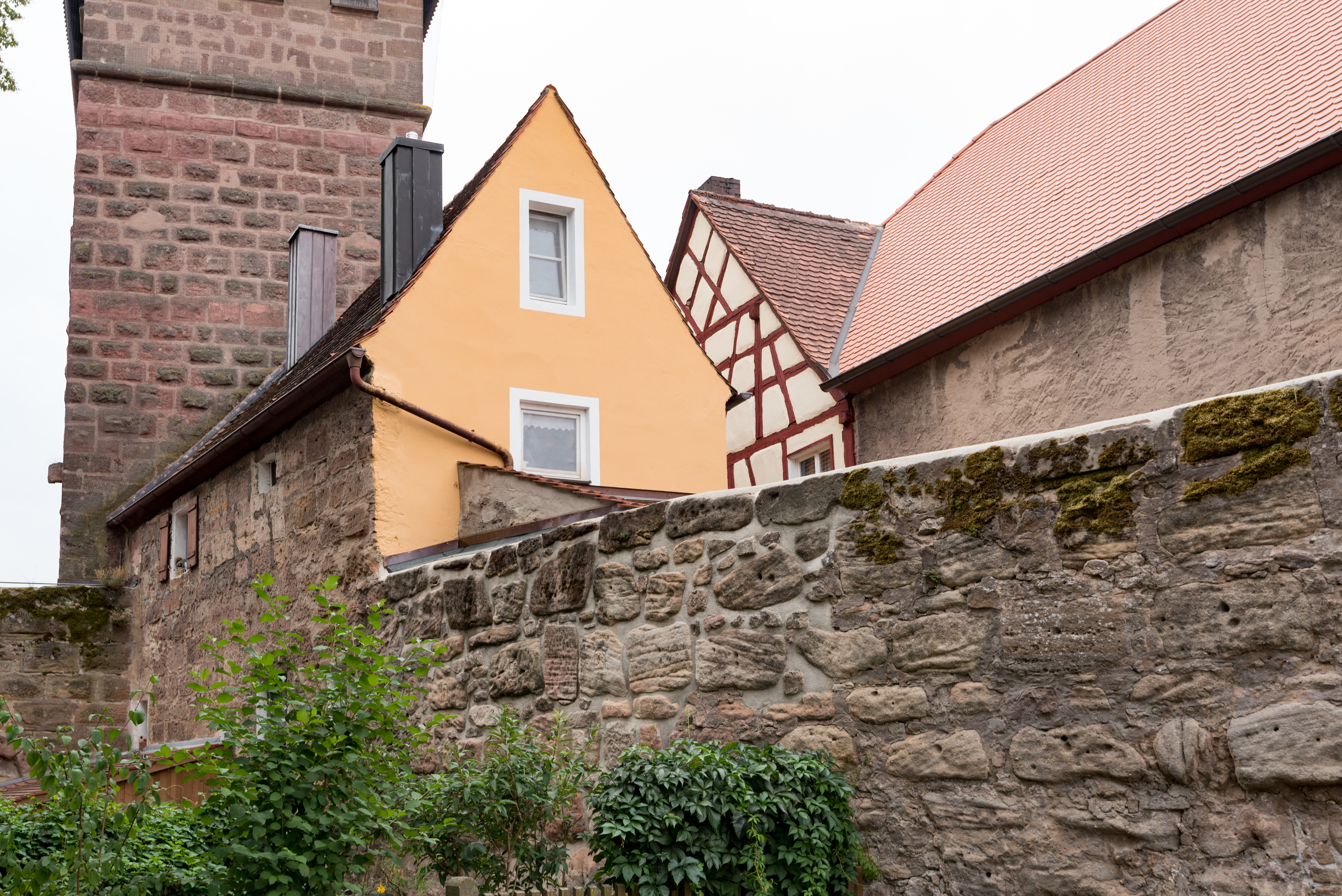
Ringmauer An der Stadtmauer östliches Unteres Tor, Feldseite weitere Bilder
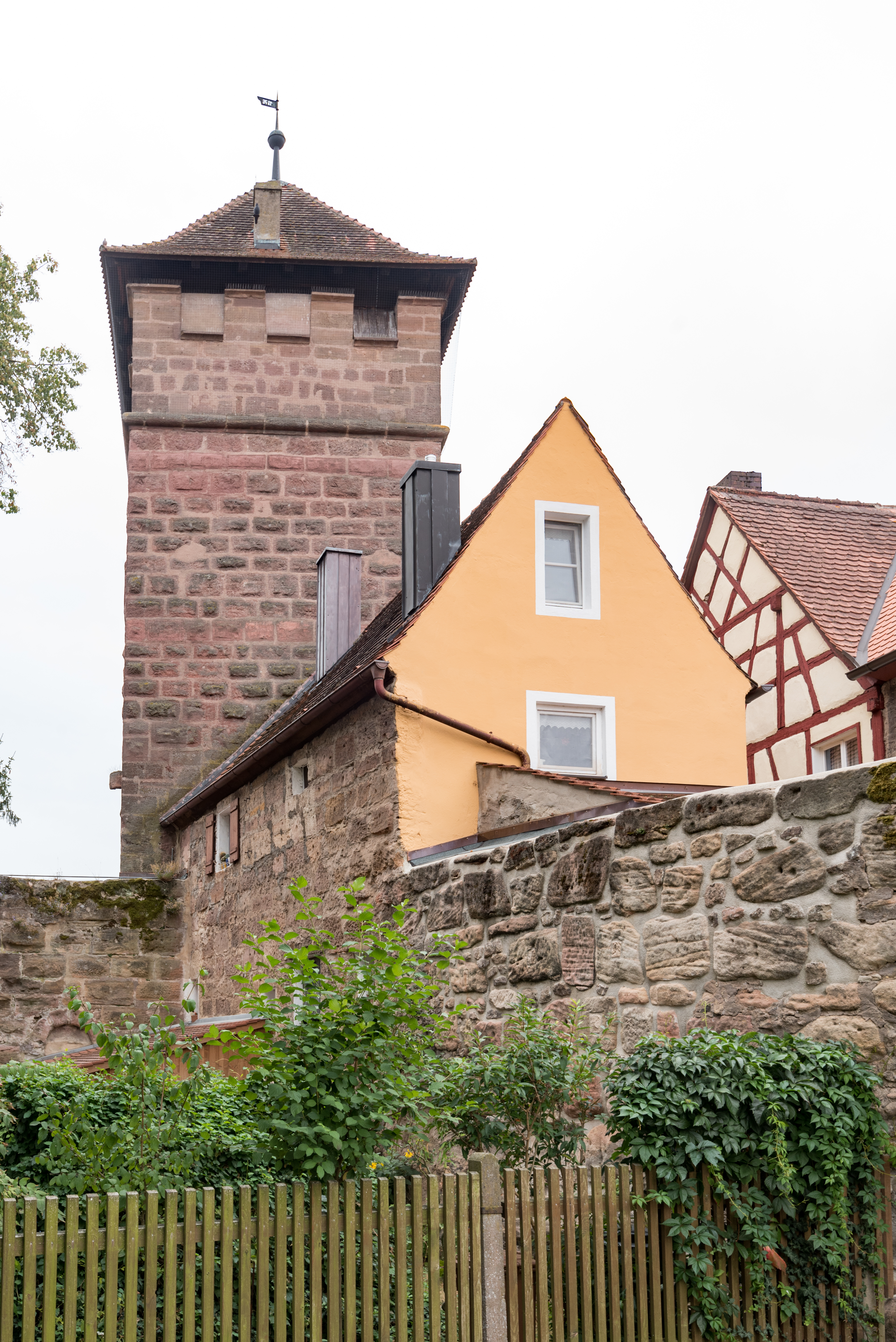
Ringmauer An der Stadtmauer östliches Unteres Tor, Feldseite weitere Bilder
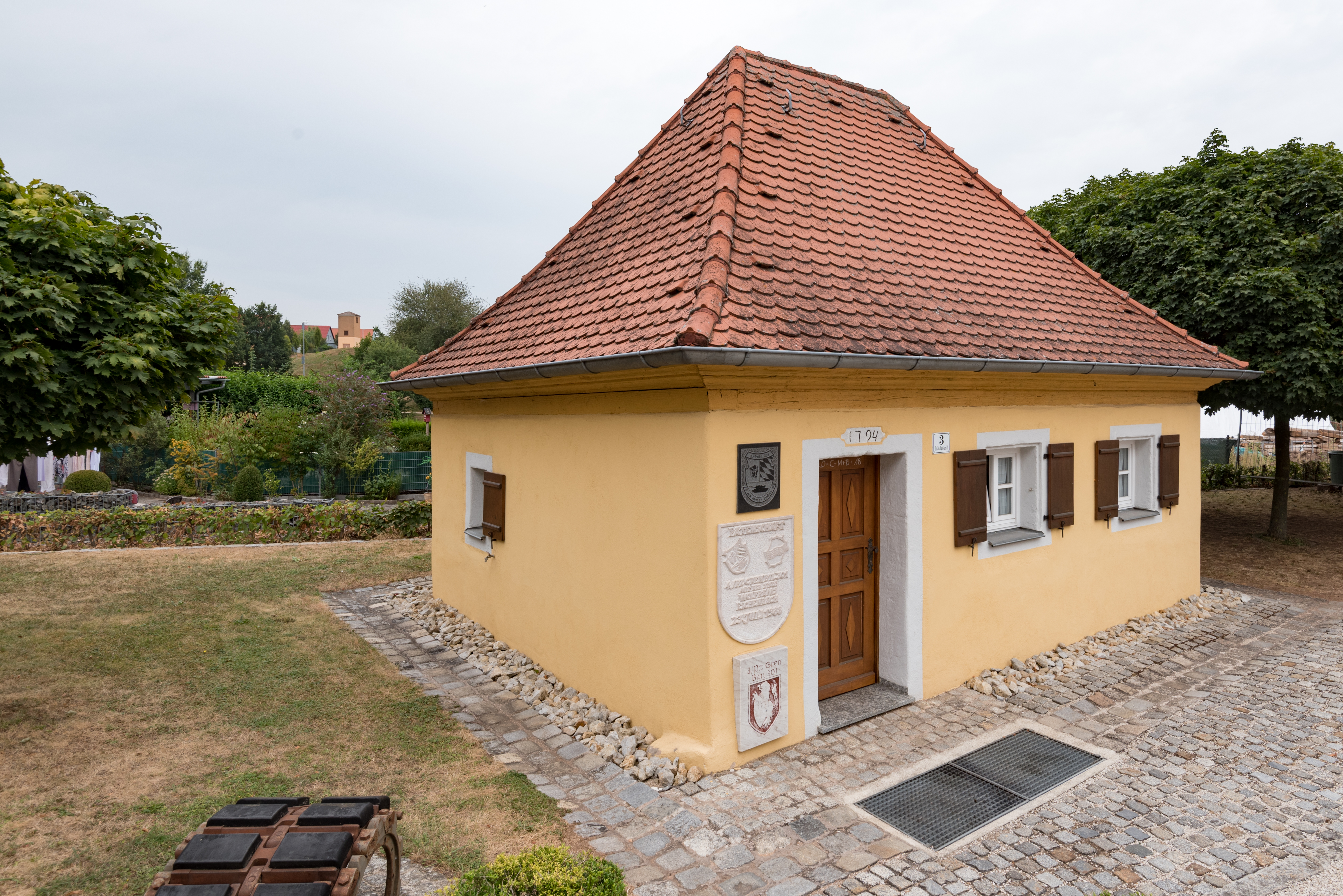
Zollhaus am Unteren Tor, von Süden weitere Bilder

- Unteres Tor (Heumarkt 12 Lage), Stadttor, Rechteckturm mit sopitzbogiger Durchfahrt und Zeltdach, Fallgatterläufe, Wappensteine und rechteckiger Barbakane, im Kern 13. Jahrhundert, Umbau 1396/1416 (D-5-71-229-45)
- Ring- und Zwingermauer vom Unteren Tor zum Oberen Tor an der Südseite bei Heumarkt 10, 8, 6, 4 (Lage), Deutschordensstraße 28, 26, 24, 22, 20, 18, 16, 14, 12, 10, 8, 6, 4, 2, Hauptstraße 2
- Wallbereich der Südseite bei Untere Vorstadt 19, 17, 15, 13, 11, 17, 9
- Sogenannter Hungerturm (Deutschordensstraße 18, 20 Lage), Rundturm mit Zeltdach, 1425
- Sogenannter Bürgerturm (Deutschordensstraße 6 Lage), Rundturm auf rechteckigem Untergeschoss, Zeltdach, erstes Drittel 15. Jahrhundert
- Rechteckiger Eckturm (Deutschordensstraße 6 Lage), im Zwinger vorgelagert
- Brückenartige Stützmauer des Oberen Torweihers (Richard-Wagner-Straße Lage)

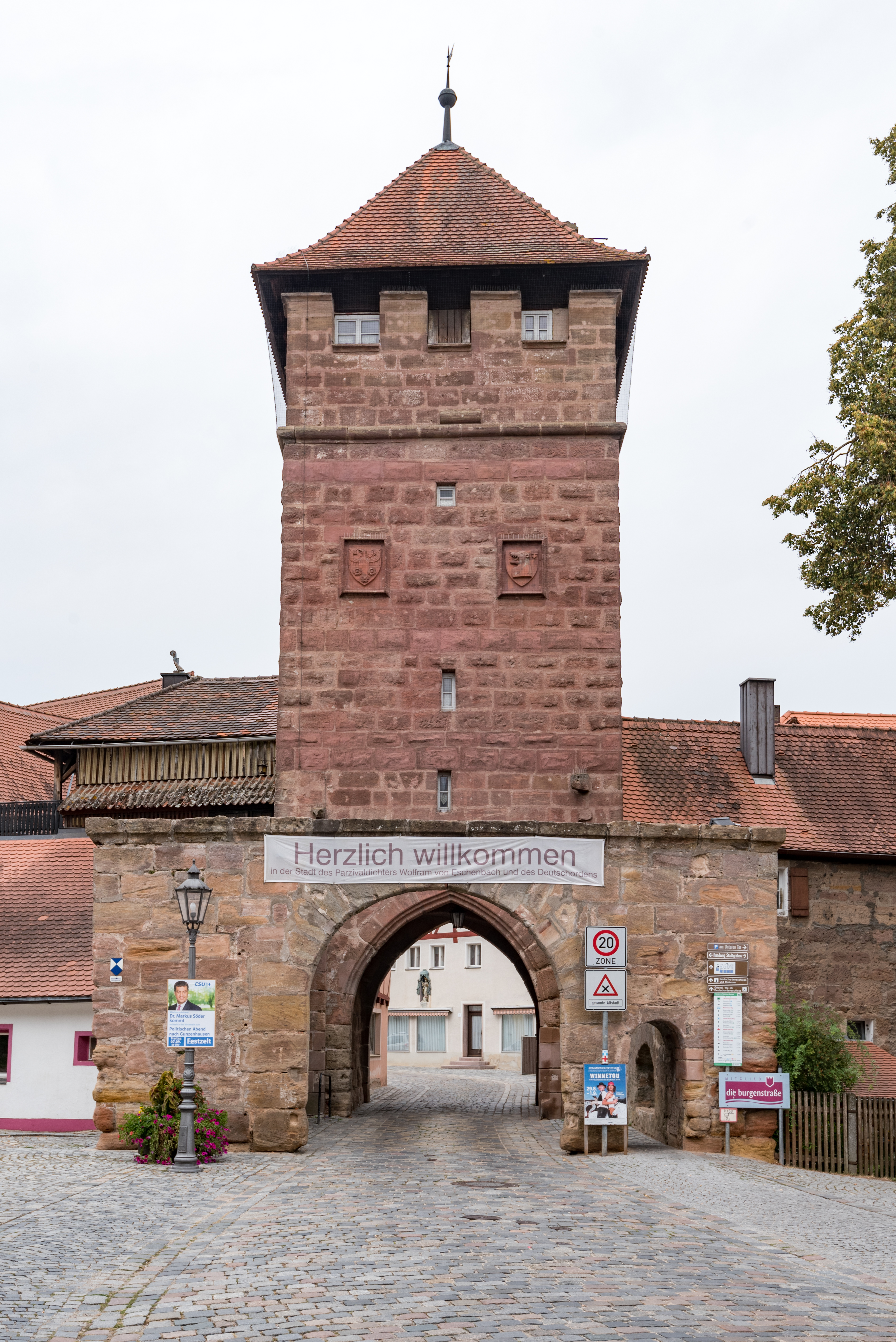
Unteres Tor, Feldseite weitere Bilder
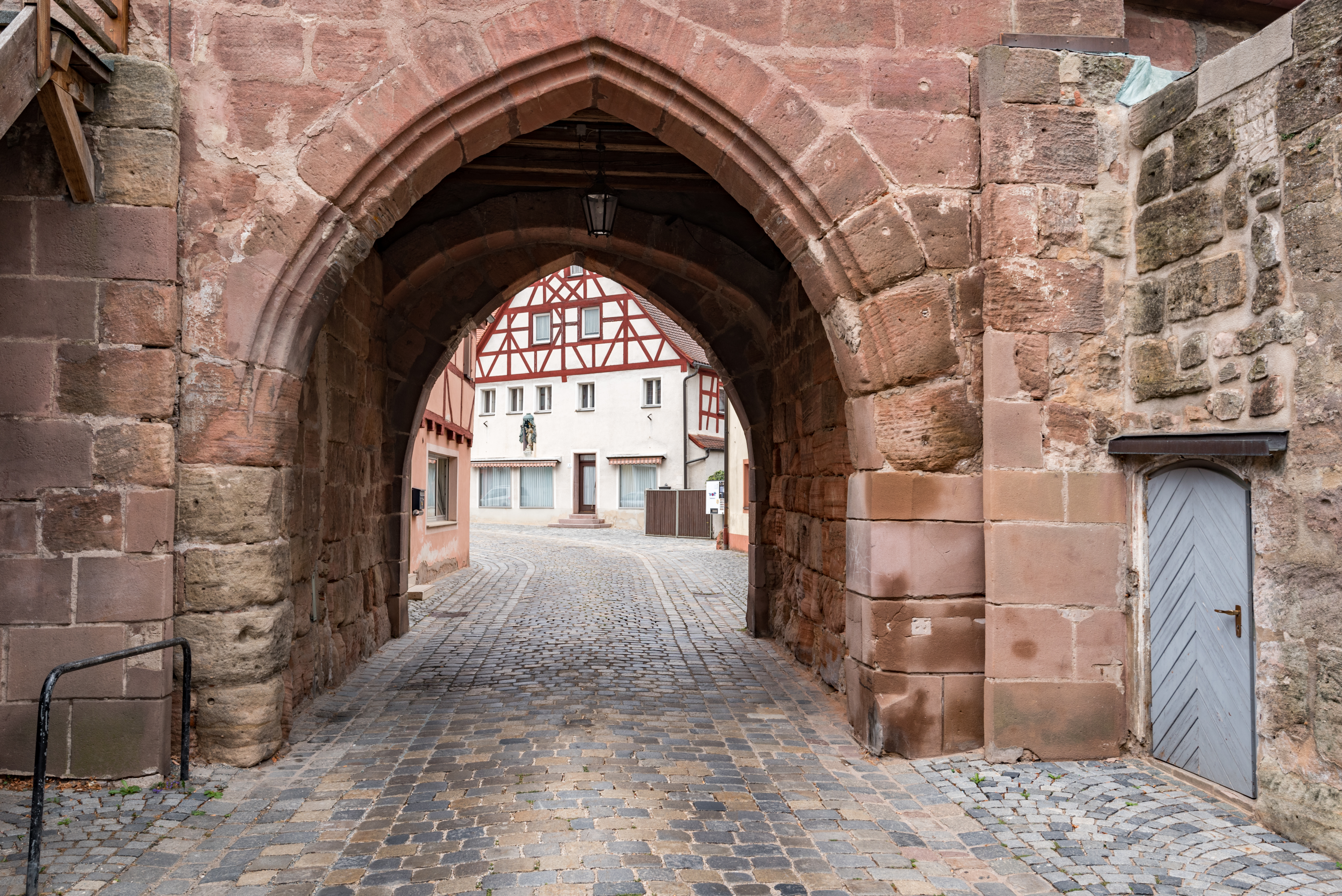
Unteres Tor, Feldseite weitere Bilder
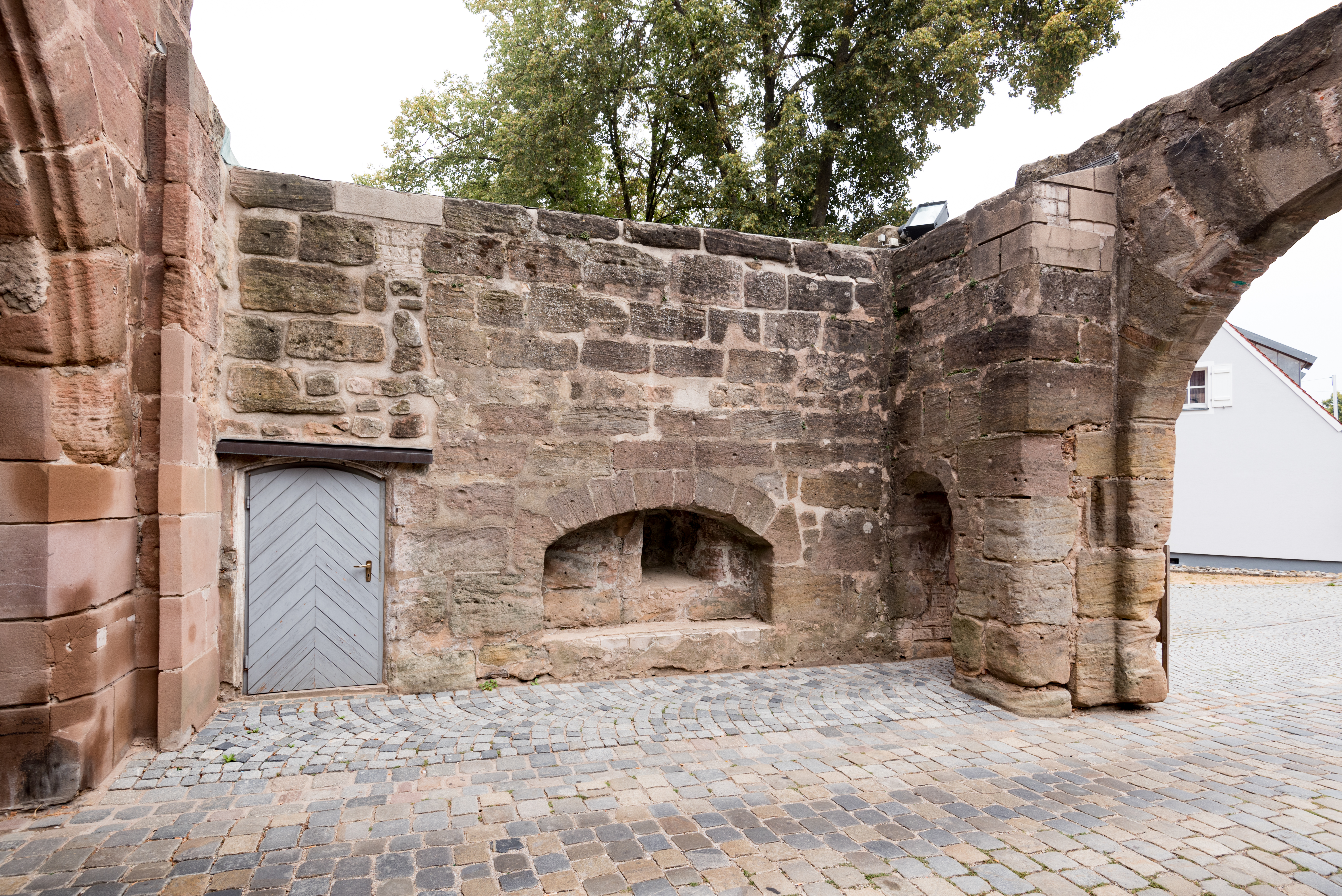
Unteres Tor, Barbakane weitere Bilder
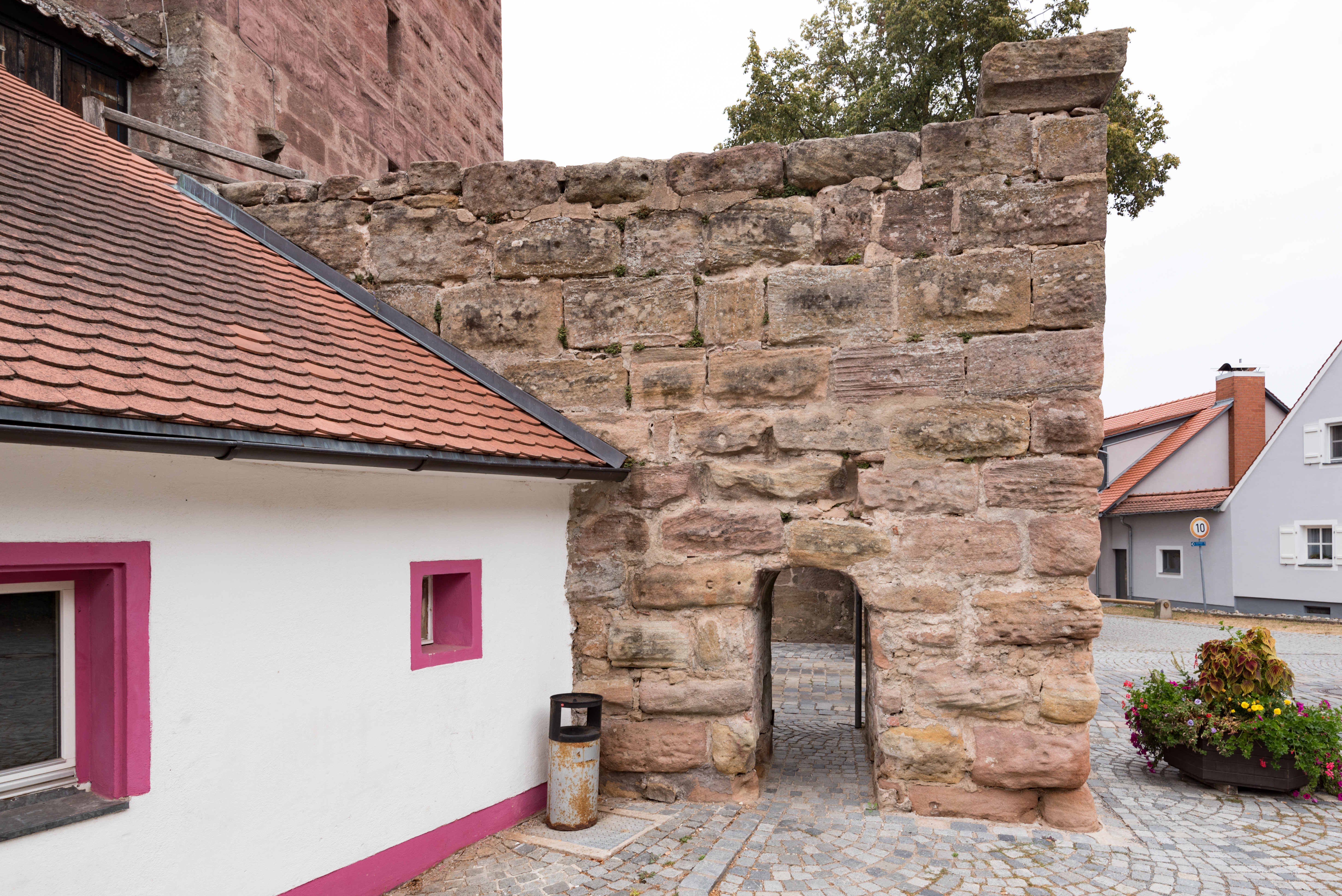
Unteres Tor, Barbakane weitere Bilder
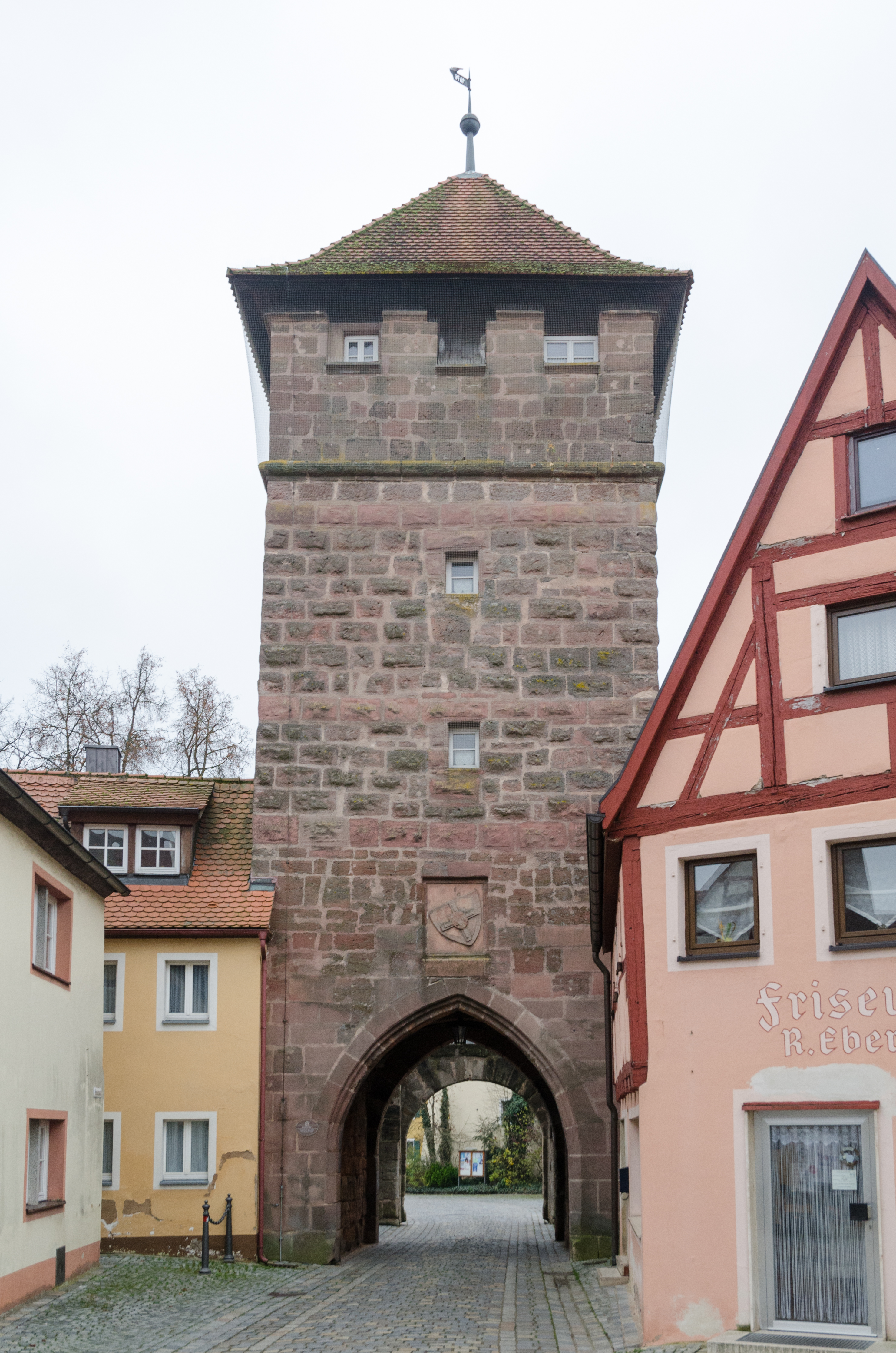
Unteres Tor, Stadtseite weitere Bilder
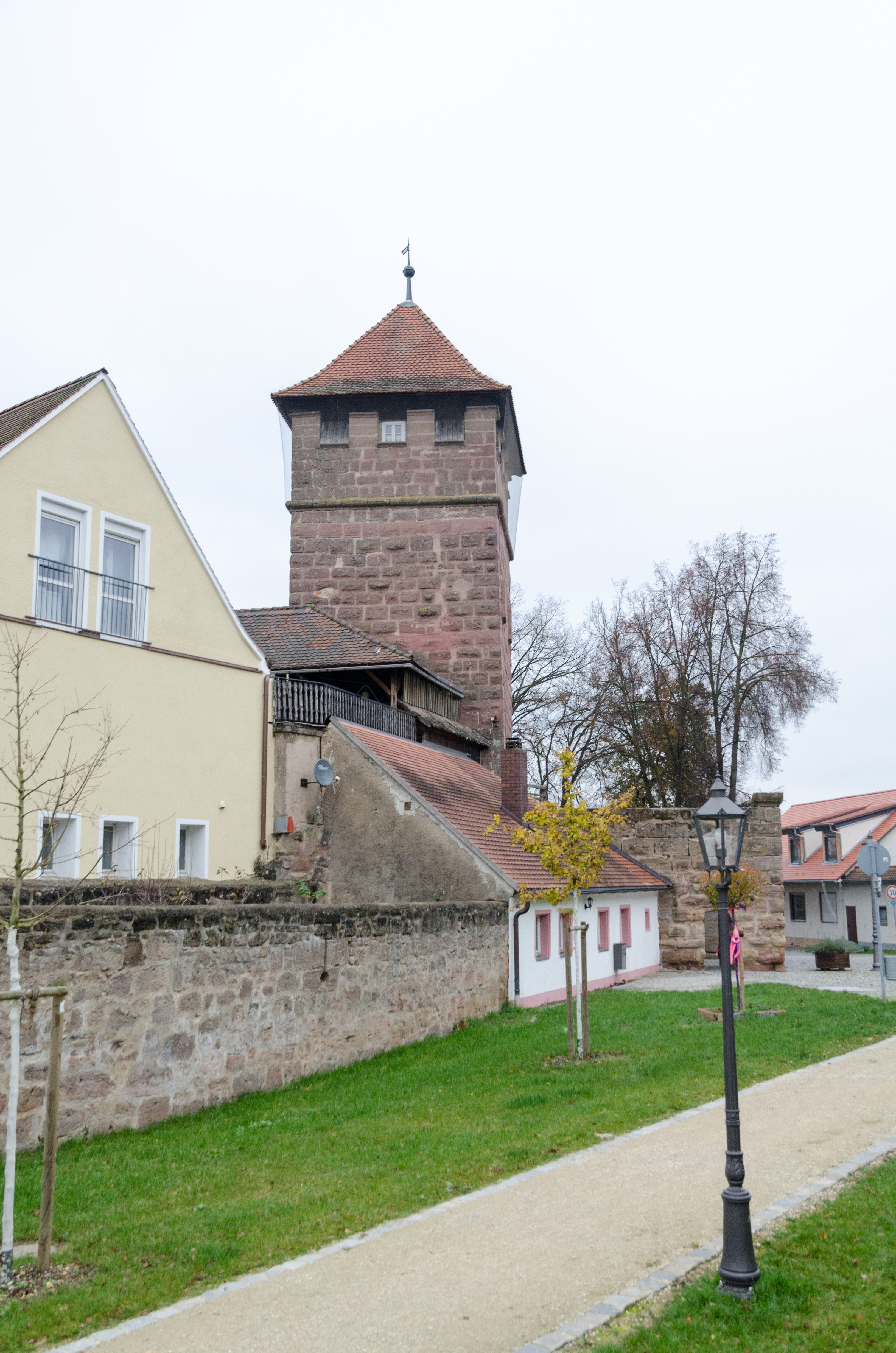
Unteres Tor, von Westen weitere Bilder
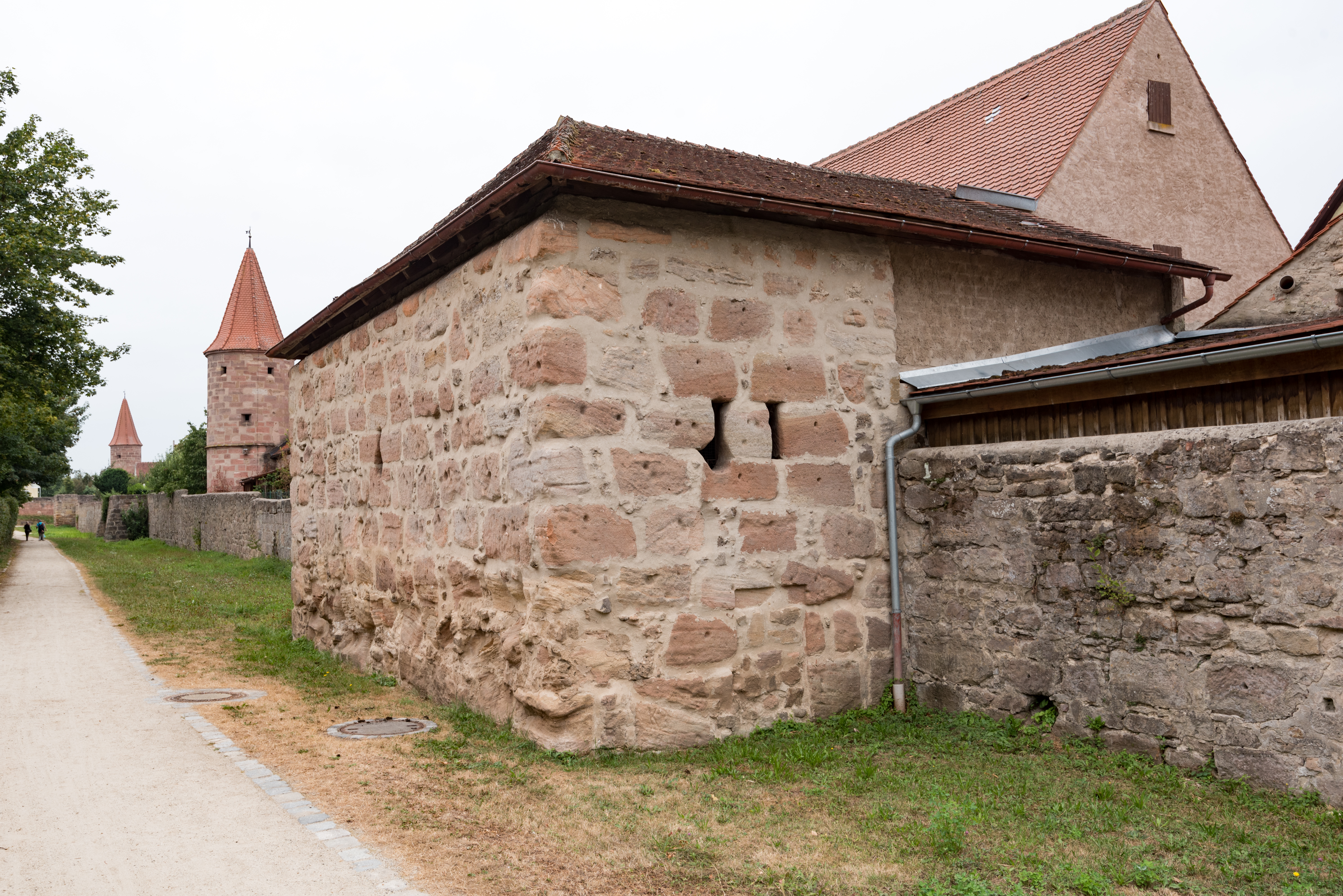
Rechteckiger Schalenturm südlich Deutschordensstraße 24, von Osten weitere Bilder
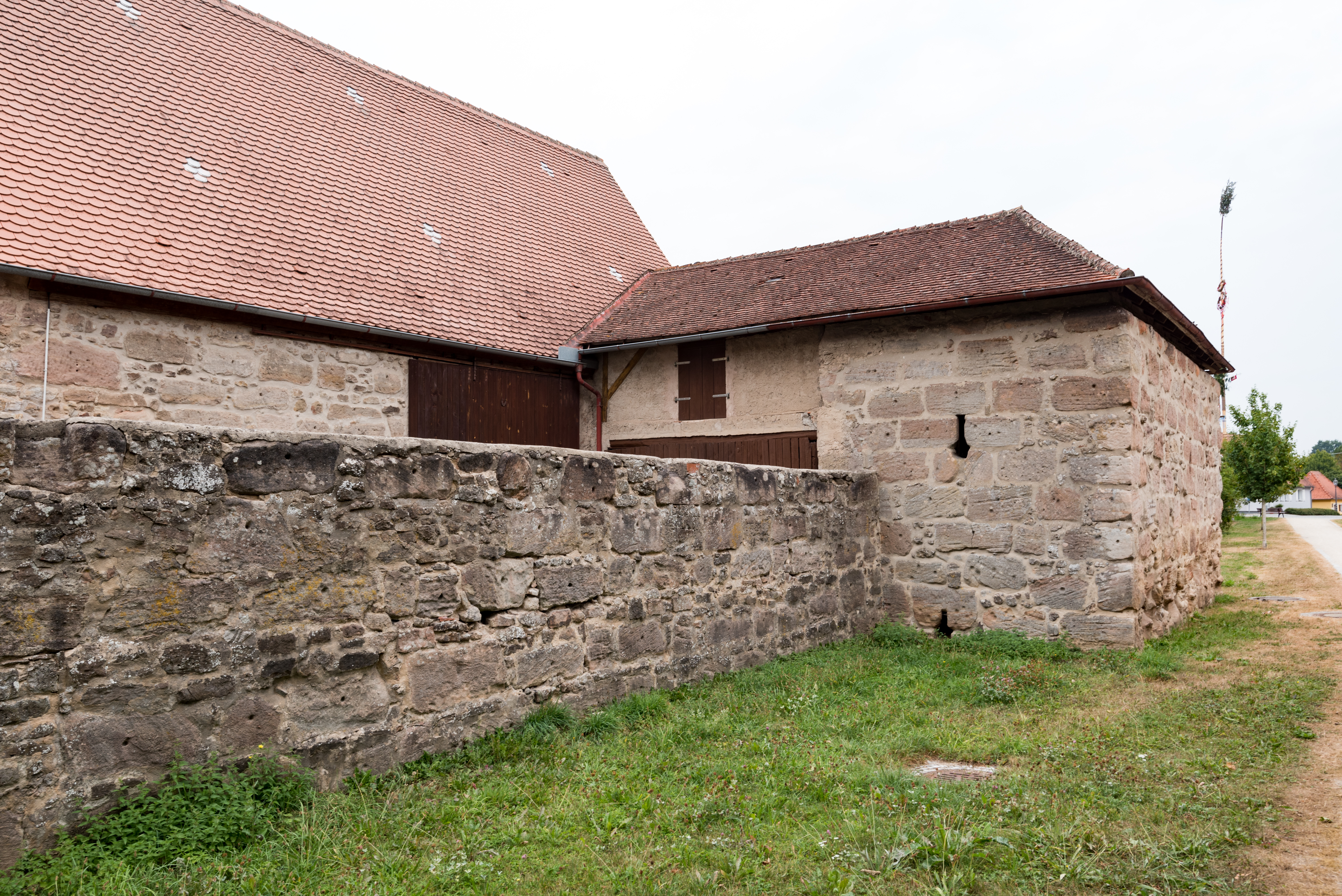
Rechteckiger Schalenturm südlich Deutschordensstraße 24, von Westen weitere Bilder
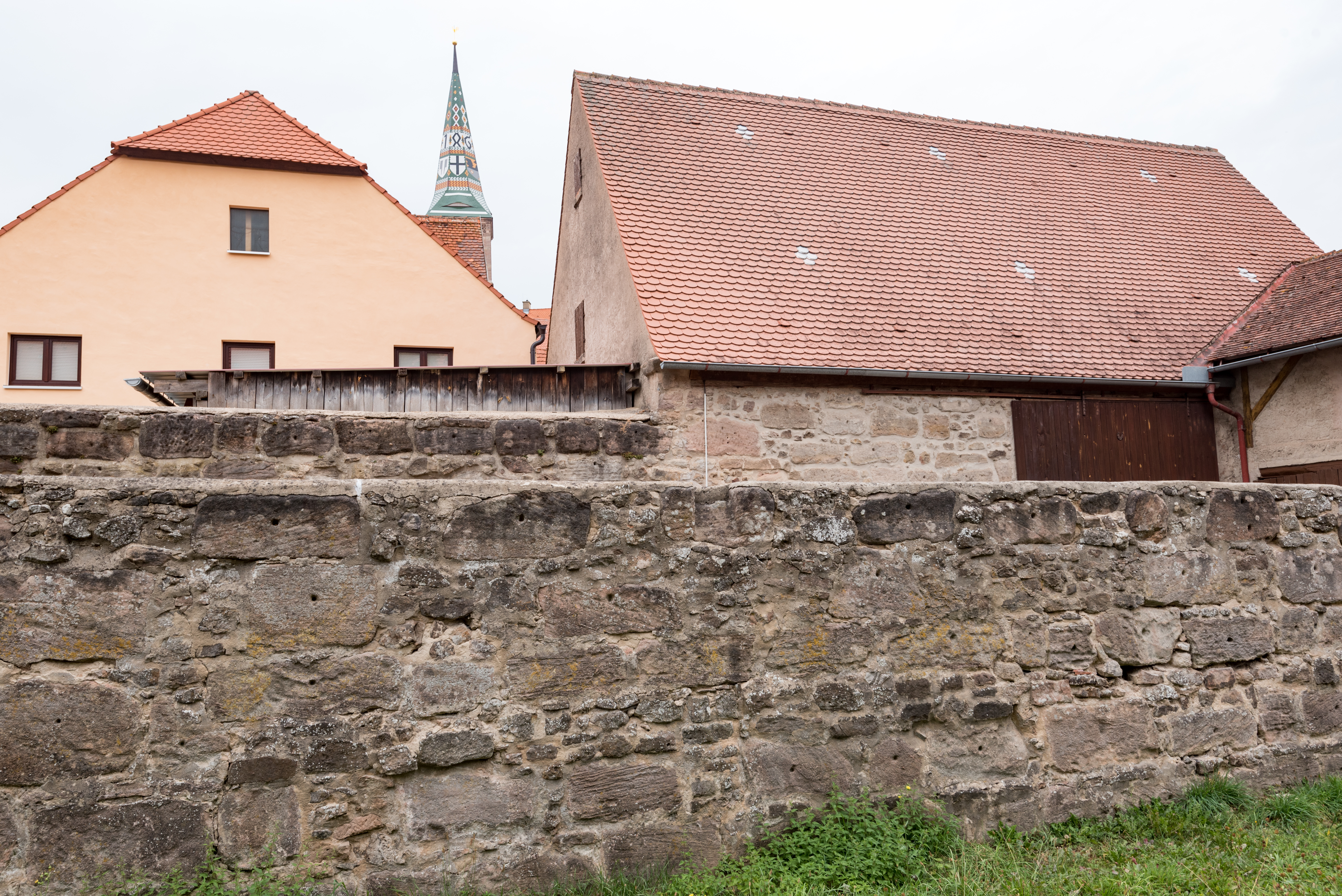
Ringmauer und Zwingermauer, Deutschordensstraße 22, 24, von Süden weitere Bilder
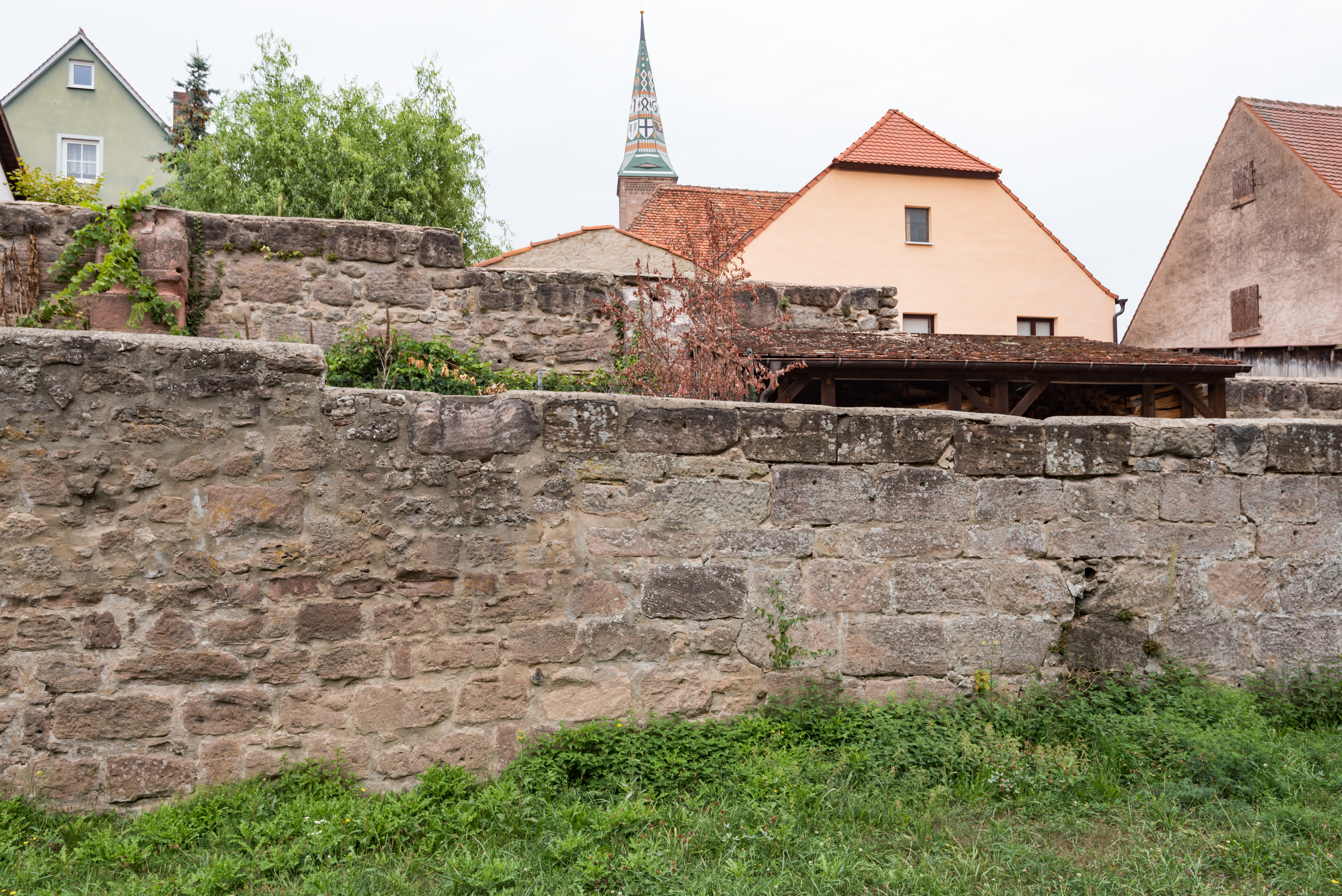
Ringmauer und Zwingermauer, Deutschordensstraße 22, 24, von Süden weitere Bilder
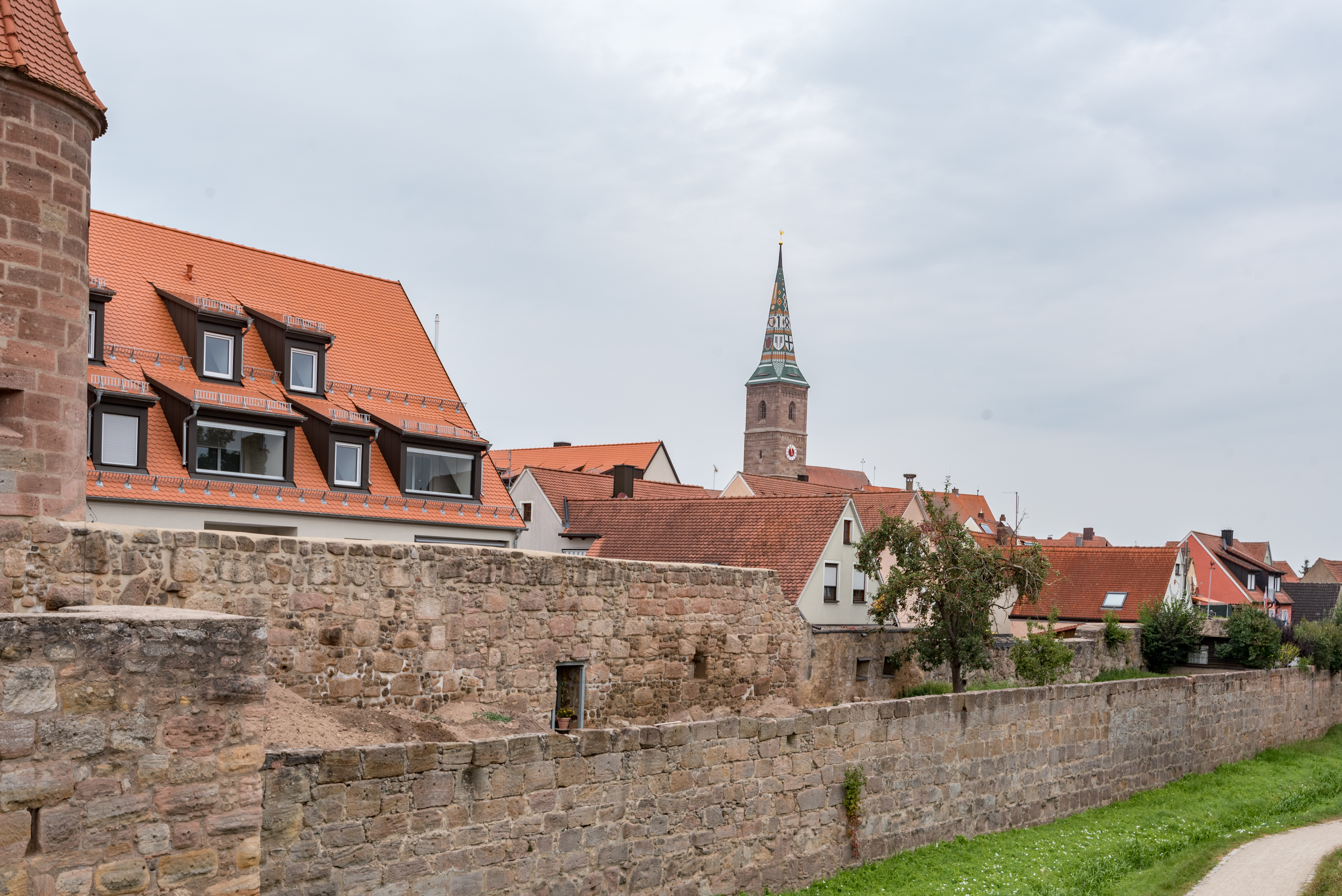
Ringmauer und Zwingermauer, östlich des Hunergturms, von Westen weitere Bilder
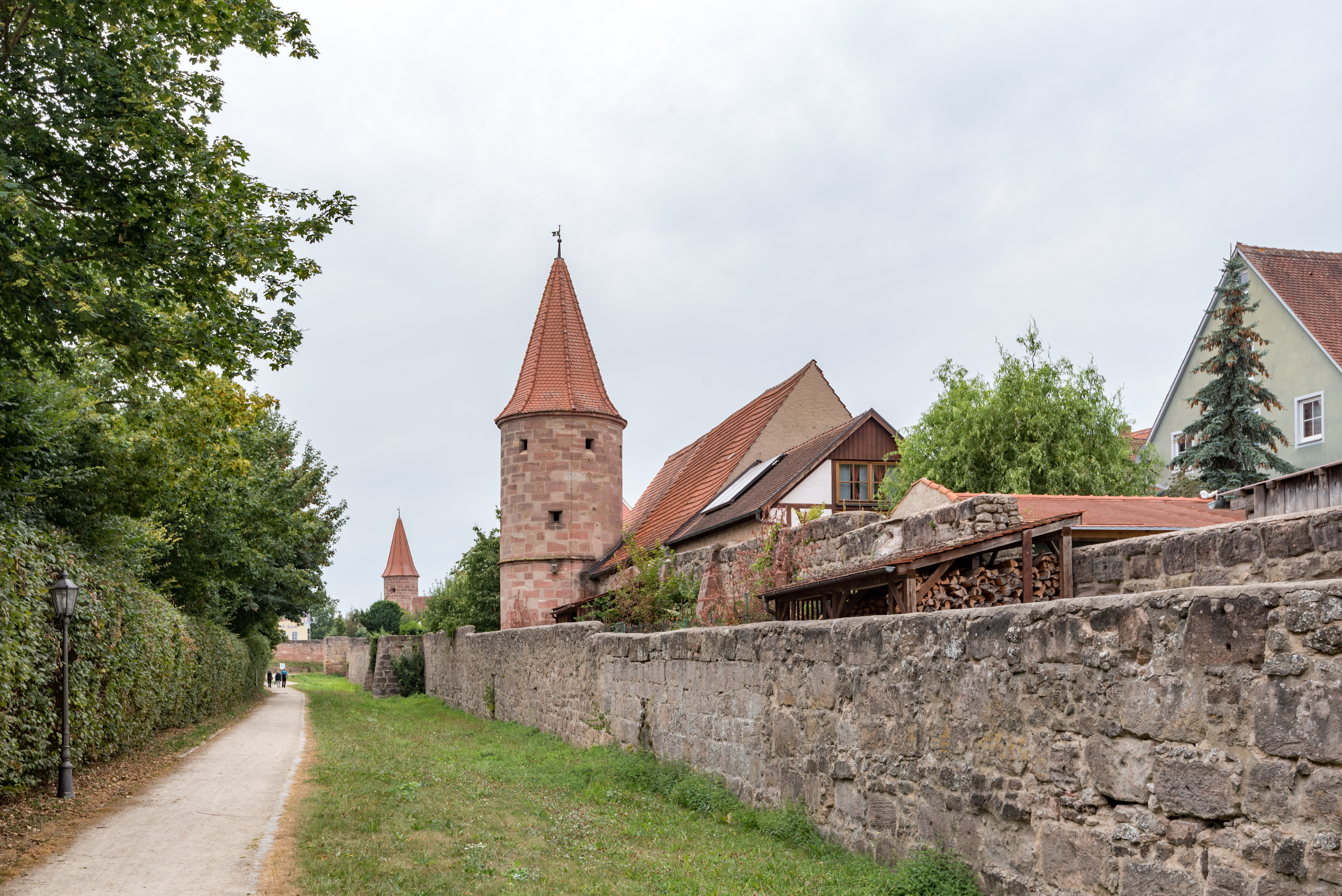
Hungerturm, von Osten weitere Bilder
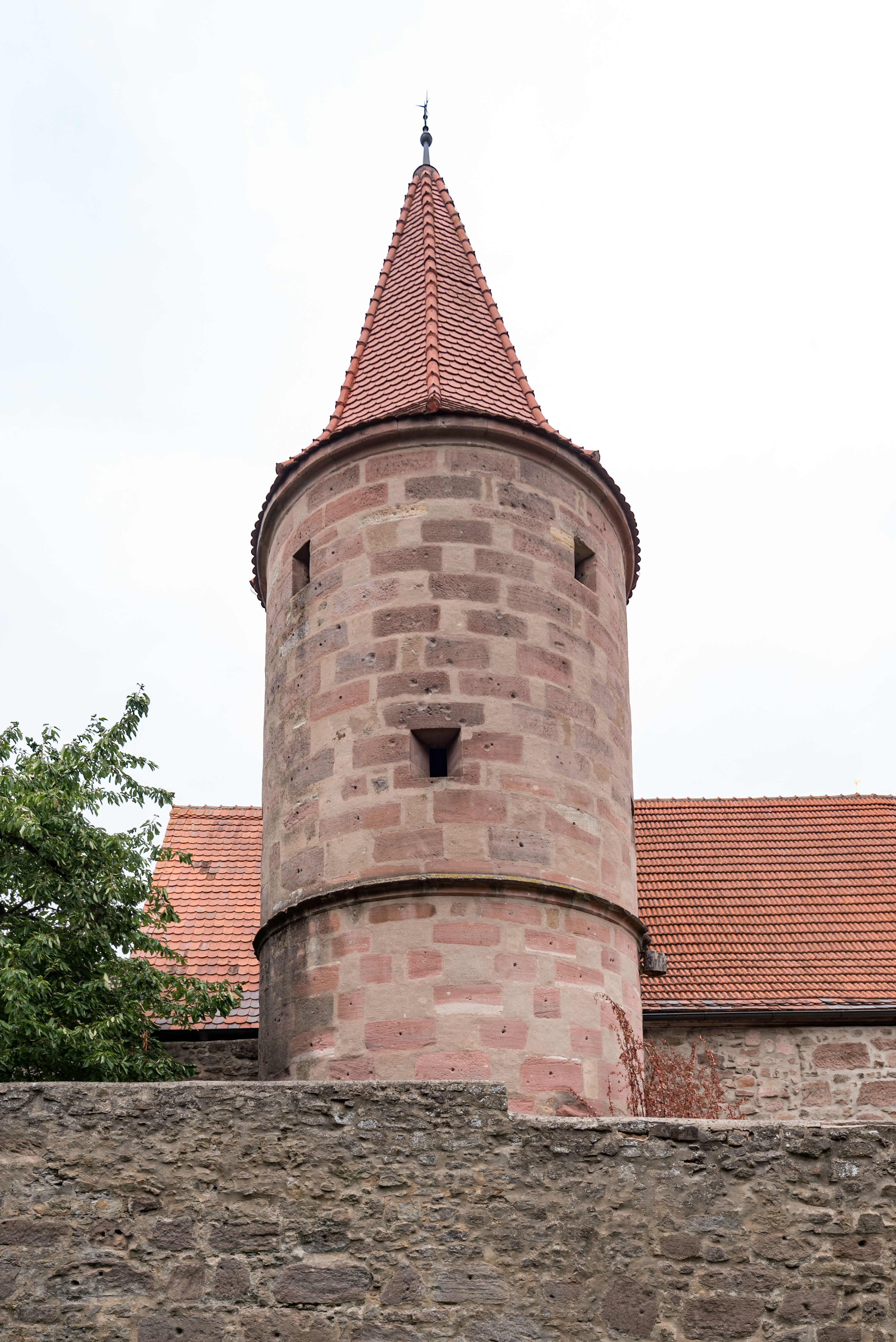
Hungerturm, von Süden weitere Bilder
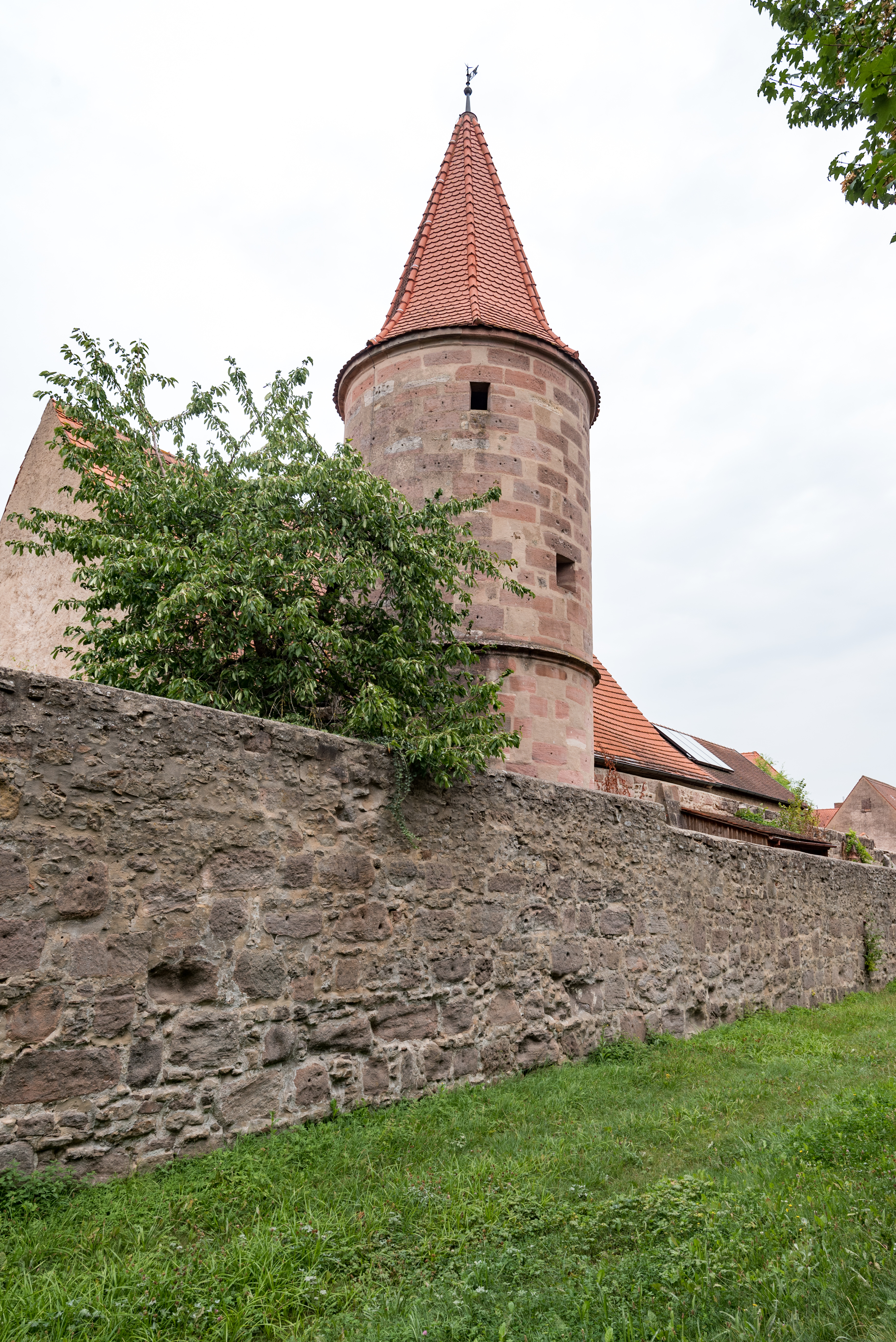
Hungerturm, von Westen weitere Bilder
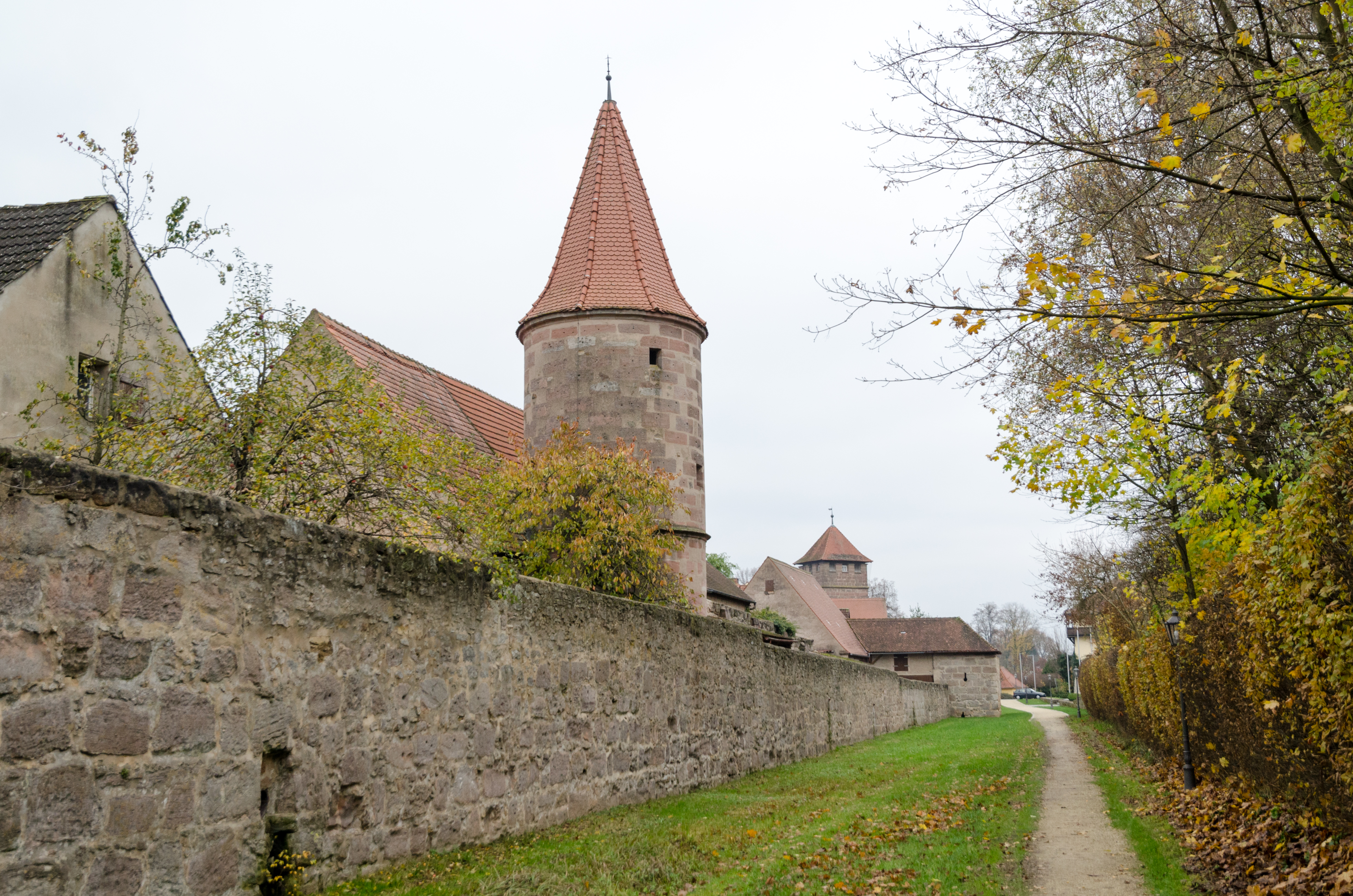
Hungerturm, von Westen weitere Bilder
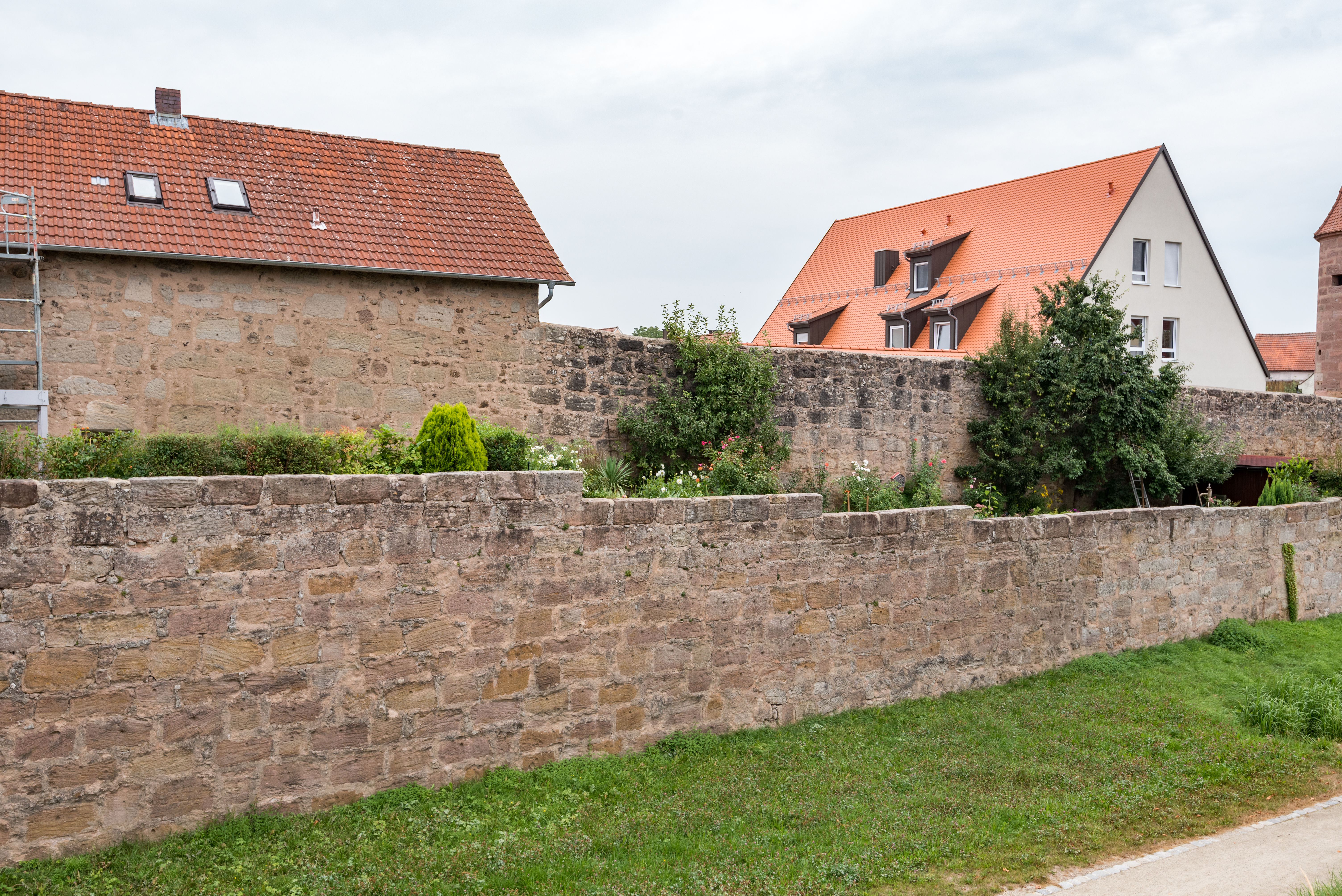
Ringmauer und Zwingermauer, Deutschordensstraße 18 weitere Bilder
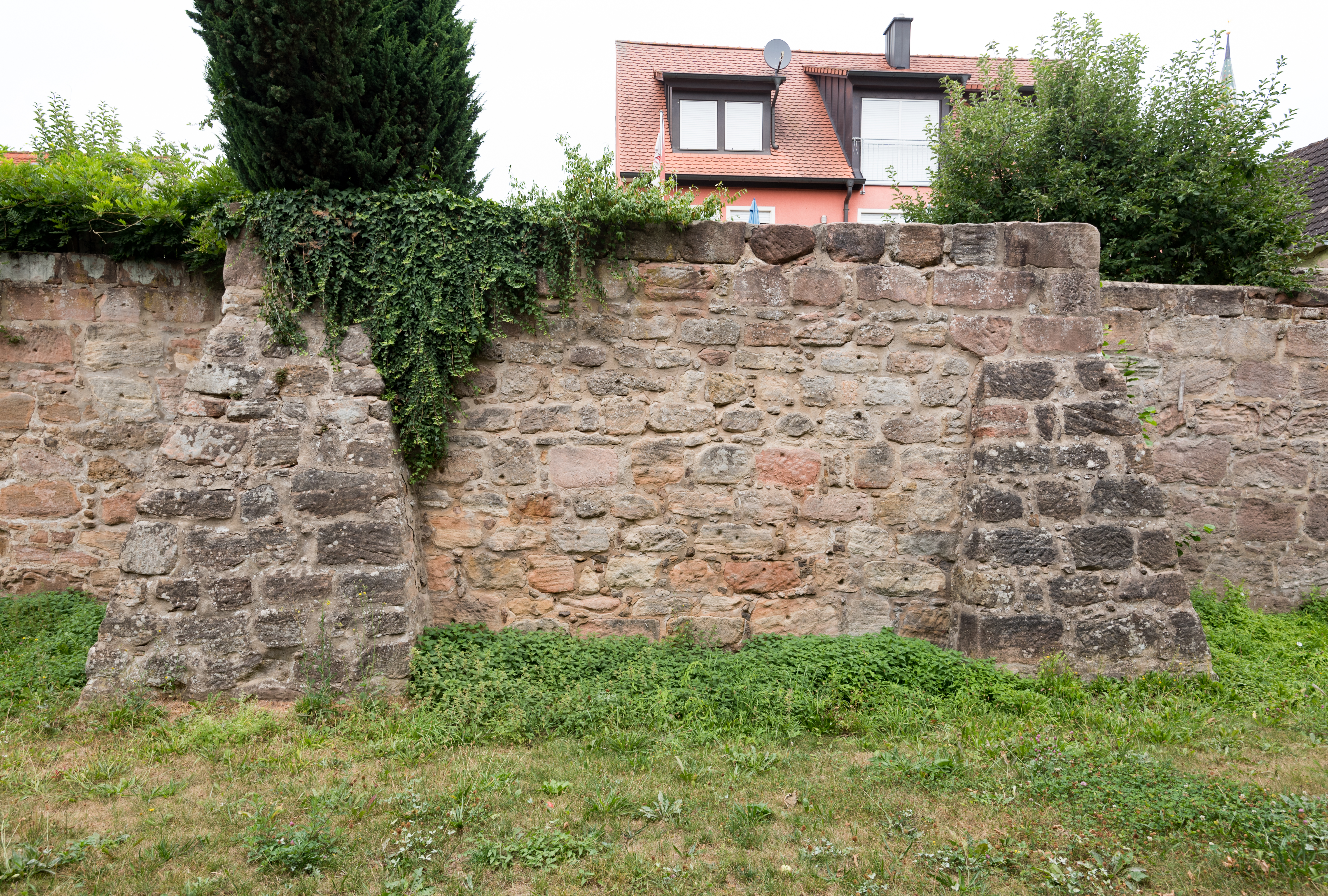
Rechteckiger Schalenturm südlich Deutschordensstraße 16, von Süden weitere Bilder
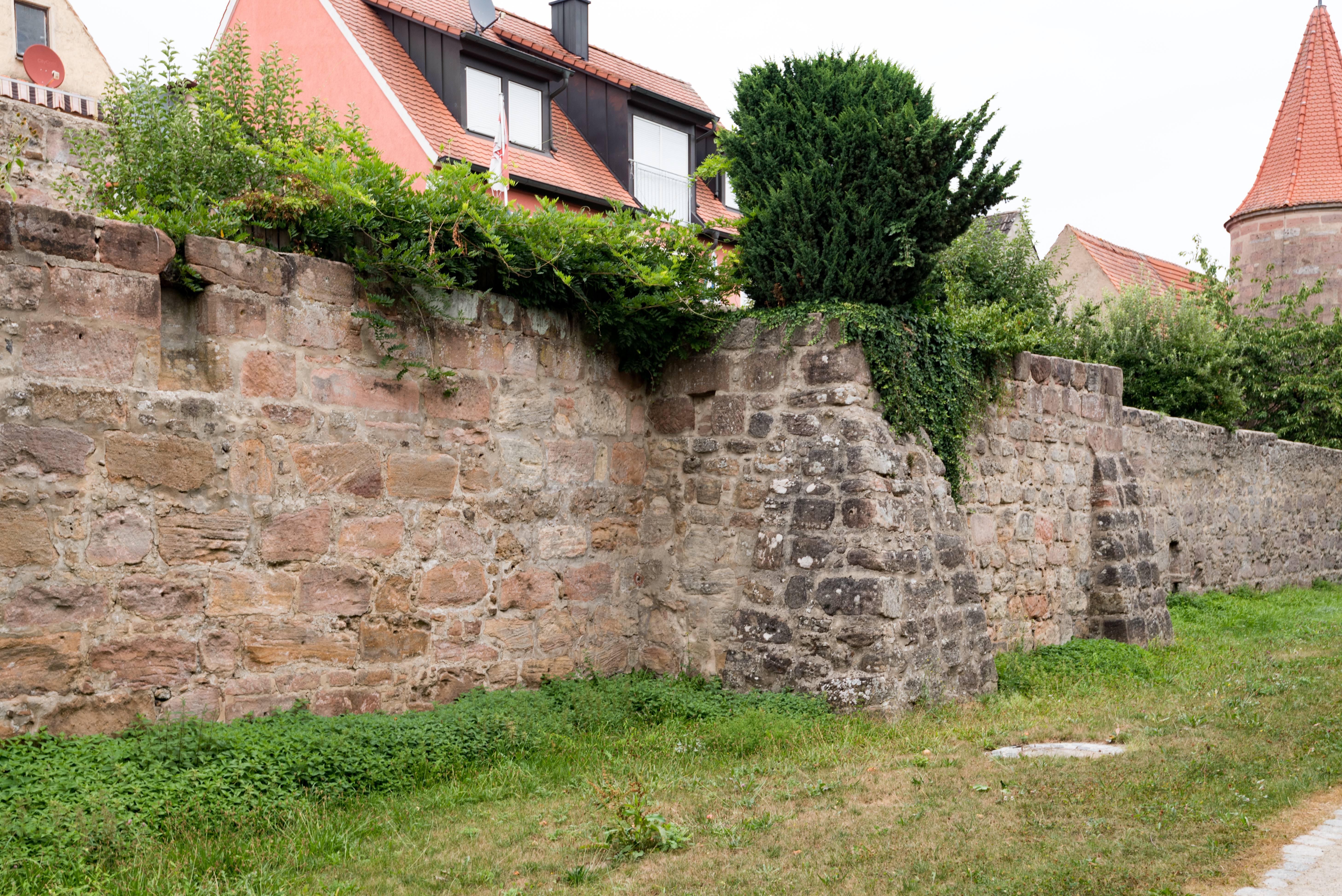
Rechteckiger Schalenturm südlich Deutschordensstraße 16, von Westen weitere Bilder
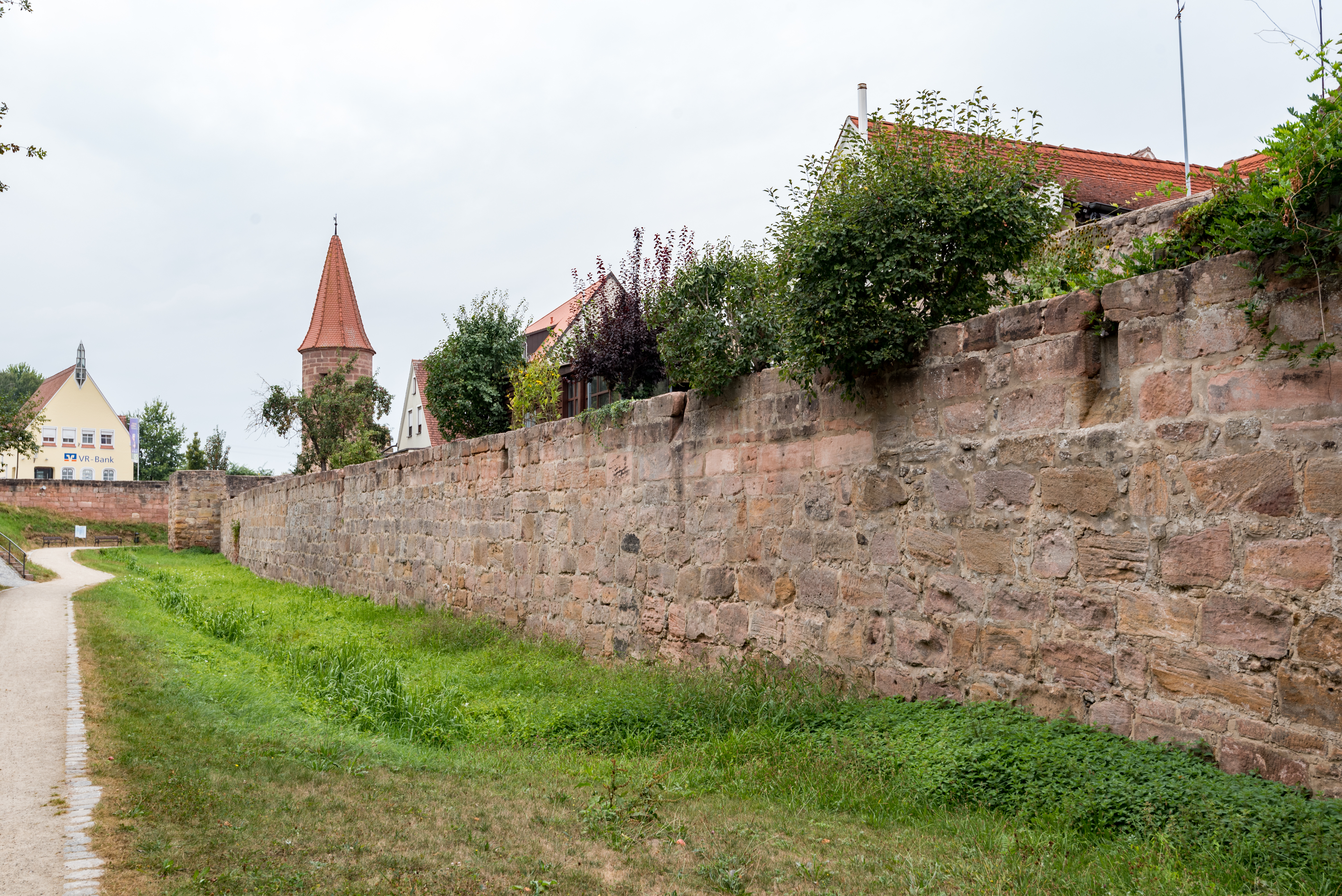
Ringmauer und Zwingermauer zwischen Bürgerturm und Hungerturm, von Osten weitere Bilder
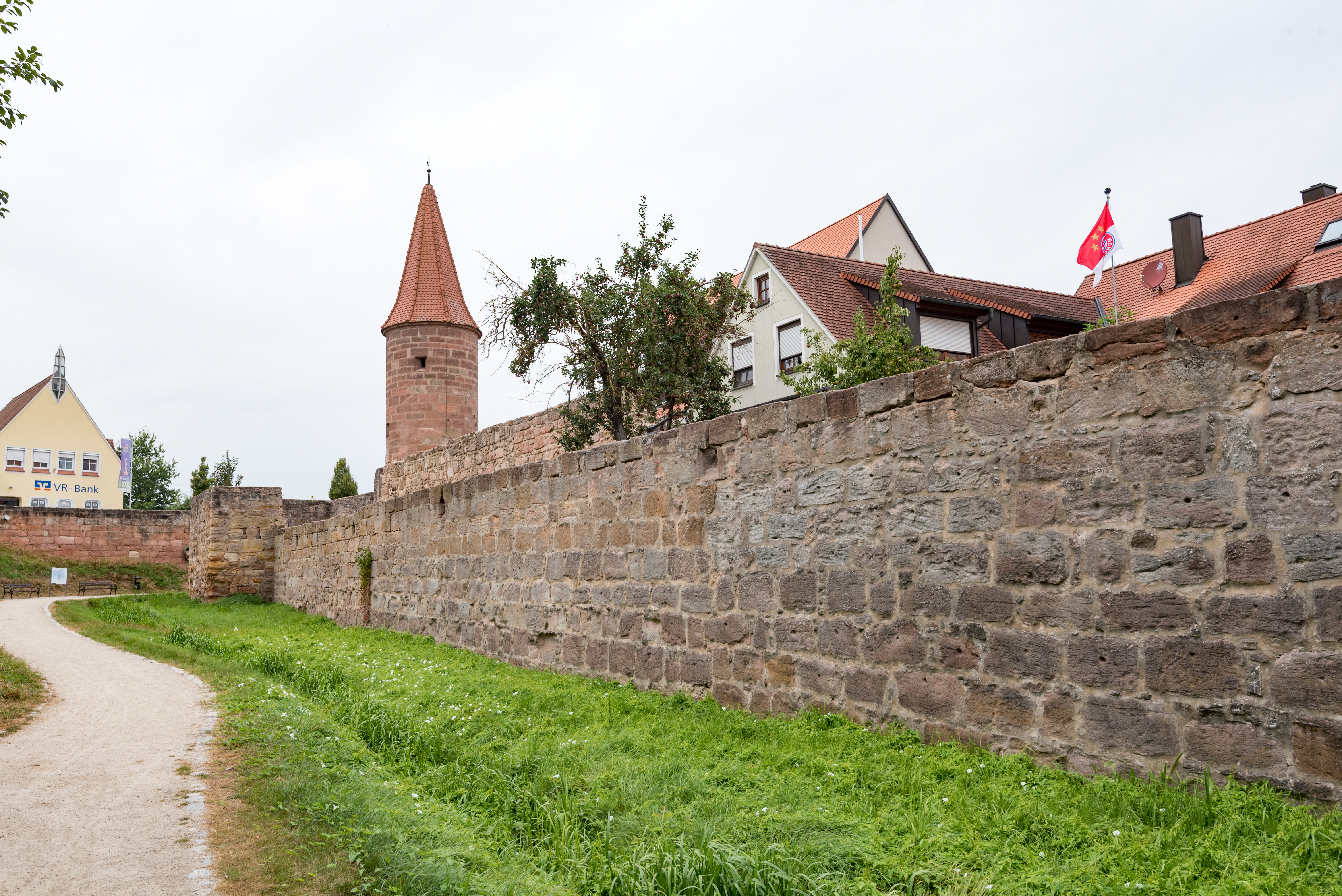
Ringmauer und Zwingermauer zwischen Bürgerturm und Hungerturm, von Osten weitere Bilder
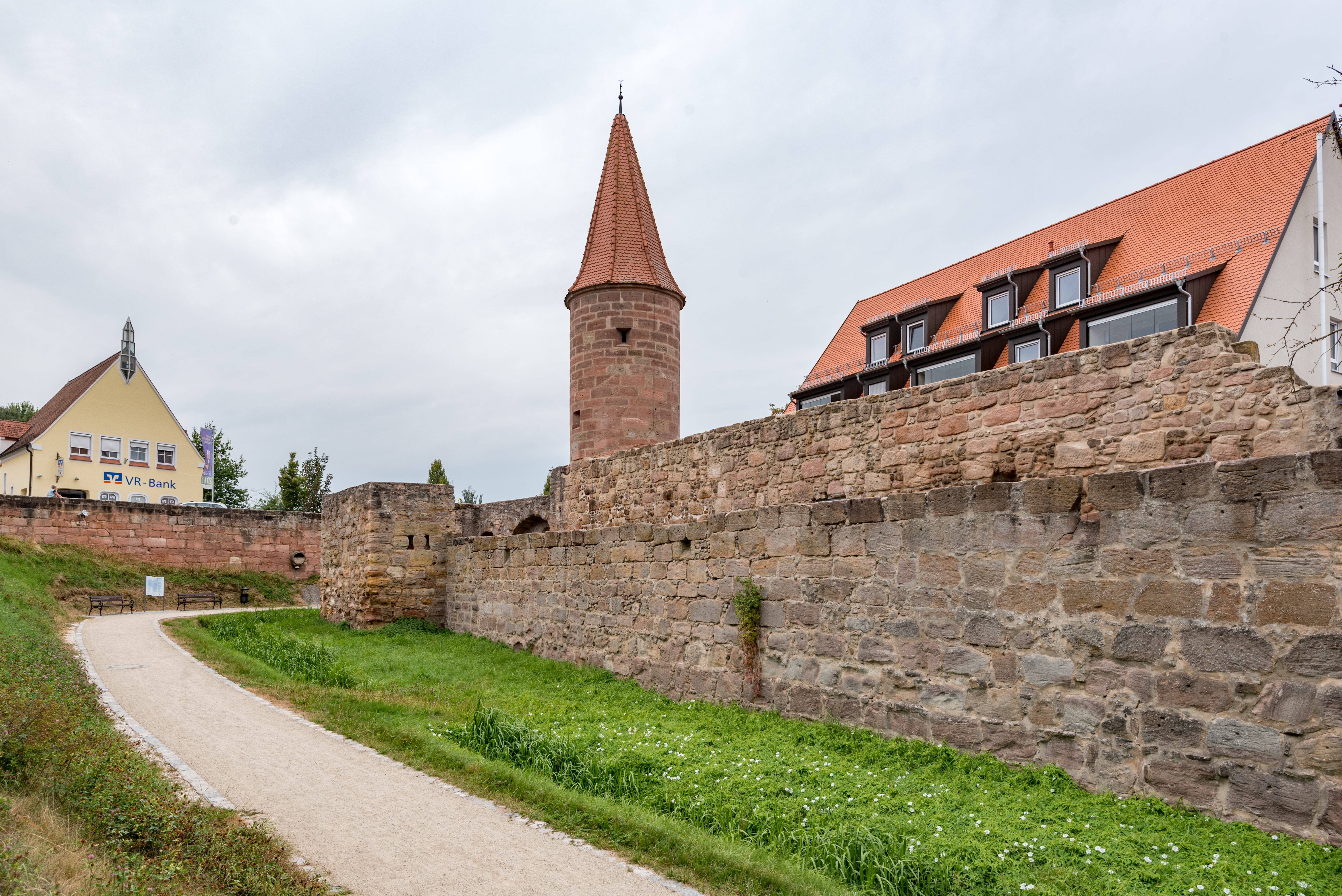
Ringmauer und Zwingermauer zwischen Bürgerturm und Hungerturm, von Osten weitere Bilder
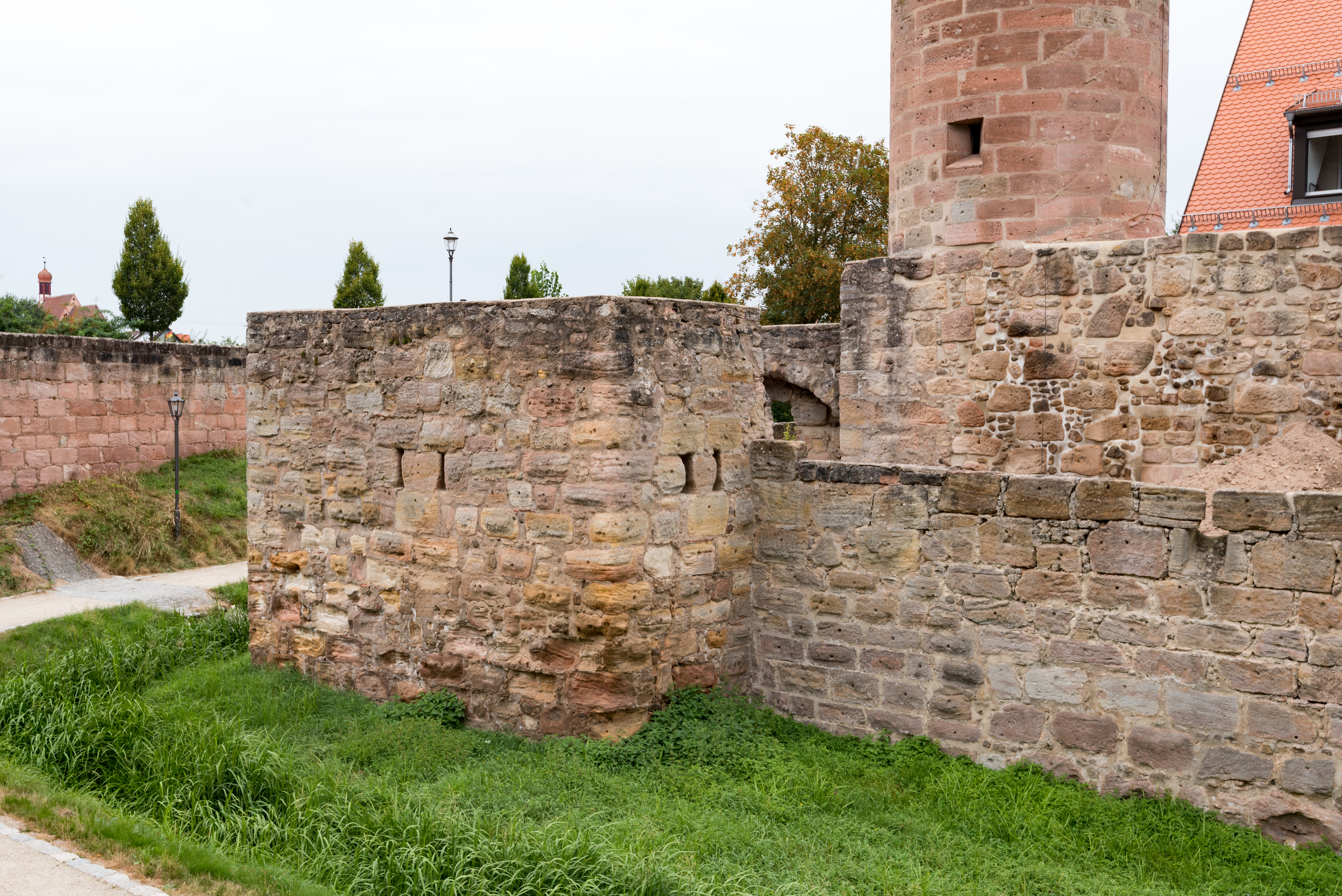
Rechteckturm in der Südwestecke weitere Bilder
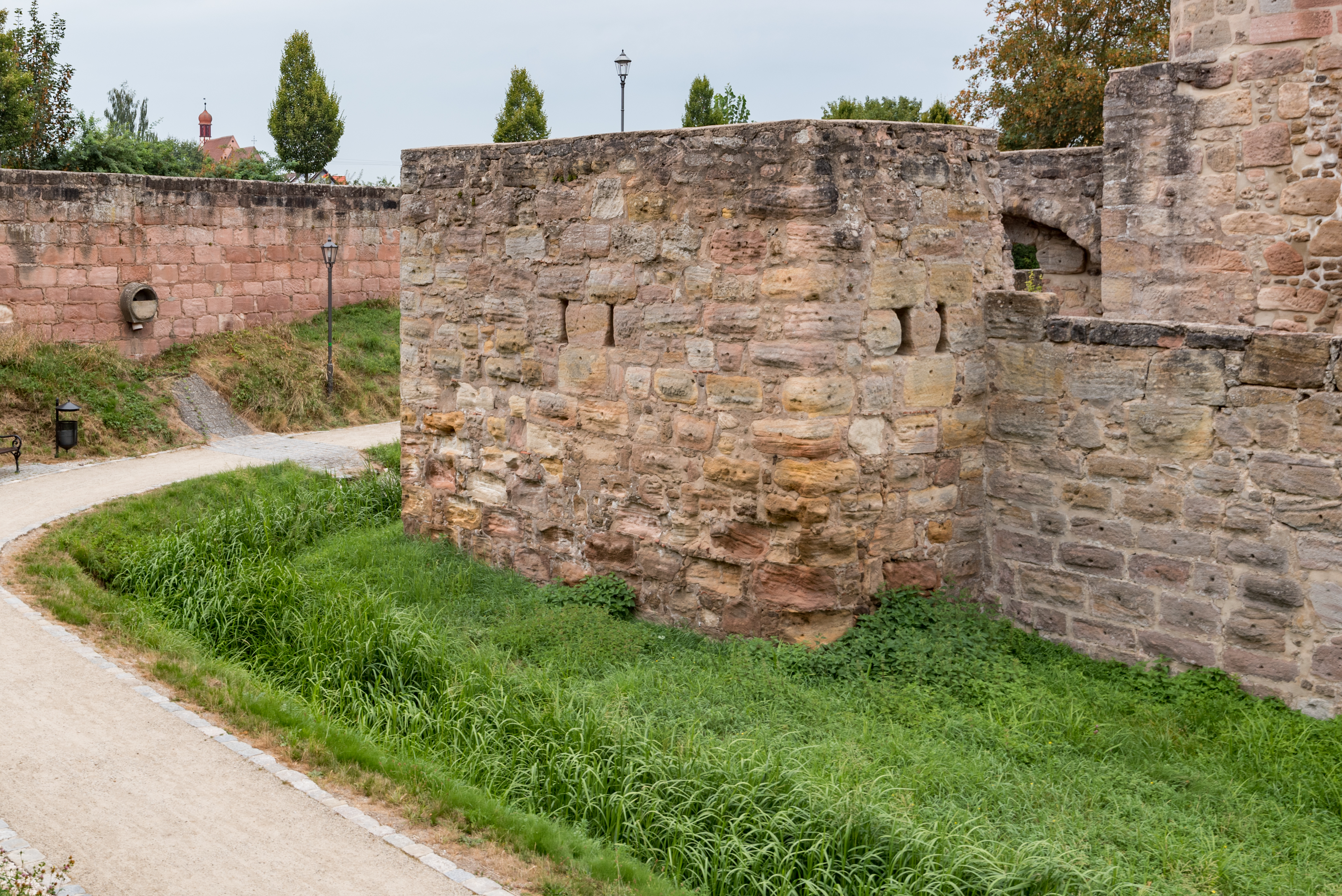
Rechteckturm in der Südwestecke weitere Bilder
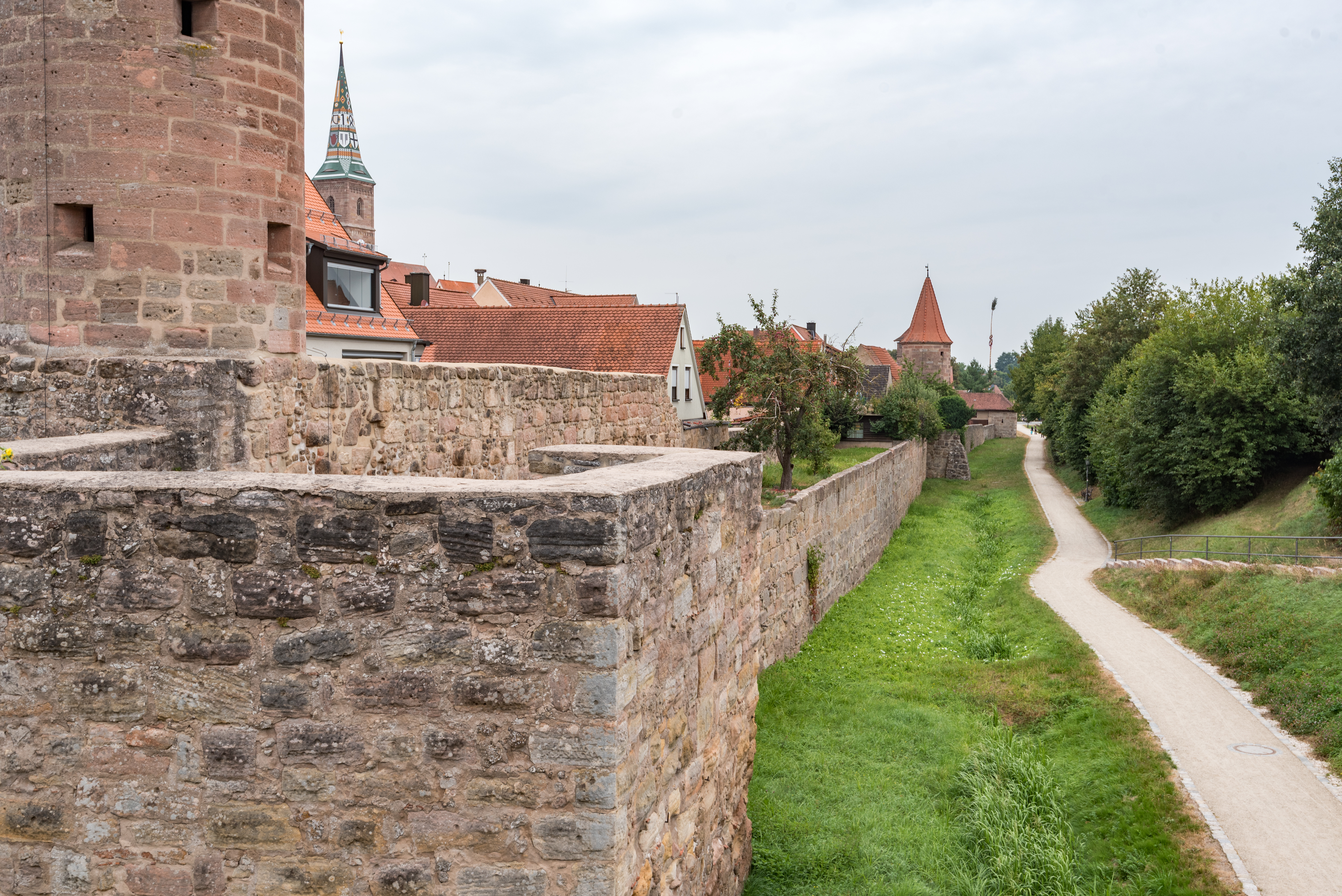
Rechteckturm in der Südwestecke weitere Bilder
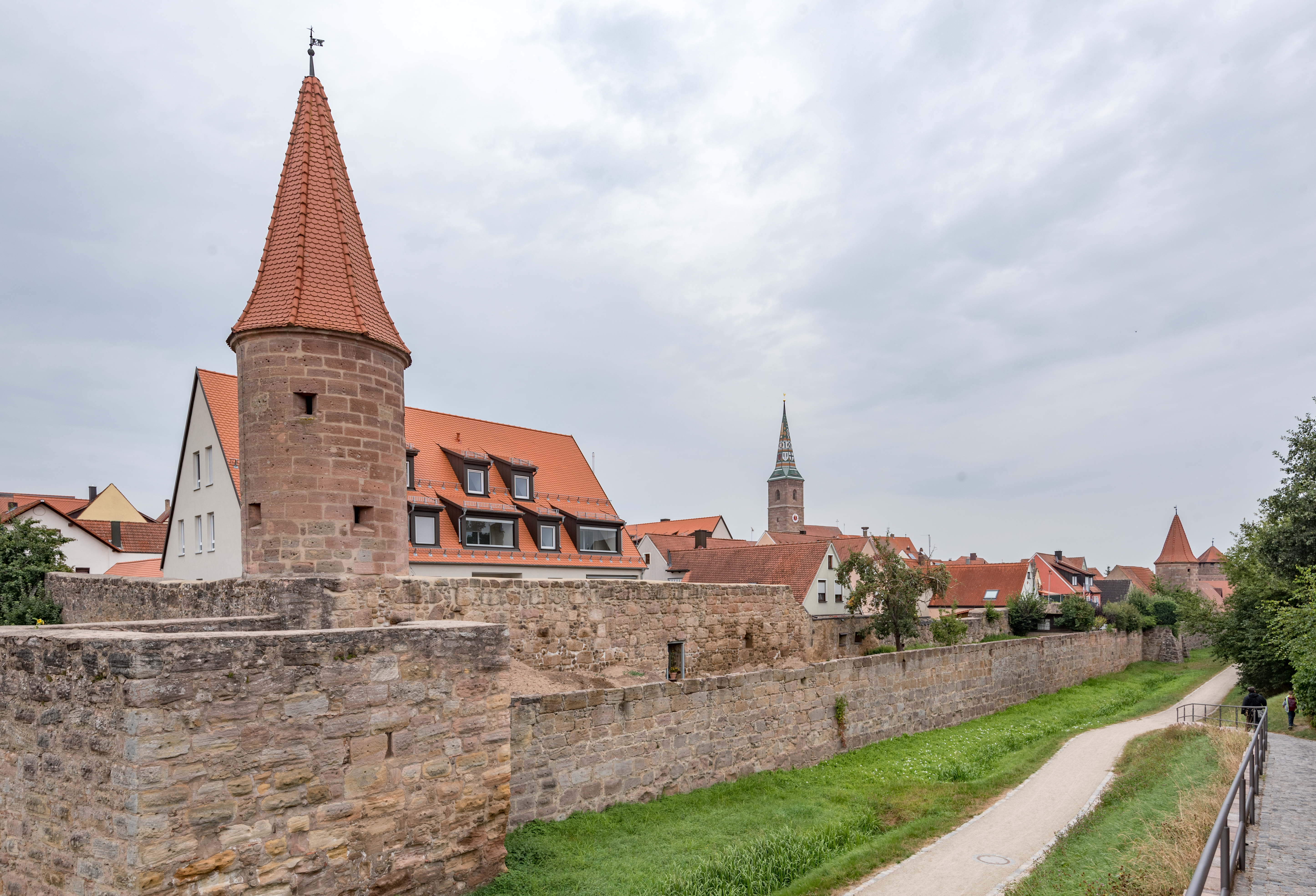
Bürgerturm, von Südwesten weitere Bilder
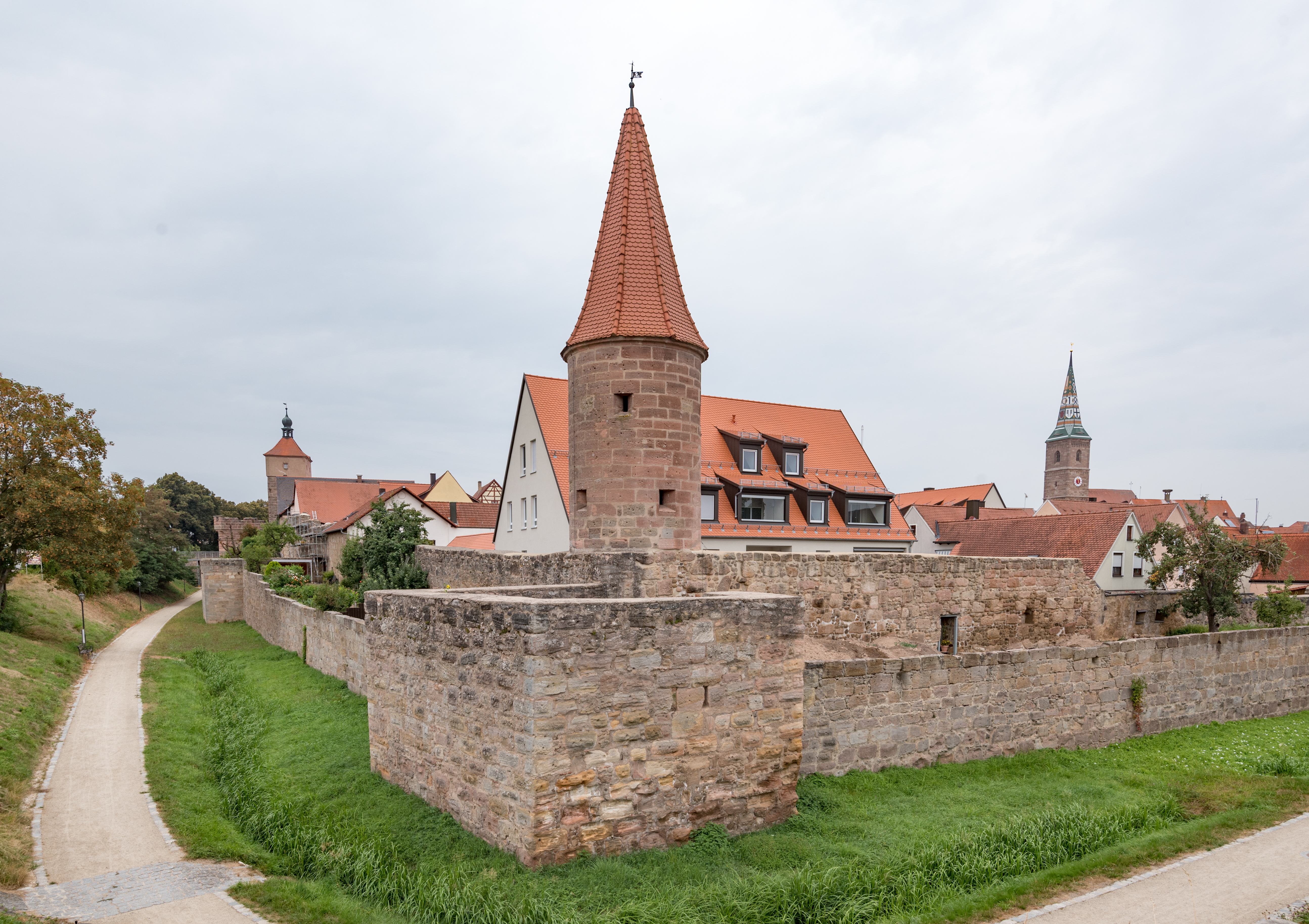
Bürgerturm, von Südwesten weitere Bilder
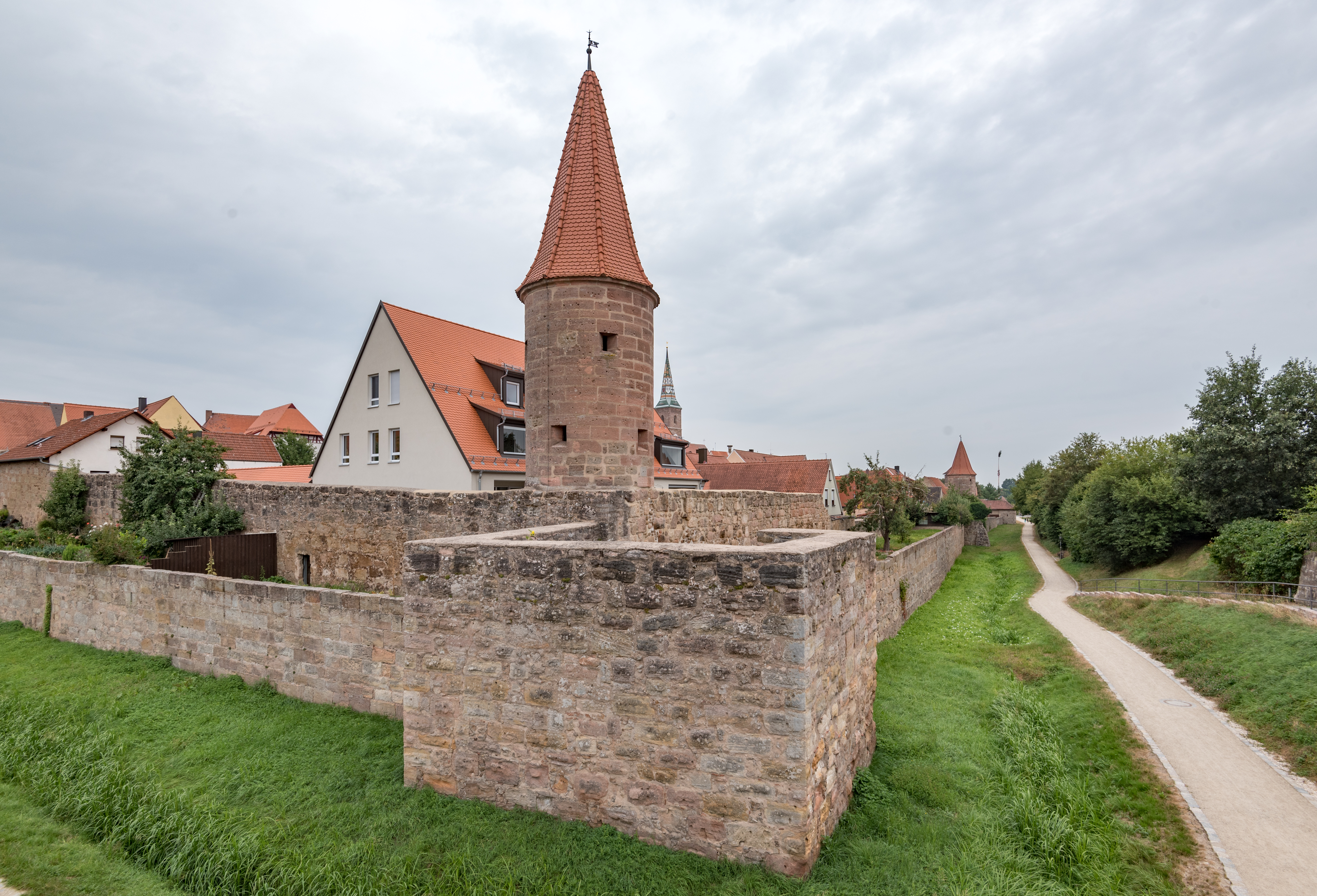
Bürgerturm, von Südwesten weitere Bilder
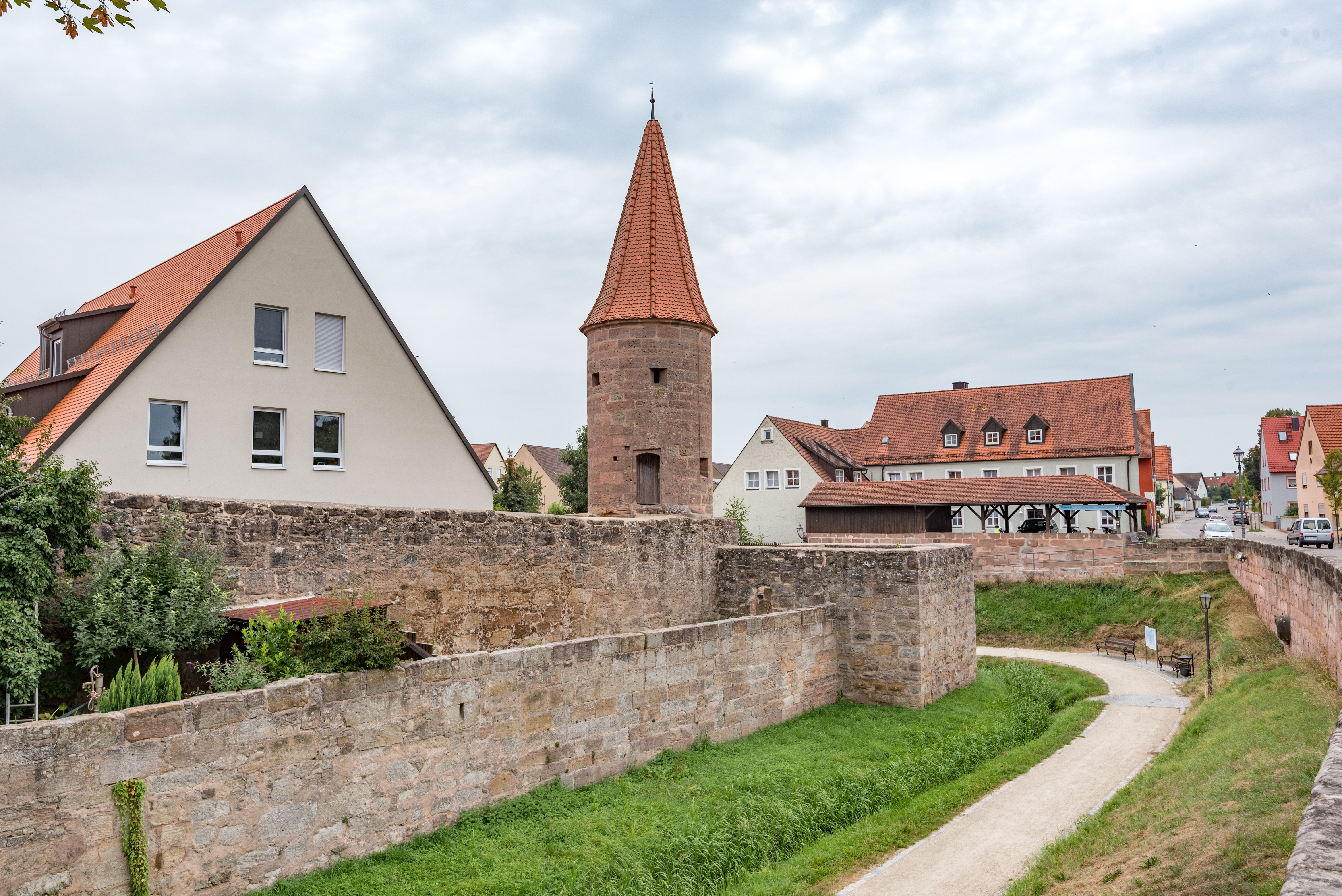
Bürgerturm, von Westen weitere Bilder
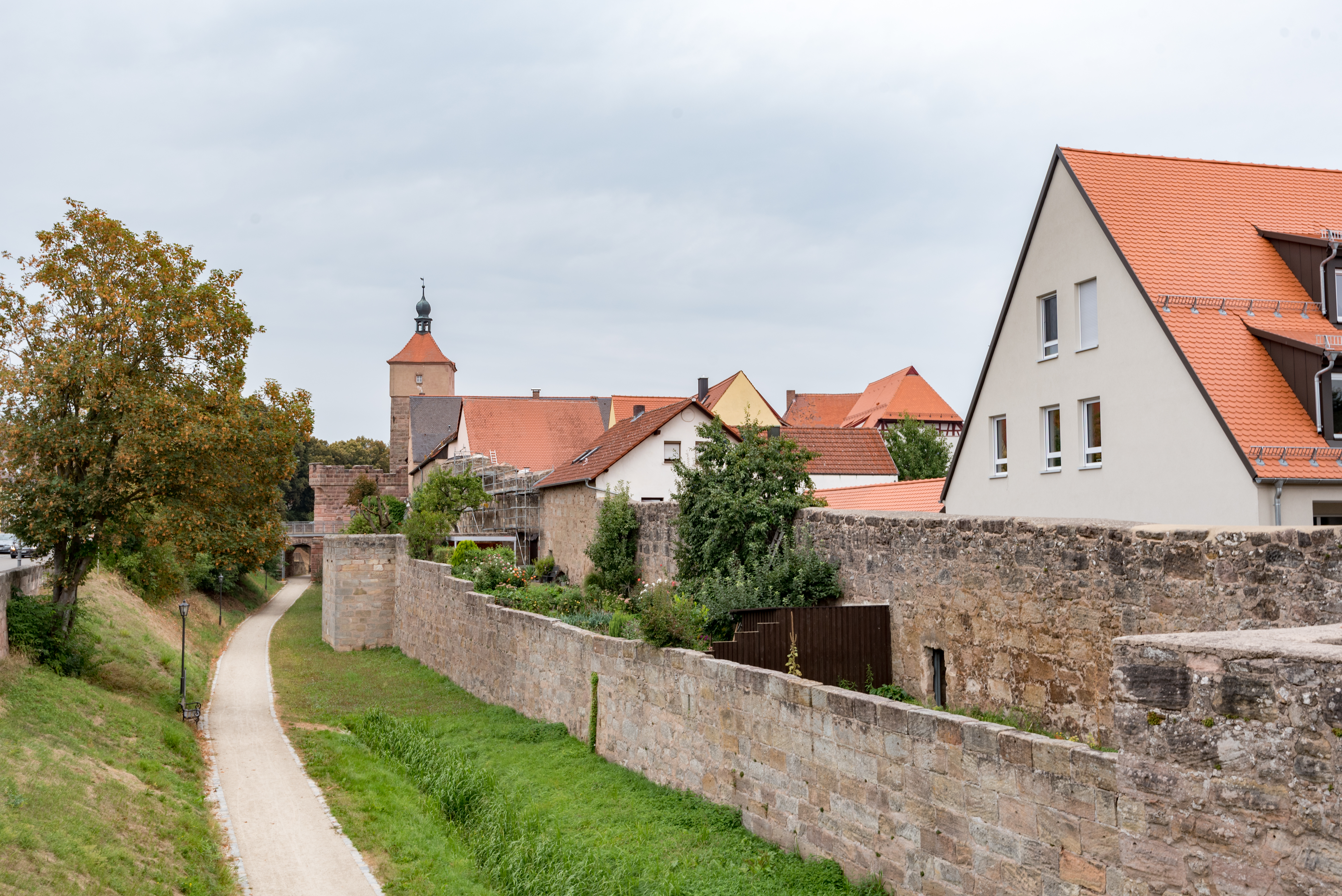
Ringmauer und Zwingermauer zwischen Bürgerturm und Oberem Tor, von Süden weitere Bilder
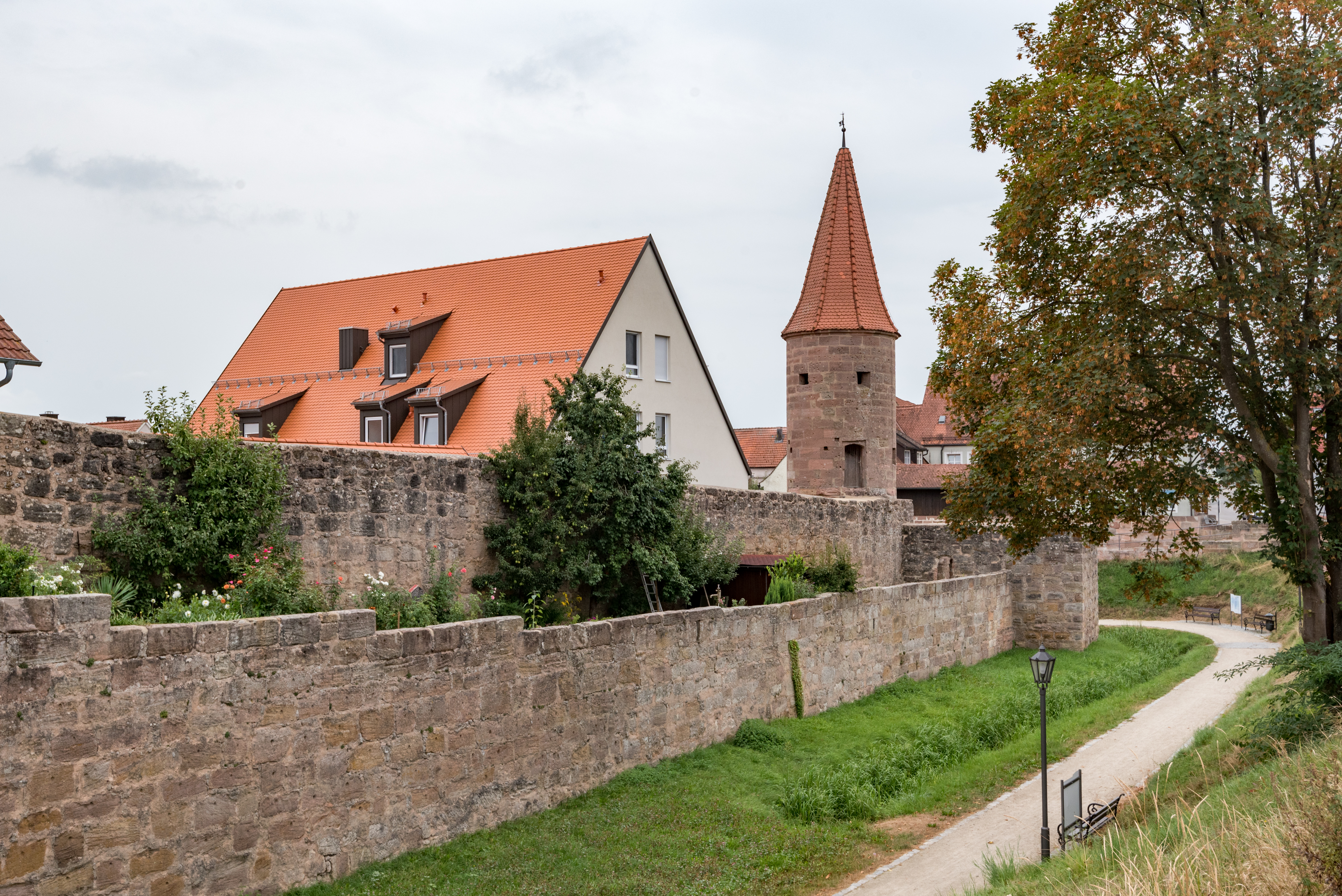
Ringmauer und Zwingermauer zwischen Bürgerturm und Oberem Tor, von Norden weitere Bilder
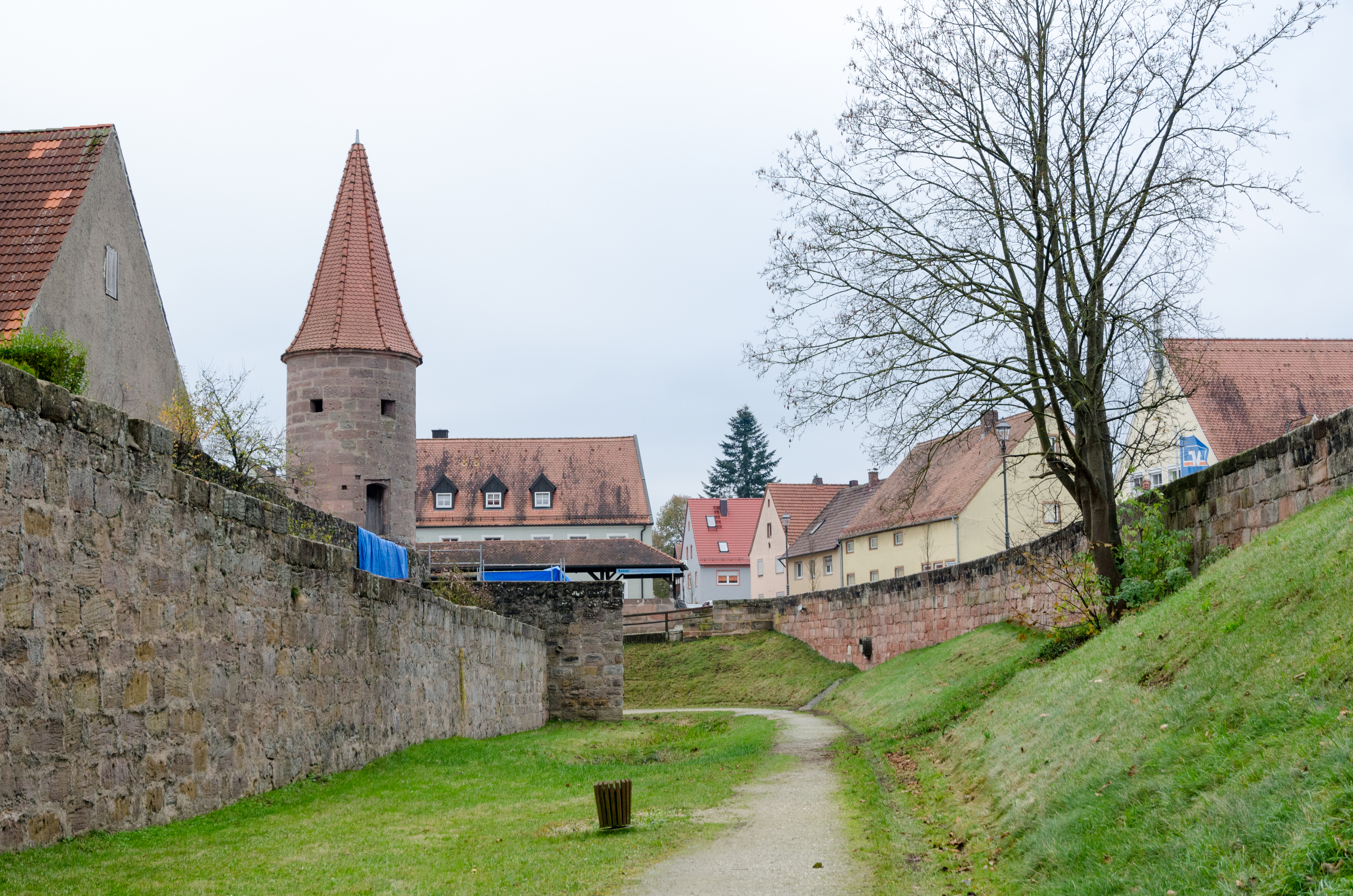
Ringmauer und Zwingermauer zwischen Bürgerturm und Oberem Tor, von Norden weitere Bilder
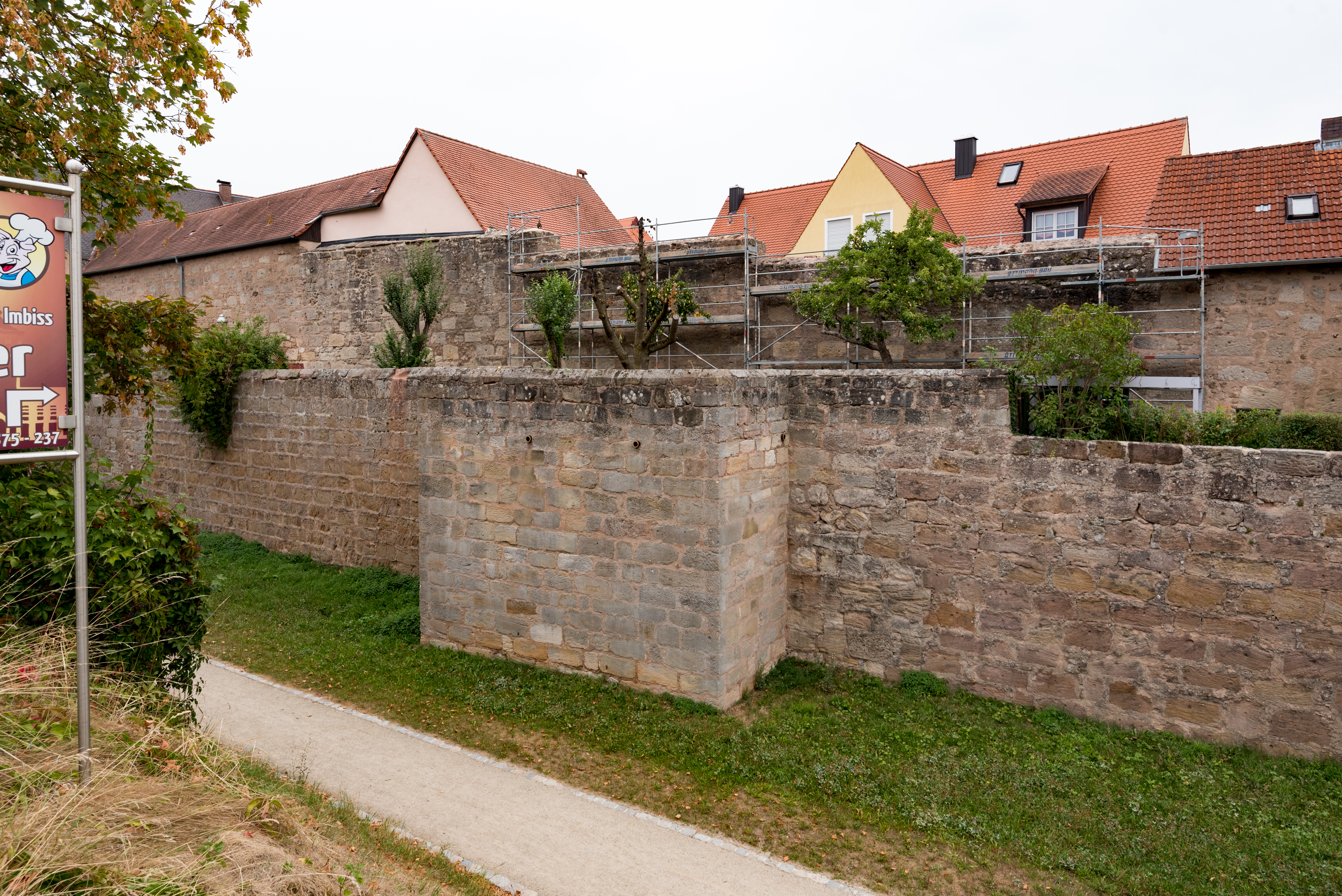
Rechteckiger Schalenturm westlich Deutschordensstraße 2 weitere Bilder
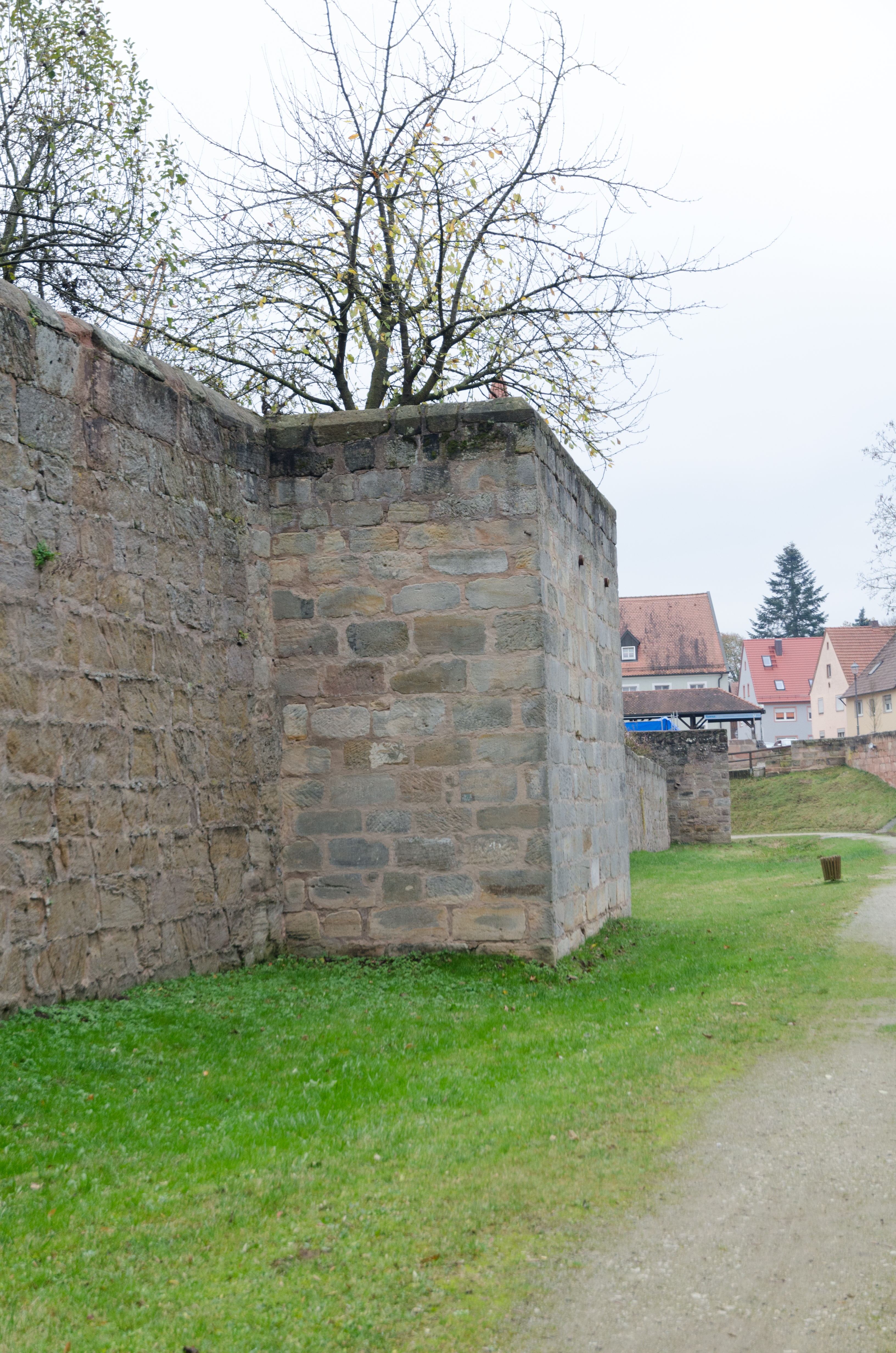
Rechteckiger Schalenturm westlich Deutschordensstraße 2 weitere Bilder
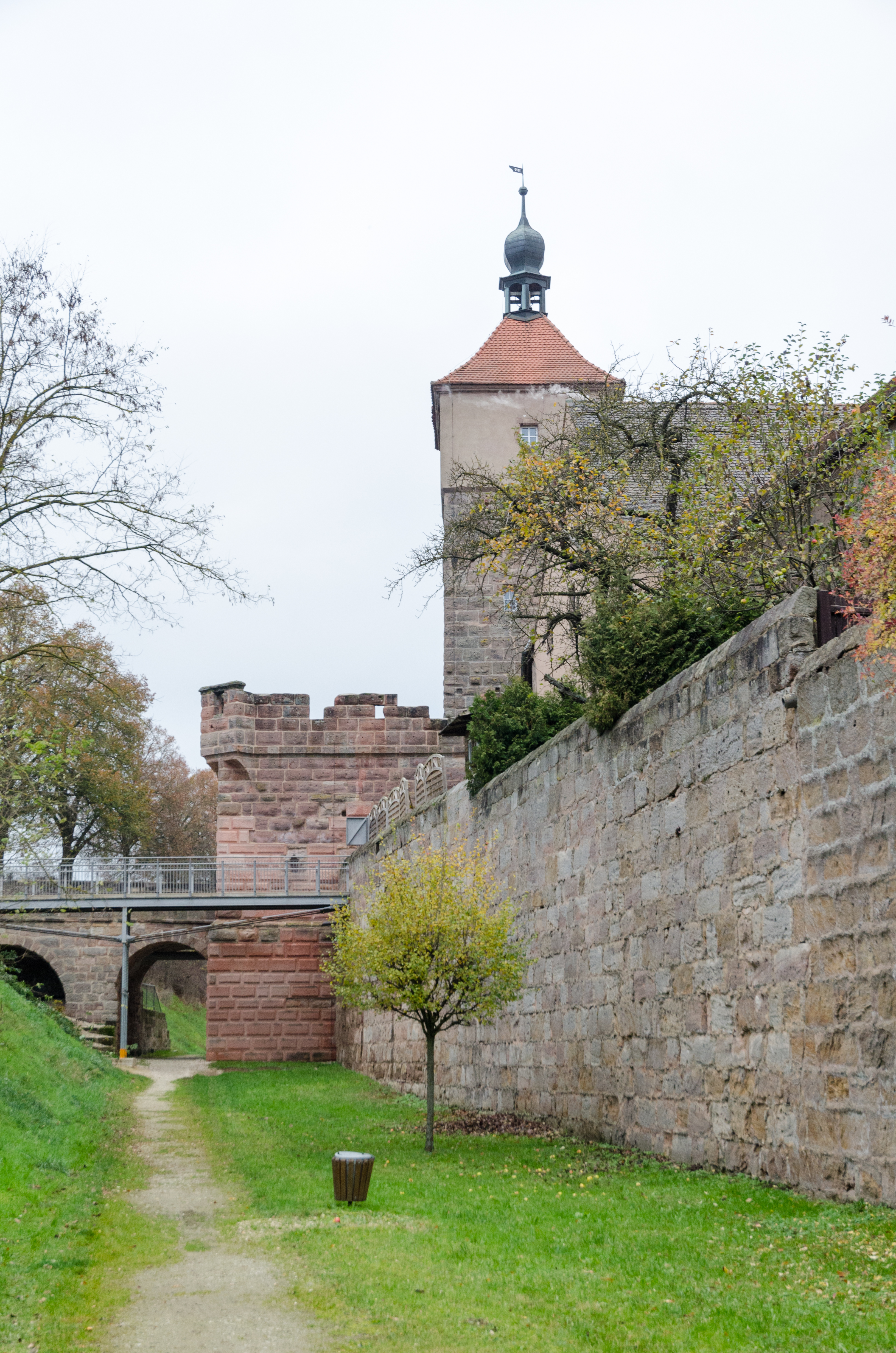
Stadtgraben und Zwingermauer, von Süden weitere Bilder

## Baudenkmäler nach Gemeindeteilen

### Wolframs-Eschenbach
| Lage                                                                                    | Objekt                                                                                                   | Beschreibung | Akten-Nr.               | Bild                                                                                                   |
| --------------------------------------------------------------------------------------- | --- | --- | ----------------------- | --- |
| Adelmannsdorfer Straße 6, an der Adelmannsdorfer Straße (Standort)                      | Bildstock                                                                                                | Steinerner Rundpfeiler mit Aufsatz, 17. Jahrhundert, mit Gusseisenkreuz | D-5-71-229-76           | Bildstock                                                                                              |
| Deutschordensstraße 5 (Standort)                                                        | Handwerkerhaus                                                                                           | Zweigeschossiger Satteldachbau in Ecklage, Giebel und Obergeschoss Fachwerk, 1409 (dendrochronologisch datiert), Umbauten 1569/78 | D-5-71-229-6            | weitere Bilder                                                                                         |
| Deutschordensstraße 22 (Standort)                                                       | Ehemalige Zehntscheune                                                                                   | Zweigeschossiger traufständiger Satteldachbau, westlich mit Halbwalm, Fachwerkbau, 1492 (dendrochronologisch datiert), Dachwerk 16./17. Jahrhundert | D-5-71-229-10           | weitere Bilder                                                                                         |
| Eschenbacher Weg; am Stadtrand links der Straße nach Adelmannsdorf (Standort)           | Wegkapelle                                                                                               | Kleiner massiver Satteldachbau mit dreiseitigem Abschluss, neugotisch, spätes 19. Jahrhundert | D-5-71-229-77           | Wegkapelle                                                                                             |
| Eschenbacher Wegäcker; südlich der Stadt (Standort)                                     | Bildstock                                                                                                | Steinerner Pfeiler mit Bildgehäuse, 1623, mit gusseisernem Kreuz | D-5-71-229-73           | BW |
| Färbergasse 16 (Standort)                                                               | Ehemaliges Kaplanhaus                                                                                    | Zweigeschossiger traufständiger Satteldachbau, teilweise Fachwerk, an die mittelalterliche Kirchhofbefestigung anschließend, 1666 | D-5-71-229-16           | weitere Bilder                                                                                         |
| Färbergasse 17; Nähe Färbergasse (Standort)                                             | Neues Kaplanhaus                                                                                         | Zweigeschossiger massiver Walmdachbau, mit Eckquaderungen und Sandsteinportal, in Formen der Neurenaissance, mit farbig gefasster Steinmadonna, 1900 | D-5-71-229-17           | weitere Bilder                                                                                         |
| Färbergasse 17; Nähe Färbergasse (Standort)                                             | Einfriedung                                                                                              | Sockelmauer mit Pfeilern, wohl gleichzeitig | D-5-71-229-17           | BW |
| Färbergasse 23 (Standort)                                                               | Ehemaliges Pfründehaus                                                                                   | Zweigeschossiges giebelständiges Gebäude mit Halbwalmdach, Fachwerkbau, 1409/10 (dendrochronologisch datiert) | D-5-71-229-19           | weitere Bilder                                                                                         |
| Färbergasse 25 (Standort)                                                               | Wohnhaus                                                                                                 | Eingeschossiges giebelständiges Gebäude mit Steildach, mit Fachwerkgiebel, 18./19. Jahrhundert | D-5-71-229-20           | weitere Bilder                                                                                         |
| Färbergasse 31 (Standort)                                                               | Hausmadonna                                                                                              | Figur in spätgotischen Formen, eingestellt in kleine Hausnische | D-5-71-229-21           | weitere Bilder                                                                                         |
| Hauptstraße 4 (Standort)                                                                | Wohngebäude                                                                                              | Zweigeschossiger Satteldachbau in Ecklage, Obergeschoss und Giebel Fachwerk, 1686 (dendrochronologisch datiert), wohl mit älterem Kern, Hausfigur, Muttergottes aus Holz, um 1500 | D-5-71-229-26           | weitere Bilder                                                                                         |
| Hauptstraße 5 (Standort)                                                                | Wohngebäude                                                                                              | Zweigeschossiger Satteldachbau in Ecklage, massiv, im Kern 1420/21 (d), Umbau bezeichnet mit dem Jahr „1842“, Aufstockung 1926 | D-5-71-229-27           | weitere Bilder                                                                                         |
| Hauptstraße 6 (Standort)                                                                | Sogenanntes Lammwirtshaus                                                                                | Ehemaliges Gasthaus, zweigeschossiger giebelständiger Satteldachbau, Obergeschoss und Giebel Fachwerk, teilweise vorkragend, 1411/12 (dendrochronologisch datiert), Hausfigur um 1600 | D-5-71-229-28           | weitere Bilder                                                                                         |
| Hauptstraße 6 (Standort)                                                                | Nebengebäude                                                                                             | Eingeschossiger Massivbau mit Steilsatteldach, im Kern wohl 16. Jahrhundert, nach 1826 erweitert | D-5-71-229-28           | BW |
| Hauptstraße 7 (Standort)                                                                | Wohnhaus                                                                                                 | Zweigeschossiger traufständiger Satteldachbau mit Fachwerkgiebel, Portal bezeichnet mit dem Jahr „1855“, im Kern vermutlich älter, mit historisierender Figurennische, 19. Jahrhundert | D-5-71-229-29           | weitere Bilder                                                                                         |
| Hauptstraße 8 (Standort)                                                                | Ehemalige Schmiede, sogenannte Wolfenschmiede                                                            | Zweigeschossiger giebelständiger Satteldachbau, durchgehender Fachwerkbau, mit Ladeluke, 1411/12 (dendrochronologisch datiert), Veränderungen um 1610 und 18. Jahrhundert, mit kleiner Hausmadonna, 18. Jahrhundert | D-5-71-229-30           | weitere Bilder                                                                                         |
| Hauptstraße 9 (Standort)                                                                | Gasthof                                                                                                  | Dreigeschossiges traufständiges Gebäude mit Halbwalmdach, seitlich Fachwerkobergeschoss, mit Laubengang, im Kern um 1500, Veränderungen 1621/23 (dendrochronologisch datiert) und 1852 (dendrochronologisch datiert) | D-5-71-229-31           | weitere Bilder                                                                                         |
| Hauptstraße 9 (Standort)                                                                | Hofeinfahrt                                                                                              | Toreinfassung diamantiert, 17. Jahrhundert | D-5-71-229-31           | weitere Bilder                                                                                         |
| Hauptstraße 10 (Standort)                                                               | Wohnhaus                                                                                                 | Zweigeschossiger traufständiger Satteldachbau, im Kern frühes 15. Jahrhundert (dendrochronologisch datiert auf 1409/10), Portal frühes 17. Jahrhundert | D-5-71-229-32           | weitere Bilder                                                                                         |
| Hauptstraße 11 (Standort)                                                               | Gasthof                                                                                                  | Zweigeschossiger Satteldachbau in Ecklage, Obergeschoss und Giebel Fachwerk, dendrologisch datiert auf 1411, Veränderungen 19. Jahrhundert, Dachstuhl dendrochronologisch datiert auf 1738 | D-5-71-229-33           | weitere Bilder                                                                                         |
| Hauptstraße 12 (Standort)                                                               | Ackerbürgerhaus                                                                                          | Zweigeschossiger giebelständiger Satteldachbau, rückwärtig Halbwalm, teilweise Fachwerk, Portal mit Sandsteineinfassung, im Kern 1409/10 (dendrochronologisch datiert), Veränderungen 1610 (dendrochronologisch) und 1764 | D-5-71-229-34           | weitere Bilder                                                                                         |
| Hauptstraße 12 (Standort)                                                               | Toreinfahrt                                                                                              | Mit Sandsteineinfassung, wohl 18. Jahrhundert | D-5-71-229-34           | weitere Bilder                                                                                         |
| Hauptstraße, vor Nr. 12 (Standort)                                                      | Steinerner Brunnenschacht                                                                                | Quadermauerwerk, wohl spätmittelalterlich | D-5-71-229-35           | Steinerner Brunnenschacht                                                                              |
| Hauptstraße 13 (Standort)                                                               | Wohnhaus                                                                                                 | Zweigeschossiger Satteldachbau in Ecklage, 18./19. Jahrhundert | D-5-71-229-36           | weitere Bilder                                                                                         |
| Hauptstraße 14 (Standort)                                                               | Wohnhaus                                                                                                 | Zweigeschossiger giebelständiger Satteldachbau, mit fachwerksichtigem Giebel, Spätrenaissanceportal in Naturstein mit Muschelnischen, 16.–17. Jahrhundert, im Kern vor 1500 | D-5-71-229-37           | weitere Bilder                                                                                         |
| Hauptstraße 15 (Standort)                                                               | Wohngebäude                                                                                              | Zweigeschossiger traufständiger Satteldachbau, teilweise Fachwerk, um 1700 | D-5-71-229-38           | weitere Bilder                                                                                         |
| Hauptstraße 16 (Standort)                                                               | Wohnhaus                                                                                                 | Zweigeschossiger traufständiger Satteldachbau mit Fachwerkobergeschoss, 1707/08 (dendrochronologisch datiert) | D-5-71-229-39           | weitere Bilder                                                                                         |
| Hauptstraße 17 (Standort)                                                               | Ehemaliges Fürstengasthaus                                                                               | Zweigeschossiger traufständiger Satteldachbau mit Volutengiebel und Doppelportal, Renaissance, Portal bezeichnet mit dem Jahr „1609“, darüber barocke Figurennische aus Ton, 18. Jahrhundert | D-5-71-229-41           | weitere Bilder                                                                                         |
| Hauptstraße 17; Hauptstraße 19 (Standort)                                               | Ehemaliges Fürstengasthaus                                                                               | Hofeinfahrt, wohl frühes 17. Jahrhundert | D-5-71-229-41 zugehörig | weitere Bilder                                                                                         |
| Hauptstraße 19 (Standort)                                                               | Ehemaliges Fürstengasthaus                                                                               | Fassaden mit Sgraffitomalerei, 1623, Innenausbau 17. Jahrhundert; mit Ausstattung | D-5-71-229-41 zugehörig | weitere Bilder                                                                                         |
| Adolph-Kolping-Gasse 1 (Standort)                                                       | Ehemaliges Fürstengasthaus                                                                               | Nebengebäude, zweigeschossiger Satteldachbau, wohl frühes 17. Jahrhundert | D-5-71-229-41 zugehörig | weitere Bilder                                                                                         |
| Hauptstraße 18 (Standort)                                                               | Sogenanntes Hohes Haus                                                                                   | Wohngebäude, Eckhaus in städtebaulich hervorgehobener Lage, zweigeschossiger Satteldachbau, Giebel und Obergeschoss Fachwerk, 1439/40 (dendrochronologisch datiert), Veränderungen im 17./18. Jahrhundert, profiliertes Portal um 1600 | D-5-71-229-40           | weitere Bilder                                                                                         |
| Hauptstraße 21 (Standort)                                                               | Ehemalige Ordensvogtei, Gasthof                                                                          | Zweigeschossiger Giebelbau mit Steilsatteldach, Fachwerkobergeschoss und -giebel, Portal der Spätrenaissance, dendrochronologisch datiert auf 1610, Umbau 18. Jahrhundert; mit Ausstattung | D-5-71-229-42           | weitere Bilder                                                                                         |
| Hauptstraße 21 (Standort)                                                               | Ehemalige Ordensvogtei, rückwärtig Scheune                                                               | Zweigeschossiger Satteldachbau mit Fachwerkobergeschoss und -giebel, dendrochronologisch datiert auf 1602/1609 | D-5-71-229-42           | BW |
| Hauptstraße 21 (Standort)                                                               | Ehemalige Ordensvogtei, Toreinfahrt                                                                      | 17./18. Jahrhundert | D-5-71-229-42           | BW |
| Heumarkt 3 (Standort)                                                                   | Ehemaliges Ackerbürgerhaus                                                                               | Zweigeschossiger Satteldachbau in Ecklage, Fachwerkobergeschoss und -giebel, 18. Jahrhundert, Fachwerkrückseite 15./16. Jahrhundert, dendrochronologisch datiert auf um 1410 und 1680, barocke Figurennische aus Fayence, mit Muttergottesskulptur, 18. Jahrhundert | D-5-71-229-43           | weitere Bilder                                                                                         |
| Heumarkt 3 (Standort)                                                                   | Scheune                                                                                                  | Fachwerkbau mit Satteldach, einseitig mit Schopfwalm, 1696 (dendrochronologisch datiert) | D-5-71-229-43           | BW |
| Heumarkt 3 (Standort)                                                                   | Teile der Einfriedung                                                                                    | Natursteinmauerwerk, 19. Jahrhundert | D-5-71-229-43           | BW |
| Hintere Gasse 3 (Standort)                                                              | Ehemaliges Ackerbürgerhaus                                                                               | Eingeschossiger Traufseitbau mit steilem Satteldach und Fachwerkgiebel, 1560 (dendrochronologisch datiert), giebelseitig angebaute Scheune, verputzter Bruchsteinbau mit steilem Satteldach, 1796 | D-5-71-229-94           | weitere Bilder                                                                                         |
| Holzwegäcker; am Feldrand östlich der Stadt (Standort)                                  | Bildstock                                                                                                | Steinerner Rundpfeiler mit Bildgehäuse, Deutschordenskreuz, 17. Jahrhundert | D-5-71-229-72           | Bildstock                                                                                              |
| Lichtenauer Straße (bei Nr. 8) (Standort)                                               | Wegkapelle                                                                                               | Kleiner Satteldachbau, Sandsteinquader, mit neuromanischen Elementen, um 1900; mit Ausstattung | D-5-71-229-46           | [[Vorlage:Bilderwunsch/code!/C:49.23008,10.72012!/D:Lichtenauer Straße (bei Nr. 8), Wegkapelle!/\|BW]] |
| Merkendorfer Straße (bei Nr. 6) (Standort)                                              | Gruppe von fünf Steinkreuzen                                                                             | Nach der Überlieferung großenteils von 1680; weitere zwei dazugesetzt | D-5-71-229-48           | weitere Bilder                                                                                         |
| Nähe Windsbacher Straße (Standort)                                                      | Wegkreuz                                                                                                 | Gusseisenkreuz auf Sandsteinsockel, zweite Hälfte 19. Jahrhundert | D-5-71-229-75           | Wegkreuz                                                                                               |
| Nördliche Ringstraße 1; an der Kreuzung Fischbacher Weg/Nördliche Ringstraße (Standort) | Wegkapelle                                                                                               | Kleiner Massivbau mit historisierenden, neugotischen Elementen, um 1850; mit Ausstattung | D-5-71-229-22           | Wegkapelle                                                                                             |
| Obere Gasse 3 (Standort)                                                                | Wohngebäude                                                                                              | Eingeschossiger giebelständiger Bau mit Steildach, massiv, 1826 | D-5-71-229-50           | weitere Bilder                                                                                         |
| Obere Gasse 3 (Standort)                                                                | Nebengebäude                                                                                             | Angrenzend an die Stadtmauer, 19. Jahrhundert | D-5-71-229-50           | weitere Bilder                                                                                         |
| Obere Gasse 5 (Standort)                                                                | Ehem. Schalenturm der Nordwestbastion der Stadtbefestigung                                               | zum Wohnhaus ausgebaut, halbrundes eingeschossiges Gebäude mit Satteldach, im Kern mittelalterlich, Veränderungen 18./19. Jh | D-5-71-229-51           | weitere Bilder                                                                                         |
| Schulgässchen 2; Schulgässchen 4 (Standort)                                             | Ehemaliges Mädchenschulhaus der Armen Schulschwestern                                                    | Zweigeschossiger Satteldachbau, Steingebäude, angelehnt an die Mauer der Kirchenbefestigung, mit gewölbtem Durchlass der Färbergasse, ursprünglich wohl Sitz des seit dem 14. Jahrhundert nachweisbaren Beguinenklosters, 1598 (dendrochronologisch datiert), Veränderungen im 17. Jahrhundert | D-5-71-229-58           | weitere Bilder                                                                                         |
| Schulgässchen 2; Schulgässchen 4 (Standort)                                             | Hausmadonna                                                                                              | 15. Jahrhundert | D-5-71-229-58           | BW |
| Schulgässchen 2; Schulgässchen 4 (Standort)                                             | Garten und Ummauerung                                                                                    | | D-5-71-229-58           | Garten und Ummauerung                                                                                  |
| Schulgässchen 4 (Standort)                                                              | Ehemaliges Schulhaus                                                                                     | Zweigeschossiger Satteldachbau in Ecklage, mit Eckquaderung, bezeichnet mit dem Jahr „1886“ | D-5-71-229-59           | weitere Bilder                                                                                         |
| Staatsstraße 2220; ca. 1 km außerhalb auf der Höhe (Standort)                           | Gusseisenkruzifix auf Steinsockel                                                                        | Bezeichnet „1892“ | D-5-71-229-49           | BW |
| Untere Vorstadt 4; an der Grundstücksmauer nahe Nr. 4 und 6 (Standort)                  | Wegkapelle                                                                                               | Kleiner Massivbau mit flachem Satteldachabschluss, mit Natursteingliederung, 17. Jahrhundert; mit Ausstattung | D-5-71-229-60           | BW |
| Untere Vorstadt, vor Nr. 17 (Standort)                                                  | Bildstock                                                                                                | Mit geschwelltem Säulenschaft, Sandstein, mit Gusseisenkruzifix, 17. Jahrhundert | D-5-71-229-61           | Bildstock                                                                                              |
| an der Straße nach Reutern (Standort)                                                   | Bildstock                                                                                                | Steinerner Rundpfeiler mit Aufsatz und Gusseisenkreuz, 17.–19. Jahrhundert | D-5-71-229-74           | BW |
| Waizendorfer Straße 14 (Standort)                                                       | Katholische Friedhofskirche St. Sebastian, wohl ehemaliges Kapelle eines mittelalterlichen Siechenhauses | Saalkirche, 1486 Errichtung des Langhauses zunächst als Kapelle, flachgedeckter spätgotischer Chor mit Sakristei 1515–1518, Umbau im Rokokostil durch den Ellinger Hofmaurer Josef Feuerstein 1740–42; mit Ausstattung | D-5-71-229-63           | weitere Bilder                                                                                         |
| Waizendorfer Straße 14 (Standort)                                                       | Friedhofsanlage                                                                                          | Spätes 16. Jahrhundert, Grabsteine des 18.–20. Jahrhundert | D-5-71-229-63           | BW |
| Waizendorfer Straße 14 (Standort)                                                       | Friedhofsummauerung                                                                                      | Im Kern spätes 16. Jahrhundert, Einfahrt mit schmiedeeisernem Tor und Pfeilern, frühes 19. Jahrhundert | D-5-71-229-63           | BW |
| Wolfram-von-Eschenbach-Platz (Standort)                                                 | Wolframsdenkmal und Brunnen                                                                              | In neuromanischen Formen, Architektur von Eduard Riedel, Zinkgussfiguren von Konrad von Knoll, 1861/62 | D-5-71-229-71           | weitere Bilder                                                                                         |
| Wolfram-von-Eschenbach-Platz 1; Wolfram-von-Eschenbach-Platz 3 (Standort)               | Rathaus, ehemaliges Absteigequartier des Landkomturs des Deutschen Ordens                                | Schlossähnlicher Zweiflügelbau, dreigeschossig mit Walmdach und Schweifgiebel, Fassade Natursteinquader, mit Eckerker und Treppenturm, 1623 | D-5-71-229-64           | weitere Bilder                                                                                         |
| Wolfram-von-Eschenbach-Platz 1; Wolfram-von-Eschenbach-Platz 3 (Standort)               | Rathaus, ehemalige Zehntscheune, Teil des ehemaligen Deutschordensbaus                                   | Dreigeschossiger Satteldachbau, 1594/96 (dendrochronologisch datiert) | D-5-71-229-64           | weitere Bilder                                                                                         |
| Wolfram-von-Eschenbach-Platz 7; Färbergasse 16; Nähe Färbergasse (Standort)             | Katholische Pfarrkirche Mariae Himmelfahrt (Liebfrauenmünster)                                           | Dreischiffiger Hallenbau mit einschiffigem Chor und eingezogenem Westturm, früheste Hallenkirche in Franken, Neubaubeginn 13. Jahrhundert, Langhaus um 1300, Erhöhung des Turms um 1430, Turmdacherneuerung dendrochronologisch datiert auf 1464/65, Sakristei 1481, Barockisierung und Einwölbung des Kirchenraumes ab 1730, Kapelle der schmerzhaften Muttergottes von Matthias Binder 1749, purifizierende Restaurierung und neugotische Überformung 1876–78, Westturm mit Spitzhelm; mit Ausstattung | D-5-71-229-67           | weitere Bilder                                                                                         |
| Wolfram-von-Eschenbach-Platz 7; Färbergasse 16; Nähe Färbergasse (Standort)             | Mauerzug der ehemaligen Kirchhofbefestigung, ehemals kreisförmig                                         | Wohl 11. Jahrhundert | D-5-71-229-67           | Mauerzug der ehemaligen Kirchhofbefestigung, ehemals kreisförmig                                       |
| Wolfram-von-Eschenbach-Platz 9 (Standort)                                               | Altes Rathaus                                                                                            | Langgestreckter dreigeschossiger Satteldachbau mit massivem Erdgeschoss und Fachwerkobergeschossen, bezeichnet „1471“, Veränderungen 1684/87 (dendrochronologisch datiert) und zweites Drittel 19. Jahrhundert | D-5-71-229-68           | weitere Bilder                                                                                         |
| Wolfram-von-Eschenbach-Platz 11 (Standort)                                              | Wohngebäude                                                                                              | Zweigeschossiger massiver Satteldachbau, mit Sandsteinportal, 1746, Veränderungen im 19. Jahrhundert | D-5-71-229-69           | Wohngebäude                                                                                            |

### Biederbach
| Lage                                                                                       | Objekt   | Beschreibung | Akten-Nr.     | Bild |
| ------------------------------------------------------------------------------------------ | -------- | --- | ------------- | ---- |
| In Biederbach (Standort)                                                                   | Kapelle  | Quaderbau mit Satteldach und Dachreiter, eingezogener Chor mit Dreiseitabschluss, neugotisch, um 1880; mit Ausstattung | D-5-71-229-78 | BW   |
| Kreisstraße AN 12; ca. 500 m außerhalb des Ortes an der Straße nach Gerbersdorf (Standort) | Wegkreuz | Gusseisenkruzifixus, zweites Drittel 19. Jahrhundert                                                                   | D-5-71-229-79 | BW   |

### Reutern
| Lage                                                                  | Objekt    | Beschreibung                                                                              | Akten-Nr.     | Bild |
| --------------------------------------------------------------------- | --------- | ----------------------------------------------------------------------------------------- | ------------- | ---- |
| In Reutern; am Ortsende Richtung Wolframs-Eschenbach (Standort)       | Bildstock | Sandstein, mit Metallkreuz, 17. Jahrhundert                                               | D-5-71-229-81 | BW   |
| In Reutern (Standort)                                                 | Kapelle   | Kleiner massiver Satteldachbau mit Dachreiter, Putzgliederungen, 1834; mit Ausstattung    | D-5-71-229-80 | BW   |
| Klosterwegfeld; nördlich des Dorfes am Weg nach Heilsbronn (Standort) | Bildstock | Steinerner Rundpfeiler mit vierseitigem Bildgehäuse, darüber Metallkreuz, 17. Jahrhundert | D-5-71-229-82 | BW   |

### Sallmannshof
| Lage                                       | Objekt  | Beschreibung                                                    | Akten-Nr.     | Bild |
| ------------------------------------------ | ------- | --------------------------------------------------------------- | ------------- | ---- |
| In Sallmannshof; Sallmannshof 2 (Standort) | Scheune | Eingeschossiger Satteldachbau, Fachwerk, Anfang 17. Jahrhundert | D-5-71-229-83 | BW   |

### Utzenmühle
| Lage                    | Objekt                | Beschreibung                                                                                         | Akten-Nr.     | Bild |
| ----------------------- | --------------------- | --- | ------------- | ---- |
| Utzenmühle 4 (Standort) | Ehemalige Wassermühle | Massives eingeschossiges Gebäude mit Steildach, wohl 18. Jahrhundert, bezeichnet mit dem Jahr „1842“ | D-5-71-229-84 | BW   |

### Waizendorf
| Lage                     | Objekt      | Beschreibung      | Akten-Nr.     | Bild |
| ------------------------ | ----------- | ----------------- | ------------- | ---- |
| Waizendorf 12 (Standort) | Reliefstein | Bezeichnet „1732“ | D-5-71-229-85 | BW   |

## Ehemalige Baudenkmäler
In diesem Abschnitt sind Objekte aufgeführt, die früher einmal in der Denkmalliste eingetragen waren, jetzt aber nicht mehr. Objekte, die in anderem Zusammenhang also z. B. als Teil eines Baudenkmals weiter eingetragen sind, sollen hier nicht aufgeführt werden. Aktennummern in diesem Abschnitt sind ehemalige, jetzt nicht mehr gültige Aktennummern.

| Lage | Objekt                     | Beschreibung | Akten-Nr.     | Bild |
| --- | -------------------------- | --- | ------------- | ---- |
| Wolframs-Eschenbach Deutschordensstraße 1, bei der zugehörigen Scheune westlich Ring- und Zwingermauer (Standort) | Portal                     | Bezeichnet „1757“ | D-5-71-229-3  | BW   |
| Wolframs-Eschenbach Gaulgasse 2 (Standort)                                                                        | Türstock                   | bez. 1771 | D-5-71-229-53 | BW   |
| Wolframs-Eschenbach Hintere Gasse 9 (Standort)                                                                    | Ehemaliges Ackerbürgerhaus | Erdgeschossiger Satteldachbau über mittelalterlichem Keller, Dachstuhl dendrochronologisch datiert auf 1684, verändert 19./20. Jahrhundert | D-5-71-229-87 | BW   |
| Wolframs-Eschenbach Nähe An der Stadtmauer ()                                                                     | Ehemaliges Handwerkerhaus  | Fachwerkobergeschoss, dendrochronologisch datiert 1411, Umbau 1702                                                                         | D-5-71-229-18 |      |
| Wolframs-Eschenbach Richard-Wagner-Straße 2 (Standort)                                                            | Massives Satteldachhaus    | Hausfigur heiliger Nepomuk, 18. Jahrhundert; ehemalige Fachwerkscheune                                                                     | D-5-71-229-55 | BW   |
| Wolframs-Eschenbach Wolfram-von-Eschenbach-Platz 5 (Standort)                                                     | Portal                     | Pilasteraufbau mit gesprengtem Giebel, 17. Jahrhundert                                                                                     | D-5-71-229-65 | BW   |
| Wolframs-Eschenbach Wolfram-von-Eschenbach-Platz 6 (Standort)                                                     | Inschriftstein             | 1784 | D-5-71-229-66 | BW   |